# Liste von Persönlichkeiten der Stadt Düsseldorf
Folgende Persönlichkeiten sind in Düsseldorf geboren (→ Sonstige Persönlichkeiten siehe weiter unten). Ob sie ihren späteren Wirkungskreis in Düsseldorf hatten oder nicht, ist dabei unerheblich. Die Auflistung erfolgt chronologisch nach Geburtsjahr und -tag.

## Bis 1700

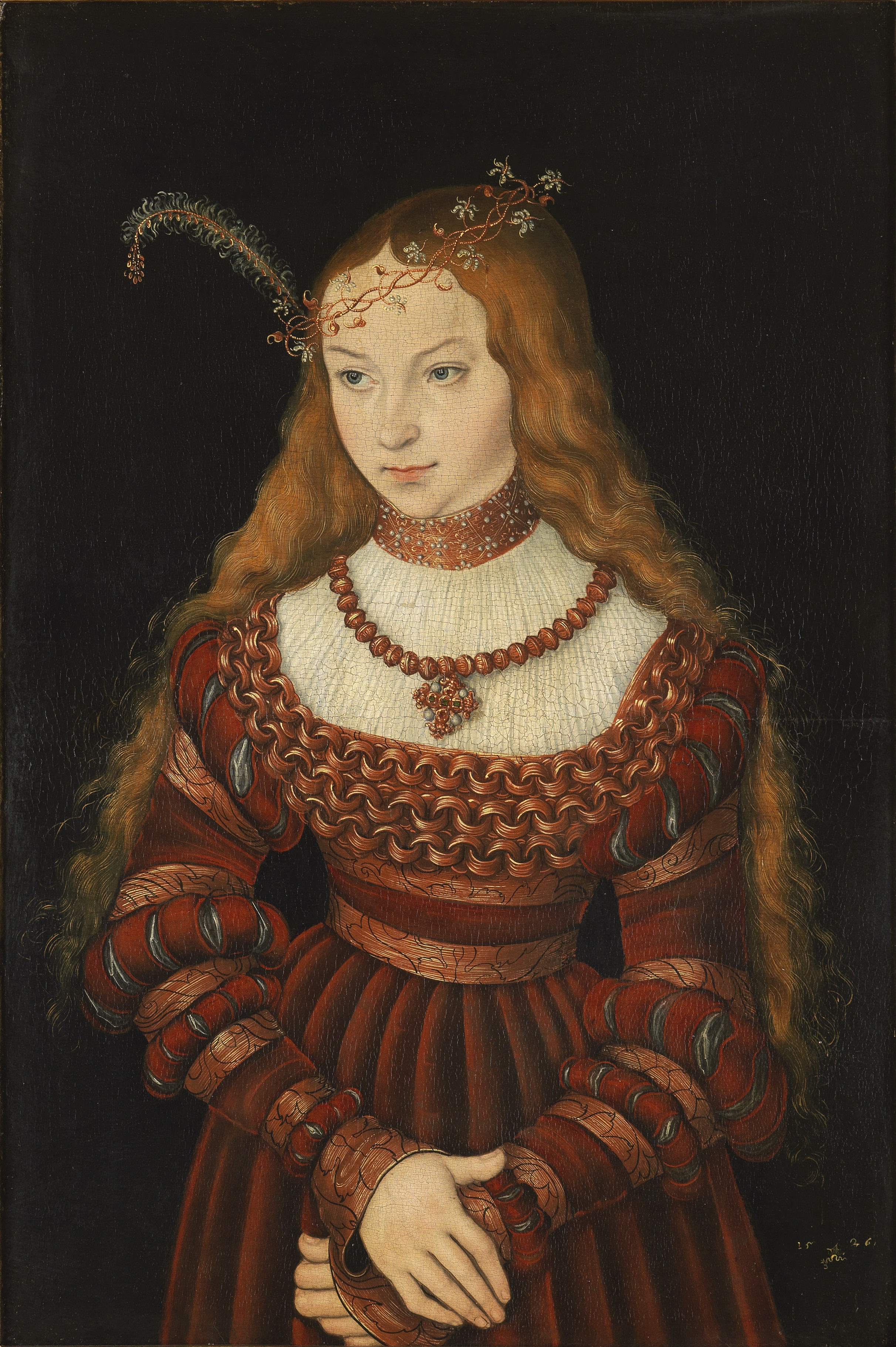
Sibylle von Jülich-Kleve-Berg (1512–1554), älteste Tochter von Herzog Johann III. und Kurfürstin von Sachsen

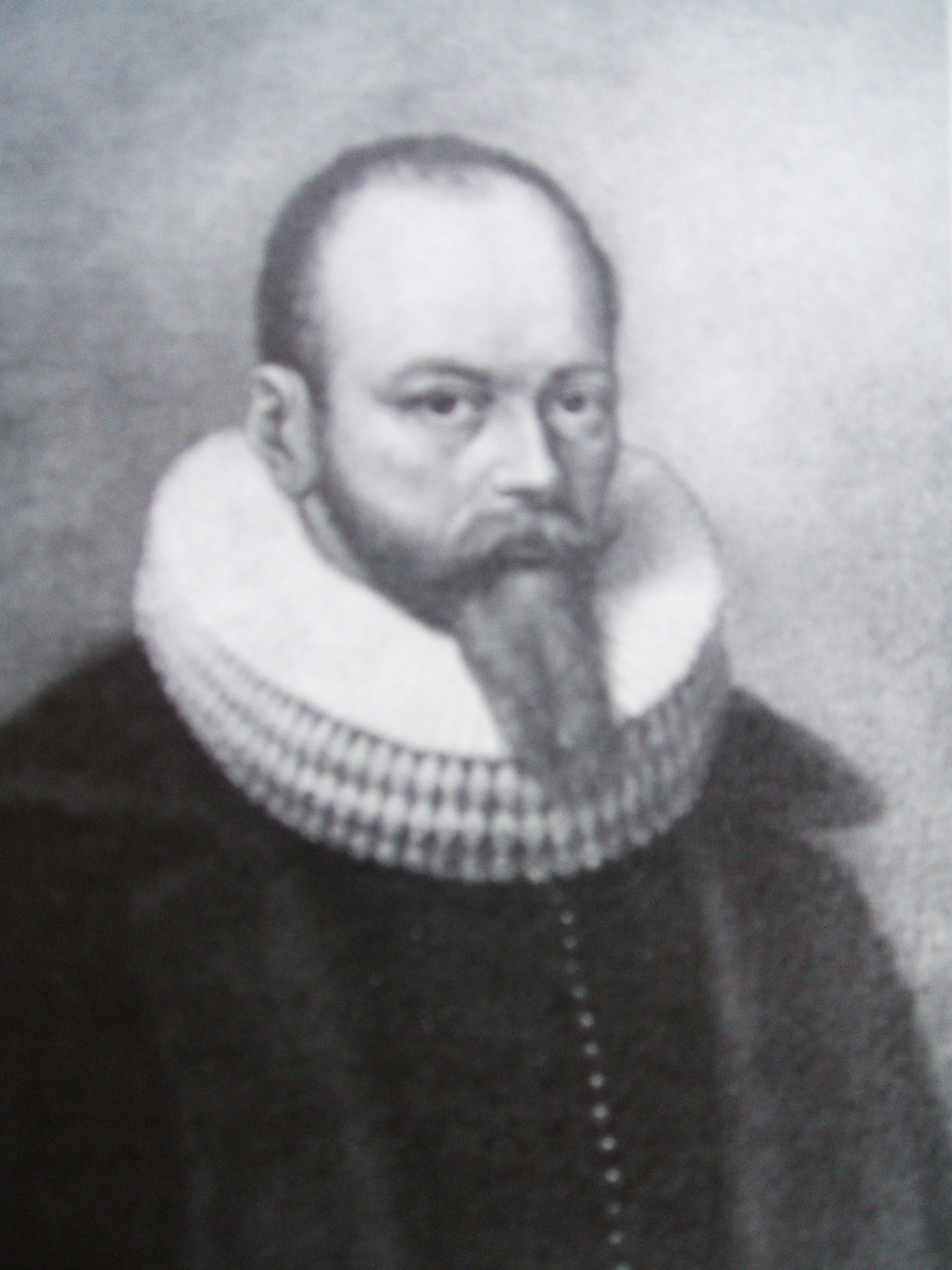
Lambert Steinwich (1571–1629), Jurist, Diplomat, Politiker und von 1616 bis 1629 Bürgermeister von Stralsund

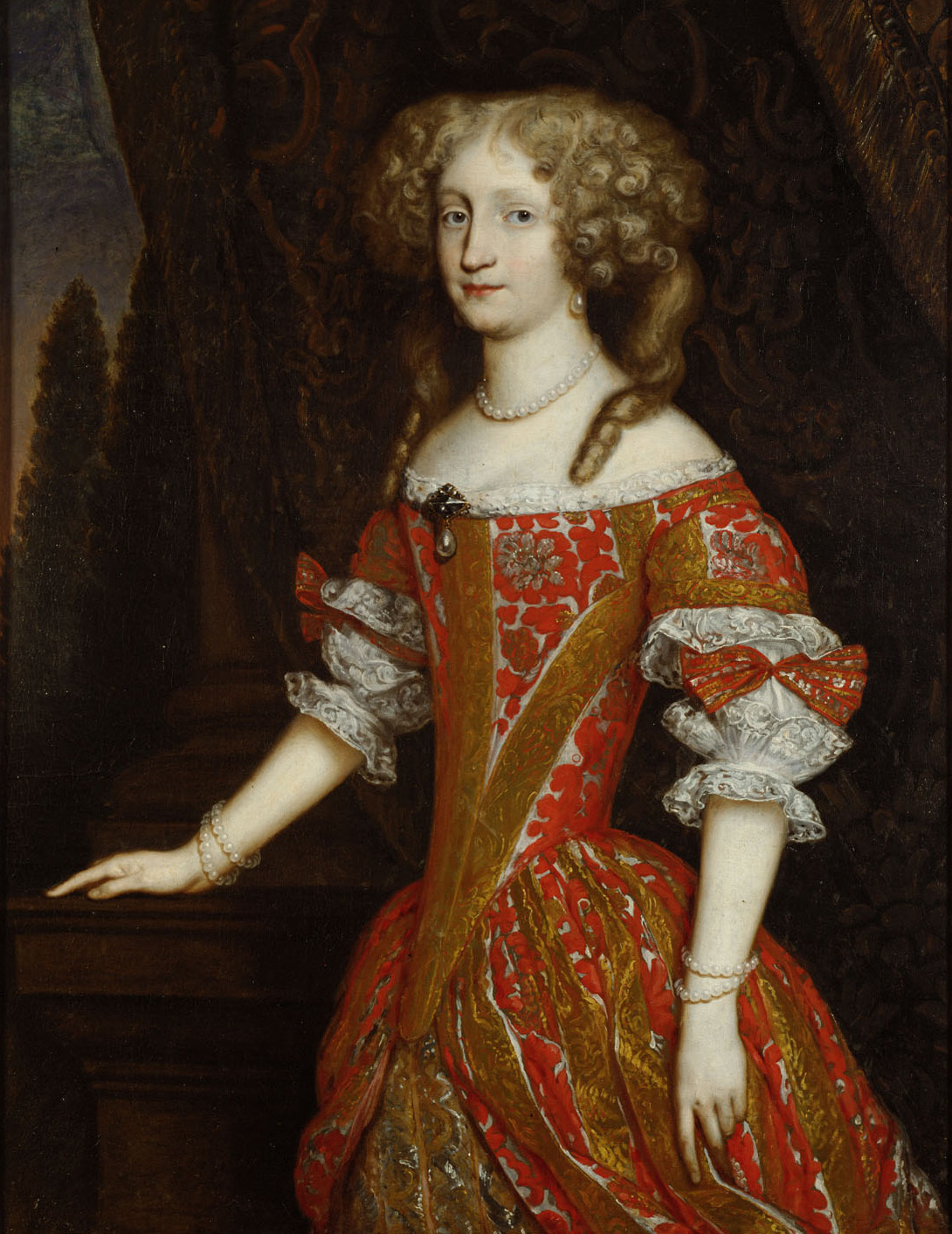
Eleonore Magdalene von der Pfalz (1655–1720), Kaiserin des Heiligen Römischen Reichs und Königin von Ungarn. (Porträt: zwischen 1676 und 1690)

- ≈1499, Johann Ghogreff, † 17. Februar 1554 in Mettmann, Kanzler von Jülich-Kleve-Berg
- 1512, 17. Juli, Sibylle von Jülich-Kleve-Berg, † 21. Februar 1554 in Weimar, Kurfürstin von Sachsen
- 1515, 22. September, Anna von Jülich-Kleve-Berg, † 16. Juli 1557 in Whitehall (London), erste deutsche Königin von England
- 1516, 28. Juli, Wilhelm V. („der Reiche“) von Jülich-Kleve-Berg, † 5. Januar 1592 in Düsseldorf, Herzog der Vereinigten Herzogtümer Jülich-Kleve-Berg aus dem Hause Mark
- 1517, 17. Oktober, Amalia von Jülich-Kleve-Berg, † 1. März 1587 in Düsseldorf, Tochter Herzogs Johann III.
- 1571, 19. Mai, Lambert Steinwich, † 13. August 1629 in Stralsund, Jurist, Diplomat und Politiker
- 1591, 25. Februar, im Ortsteil Kaiserswerth, Friedrich Spee von Langenfeld, † 7. August 1635 in Trier, Jesuit, Prediger, Dichter
- 1619, 30. April, Johannes Spilberg, † 10. August 1690, Düsseldorfer Hofmaler
- ≈1620, Johann Maurenbrecher, Begründer der Bergischen (Maurenbrecherschen) Fahrpost
- 1625, 16. August, Hermann Werner von Wolff-Metternich zur Gracht, † 21. Mai 1704 auf dem Schloss zu Neuhaus bei Paderborn, Fürstbischof von Paderborn
- 1628, 10. November, Johann Godfried von Redinghoven, † 23. Juni 1704 in Braunschweig, Archivar und Geheimrat
- 1647, 5. Januar, Johannes Colerus, † 19. Juli 1707 in Den Haag, evangelischer Theologe, früher Spinoza-Biograph
- 1653, Joseph Jacob van Geldern, † 2. Juni 1727 in Mannheim, Bankier, Hoffaktor und Hof-Kammer-Agent des Kurfürsten Johann Wilhelm
- 1655, 6. Januar, Eleonore Magdalene von Pfalz-Neuburg, † 19. Januar 1720 in Wien, Kaiserin des Heiligen Römischen Reiches
- 1658, 19. April, Johann Wilhelm von Pfalz-Neuburg („Jan Wellem“), † 8. Juni 1716 in Düsseldorf, Herzog von Berg
- 1658, Wilhelm Breekvelt, † 1687 in Düsseldorf, Maler und Zeichner
- ≈1665, Salomon Düsseldorf, auch Salomon Gottschalk Levi, † 14. April 1745 in Hannover, Hofbankier und Stifter der Synagoge in Hannover
- 1666, 6. August auf Schloss Benrath, Marie Sophie von Pfalz-Neuburg, † 4. August 1699 in Lissabon, Königin von Portugal
- 1667, 28. Oktober auf Schloss Benrath, Maria Anna Adelheid von Pfalz-Neuburg, † 16. Juli 1740 in Guadalajara, Königin von Spanien, Neapel, Sizilien und Sardinien, Herzogin von Mailand
- 1677, 28. März, Johann Conrad Melm, † 5. Januar 1714 in Marburg, Mediziner, Physiker und Hochschullehrer.
- 1678, 13. August, Anton Clemens Lünenschloß, † 5. Oktober 1763 in Würzburg, Maler und Stuckateur
- 1681, 29. Juli, Freiherr Degenhard Bertram von Spee, † 11. März 1736 in Düsseldorf, kurpfälzischer Generalleutnant

## 18. Jahrhundert
- 1701, 23. Oktober, Johann Matthias Schild, † 28. November 1775 in Bonn, Porträt-, Tier- und Stilllebenmaler des Rokoko sowie kurkölnischer Hofmaler zu Bonn
- 1719, 11. Juni auf Schloss Garath, Reichsgraf Franz Karl von Velbrück, † 30. April 1784 in Lüttich, Fürstbischof von Lüttich
- 1722, 17. August, Anton Schäffer, † 6. Januar 1801 in Mannheim, kurpfälzischer Hof-Medailleur, Münzgraveur und Münzmeister
- nach 1722 in Gerresheim, Helena Curtens, † 19. August 1738 in Gerresheim, letztes Opfer der Hexenprozesse am Niederrhein
- 1725, 23. September, Heinrich Theodor von Hallberg, † 18. Oktober 1792 in Wien, Reichsgraf, kurpfälzischer und kurpfalz-bayerischer Diplomat
- 1726, 30. November, Gottschalk van Geldern, † 12. Oktober 1795 in Düsseldorf, Mediziner und Vorsteher der Judenschaft in Jülich-Berg
- 1730, 30. Oktober, Reichsgraf Ambrosius Franziskus von Spee, † 1. September 1791 in Düsseldorf, kurpfälzischer Geheimrat, Kammerherr, Hofkammervizepräsident
- 1740, 29. September, Franz Joseph Hartleben, † 1808 in Wien, Rechtswissenschaftler und Hochschullehrer
- 1740, 2. September, Johann Georg Jacobi, † 4. Januar 1814 in Freiburg im Breisgau, Schriftsteller
- 1743, 25. Januar, Friedrich Heinrich Jacobi, † 10. März 1819 in München, Philosoph und Schriftsteller
- 1748, 17. April, Heinrich von Schenk, † 1. Mai 1813 in München, bayerischer Staatsmann
- 1756, 1. Juli, Johann Peter von Langer, † 6. August 1824 in München, Maler und Direktor der Kunstakademien in Düsseldorf und München
- 1756, 13. September, Johann Andreas Jacob Varnhagen, † 5. Juni 1799 in Hamburg, Mediziner
- 1758, 22. Mai, Carl-Wilhelm von Spee, † 18. Juli 1810 in Düsseldorf, kurpfälzischer Hofkammerrat und Geheimrat, Kurkölner Oberstküchenmeister
- 1764, Johann Gottfried Pflugfelder, † nach 1813 in Düsseldorf, Kupferstecher
- 1765, 2. Juli, Johann Friedrich Jacobi; † 10. Dezember 1831 in Bonn, Tuchfabrikant und Präfekturrat im Département de la Roer; Mitglied im Corps Législatif
- 1767, 14. August in Rath bei Düsseldorf, Christine Englerth, † 4. Mai 1838 in Eschweiler, Unternehmerin
- 1768, 21. März, Georg Arnold Jacobi, † 20. März 1845, Jurist, Verwaltungsbeamter, Autor und Gutsbesitzer
- 1768, 3. April, Moritz Johann Heinrich Beckhaus, † 22. Februar 1845 in Marburg, reformierter Theologe und Hochschullehrer
- 1770, 30. Juni, Joseph Schram, † 18. März 1847 in Bonn, Jurist und Bibliothekar
- 1771, 1. Dezember, Philipp Schöller, † 4. April 1842, Politiker
- 1773, 15. Februar, Maximilian Friedrich von Nesselrode-Hugenpoet, † 17. August 1851 in Augsburg, königlich bayerischer Generalmajor
- 1774, 24. Mai, Wilhelm Adolf Lindau, † 1. Juni 1849 in Dresden, Jurist, Übersetzer und Schriftsteller
- 1774, 25. Juni, Anton Theodor Hartmann, † 20. April 1838 in Rostock, Orientalist, Philologe und evangelischer Theologe
- 1775, 5. Oktober, Anton Klein, † 24. Februar 1853 in Brauweiler, Politiker und Oberbürgermeister von Essen
- 1776, 29. August, Karl von Caspers, † 28. Oktober 1843 in Augsburg, bayerischer Generalmajor
- 1778, 8. März, Georg von Jäger, † 20. November 1863 in Speyer, bayerischer Pädagoge und königlicher Hofrat, geadelt
- 1778, 1. oder 3. August, Franz Joseph von Ritz, † 21. Januar 1836 in Düsseldorf, Bergischer Geheimrat und Landrat in Lennep und Mettmann
- 1780, 16. Februar, Franz Brulliot, † 13. November 1836 in München, Maler, Kupferstecher und Kunsthistoriker
- 1781, 15. Dezember, Friedrich Wilhelm Bredt, † 16. Juli 1839 in Barmen, Textilunternehmer und Kommunalpolitiker in Barmen
- 1783, 21. Februar, Wilhelm von Quadt-Wykradt-Isny, † 2. Juli 1849 in Isny im Allgäu, Herr der Stadt und Herrschaft Isny und württembergischer Standesherr
- 1783, 9. März, Robert von Langer, † 6. Oktober 1846 in Haidhausen, Maler, Professor und Galeriedirektor in München
- 1783, 28. Mai, Rosa Maria Assing, † 22. Januar 1840 in Hamburg, Dichterin
- 1783, 23. September, Peter von Cornelius, † 6. März 1867 in Berlin, Maler
- 1784, 6. April, Leopold Balduin von Zandt, † 6. Mai 1851 in München, königlich bayerischer Generalmajor und Generaladjutant
- 1784, 17. Juli, Friedrich von Schenk, † 12. Dezember 1866 in München, Generaladministrator der General-Bergwerks- und Salinen-Administration in München
- 1785, 21. Februar, Karl August Varnhagen von Ense, † 10. Oktober 1858 in Berlin, Erzähler, Biograph, Tagebuchschreiber und Diplomat
- 1787, 6. Dezember, Jakob Wilhelm Huber, † 3. Juni 1871 in Zürich, Landschaftsmaler, Zeichner und Radierer
- 1792, 29. Juli, Peter von Hess, † 4. April 1871 in München, Maler
- 1792, 3. Oktober, Karl Franz Joseph Thelott, † 19. November 1830 in Augsburg, Porträtmaler und Kupferstecher
- 1793, 15. Juni, Franz Dahmen, † 1. Dezember 1865 in München, Maler
- 1793, 27. Juni, Joseph von Fuchsius, † 9. September 1854, Politiker
- 1797, 9. März, Peter Joseph Neunzig, † 4. März 1877 in Gerresheim, Mediziner und Revolutionär
- 1797, 13. Dezember, Heinrich Heine, † 17. Februar 1856 in Paris, Dichter und Schriftsteller
- 1799, 18. September, Dietrich Monten, † 13. Dezember 1843 in München, Historienmaler und Lithograf
- 1799, 16. Dezember, Friedrich Hardt, † 22. Dezember 1867 in Simmern/Hunsrück, Landrat mehrerer Kreise
- 1800, 18. Oktober, Charlotte Embden, geboren als Sara Heine, † 14. Oktober 1899 in Hamburg, Salonnière und Schwester von Heinrich Heine

## 19. Jahrhundert

### 1801 bis 1820

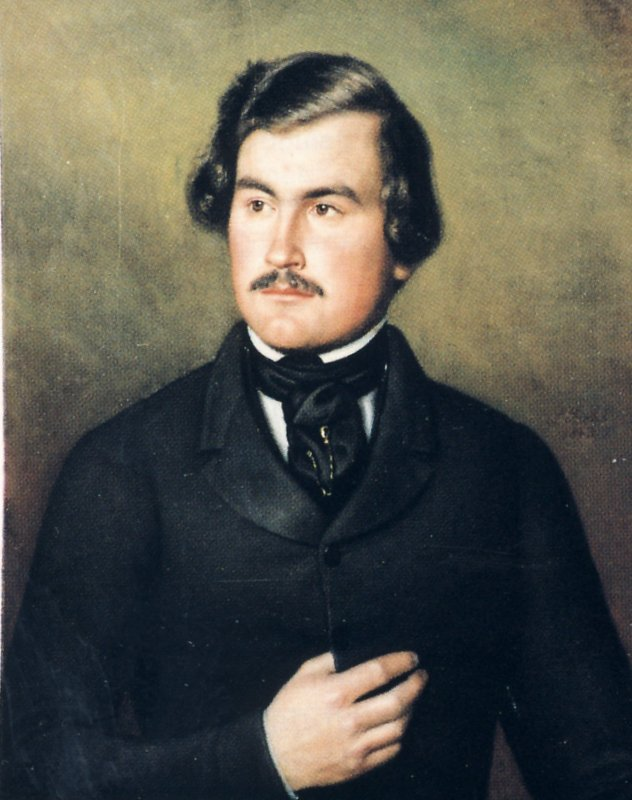
Wilhelm Sachs (1801–1866), Märzrevolutionär, Mitglied der Frankfurter Nationalversammlung und Unternehmer

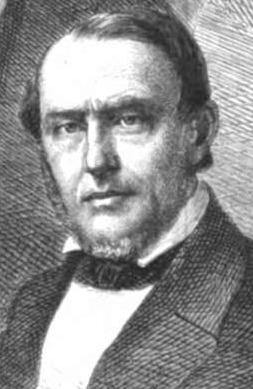
Heinrich von Sybel (1817–1895), Historiker, Archivar und Politiker

- 1801, 4. Dezember, Wilhelm Sachs, † 24. Februar 1866 in London, Politiker, Revolutionär und Unternehmer
- 1802, Carl Sipmann, † um 1857 in Düsseldorf, Maler
- 1802, 8. Oktober, Ernst Joseph Thelott, † 1. Mai 1833 in Augsburg, Porträtmaler
- 1803, 12. Oktober, Romeo Maurenbrecher, † 5. Dezember 1843 in Düsseldorf, Jurist
- 1803 (oder bis 1805), Gustav Heine von Geldern, † 15. November 1886 in Wien, deutsch-österreichischer Publizist
- (≈)1804, Maximilian Heine, † 1879 in Berlin, Arzt in Würzburg und St. Petersburg, Bruder von Heinrich Heine
- 1804, 6. Juli, Franz von Woringen, † 6. Januar 1870 in Freiburg im Breisgau, Jurist, Hochschullehrer und Dichter
- 1805, 2. Februar, Johann Baptist Sonderland, † 21. Juli 1878 in Düsseldorf, Maler und Radierer
- 1805, 17. November, Friedrich Gerst, † 13. September 1867 in Düsseldorf, römisch-katholischer Priester, Gefängnisseelsorger
- 1806, 8. Januar, Alexander Bachem, † 11. Februar 1878 in Köln, Oberbürgermeister von Koblenz und Köln
- 1807, 7. Mai, Joseph Clemens Weyhe, † 26. Juli 1871 in Engers/Neuwied, Landschaftsarchitekt
- 1809, Carl Wilhelm Günther, † 3. März 1859 in Leipzig, Opernsänger und Schauspieler
- 1809, 17. April, Friedrich von Kühlwetter, † 2. Dezember 1882 in Münster, preußischer Innenminister
- 1810, 1. Juni, Lorenz Cantador, † 1. Dezember 1883 in New York City, Kommandeur der Düsseldorfer Bürgerwehr während der Deutschen Revolution 1848/49
- 1810, 24. November, Edmund Peltzer, † 20. November 1880 in Düsseldorf, Jurist, Richter und Politiker
- 1811, 4. April, Julius August von Schwartz, † 23. November 1883 in Wiesbaden, preußischer Generalleutnant
- 1812, Hermann Schmitz, † um 1870, Maler
- 1812, 19. März, Karl Joseph Haugh, † 8. Juni 1886 in Köln, Jurist und Politiker, Mitglied der Frankfurter Nationalversammlung
- 1813, 18. März, Julie Stommel, † 12. Dezember 1888 in Rath, Stilllebenmalerin der Düsseldorfer Schule
- 1813, 22. März, Eduard Kühlwetter, † 14. August 1897 in Köln, Politiker und Eisenbahnmanager
- 1813, 18. April, Wilhelm Joseph Heine, † 29. Juni 1839 in Düsseldorf, Maler
- 1813, 9. Mai, Gustav Blaeser, † 20. April 1874 in Cannstatt, Bildhauer
- 1814, Julius Blaeser, † 22. August 1834 in Düsseldorf, Maler der Düsseldorfer Schule
- 1816, 12. März, Philipp von Berg, † 1866 in Mönchengladbach, römisch-katholischer Priester, Mitglied der preußischen Nationalversammlung und des Abgeordnetenhauses
- 1817, 1. April, Leonhard Stommel, † 23. Juni 1868, Landrat in Kleve und Neuß
- 1817, 2. Dezember, Heinrich von Sybel, † 1. August 1895 in Marburg, Historiker
- um 1817, Wilhelm Themer, † 11. September 1849 in Köln, Landschaftsmaler
- 1818, 14. April, Carl Hilgers, † 3. Dezember 1890, Landschaftsmaler der Düsseldorfer Schule
- 1819, 24. Juli, Johann August Moritz Brühl, † 13. Januar 1877 in Wien, Journalist, Schriftsteller und Übersetzer
- 1820, 20. Juni, Johann Rudolf Adams, † 22. Januar 1908 in Königsberg, Porträtmaler und Journalist

### 1821 bis 1840

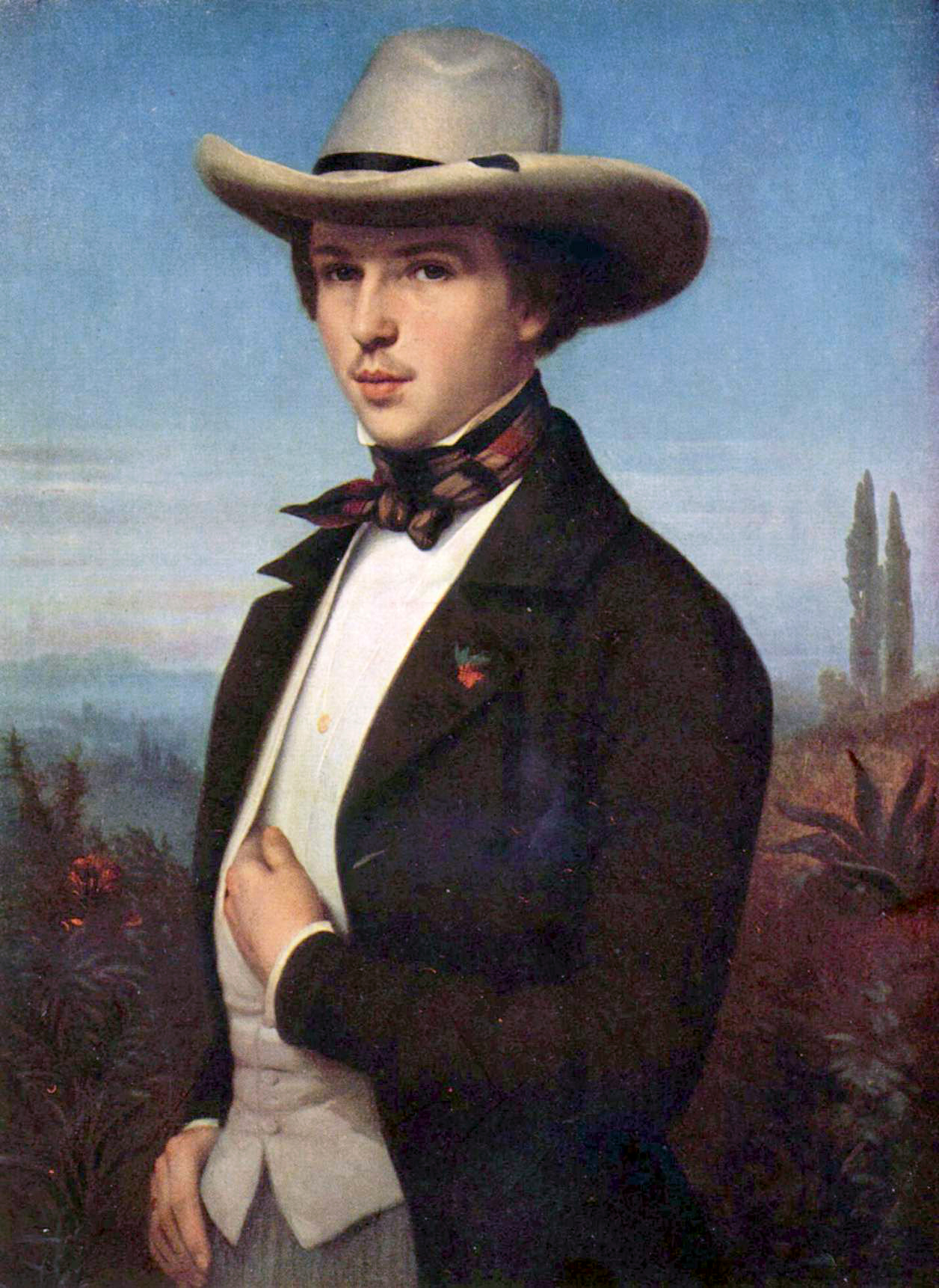
Oswald Achenbach (1827–1905), Maler, welcher der Düsseldorfer Malerschule zugerechnet wird (Porträt von: Ludwig des Coudres)

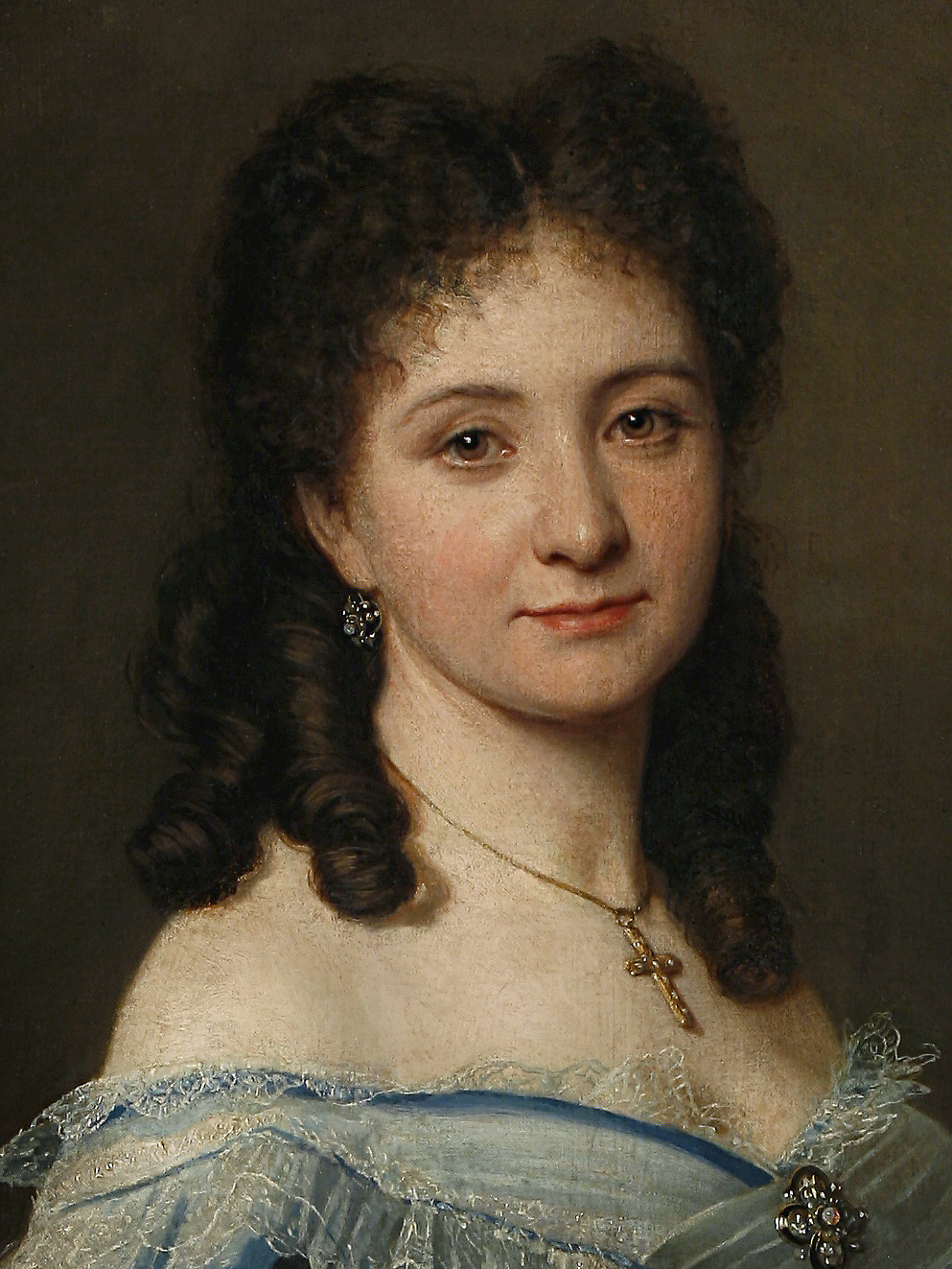
Luise Limbach (1834–1909), Opern- und Operettensängerin (Sopran) (Porträt von: Conrad Freyberg)

- 1821, 18. September, Wilhelm Klein, † 10. Juli 1897 in Remagen, Maler der Düsseldorfer Schule
- 1822, 6. Januar, Caspar Anton Heuser, † 3. April 1891 in Köln, Priester, Theologe und Domkapitular zu Köln
- 1822, 19. November, Dominik Mosler, † 13. November 1880 in Münster, Historien- und Porträtmaler der Düsseldorfer Schule
- 1823, 18. Juli, Carl Hupp, † 27. Dezember 1906 in Düsseldorf, Graveur und Medailleur sowie Koleopterologe
- 1823, 29. August, Otto Windscheid, † 7. April 1897 in Düsseldorf, Ingenieur und Fabrikant
- 1823, 15. Oktober, Joseph Krebs, † 23. Oktober 1890 in Köln, Schriftsteller, Historiker und Reichstagsabgeordneter
- 1824, Philipp Schmitz, † im Mai 1887 in Düsseldorf, Maler der Düsseldorfer Schule
- 1824, 20. April, Gustav Eschborn, † 18. Dezember 1902 in Heidelberg, Beamter im badischen Staatsdienst, Oberamtmann, Geheimer Regierungsrat
- 1824, 19. Oktober, Ferdinand von Hompesch-Bollheim, † 23. Juni 1913, Diplomat, Politiker und Reichstagsabgeordneter
- 1825, Alfred Bournye, † nach 1858, Historien- und Porträtmaler sowie Lithograf der Düsseldorfer Schule
- 1825, 9. April, Alfred Fürst von Hatzfeldt-Wildenburg, † 3. Juni 1911 in Düsseldorf, Großgrundbesitzer und Mitglied des Preußischen Herrenhauses
- 1826, Franz Thelen, † nach 1877, Maler
- 1826, 1. März, Franz Deckers, † 3. Juni 1908 in Düsseldorf, Architekt
- 1826, 20. April, Alfred Graeff, † 20. Oktober 1895 in Wiesbaden, Jurist, preußischer Land- und Regierungsrat
- 1826, 11. Juli, Franz Grashof, † 26. Oktober 1893 in Karlsruhe, Ingenieur
- 1826, 31. März, Joseph Bernardi, † 9. März 1907 in Düsseldorf, Landschaftsmaler der Düsseldorfer Schule
- 1827, 2. Februar, Oswald Achenbach, † 1. Februar 1905 in Düsseldorf, Maler
- 1827, 25. September Antoinette Woodville-Schnitzler, † 9. Mai 1881 in Bonn, Malerin
- 1828, 12. Januar, Lorenz Schilmann, † 26. November 1904 in Düsseldorf, Architekt
- 1828, 18. April, Alfred Breitenstein, † 1. November 1853 in Düsseldorf, Maler der Düsseldorfer Schule
- 1829, 2. Februar, Heinrich Courth, † 2. Februar 1907 in Düsseldorf, deutscher Rechtsanwalt und Politiker
- 1829, 30. August, Friedrich von Strantz, † 13. Oktober 1897 in Stettin, Generalleutnant
- 1830, 16. Juli, Laurenz Heinrich Hetjens, † 26. Mai 1906 in Aachen, Kunstsammler
- 1831, 8. Oktober, Paul Graf von Hatzfeld zu Trachenberg, † 27. November 1901 in London/England, Staatssekretär und Leiter des Auswärtigen Amtes des Deutschen Reichs von 1881 bis 1885
- 1833, 1. Juni, Ernst Franz August Münzenberger, † 22. Dezember 1890 in Frankfurt/Main, römisch-katholischer Priester, Mitglied des Domkapitels in Limburg/Lahn
- 1833, 19. März, Joseph Roloffs, † 9. Juli 1899 in Düsseldorf, Holzstecher
- 1834, 1. Januar, Wilhelm Schauseil, † 29. Oktober 1892 in Düsseldorf, Pianist, Organist, Dirigent, Musikdirektor und Komponist
- 1834, 8. Oktober, Luise Limbach, † 10. Oktober 1909 in Berlin, Opern- und Operettensängerin
- 1834, 11. November, Paul Eduard Richard Sohn, † 8. März 1912 in Düsseldorf, Maler
- 1835, Felix Kreutzer, † 7. April 1876 in Düsseldorf, Landschaftsmaler der Düsseldorfer Schule
- 1835, 13. Juni, Adolf Wüllner, † 6. Oktober 1908 in Aachen, Physiker und Rektor der RWTH Aachen
- 1835, 14. August, Karl von Ammon, † 13. Dezember 1903 in Bonn, Berghauptmann
- 1835, 30. Oktober, Anton Josef Reiss, † 31. Januar 1900 in Düsseldorf, Bildhauer
- 1836, Heinrich Mosler, † 27. November 1892 in Düsseldorf, Historienmaler, Porträtmaler und Kunstschriftsteller
- 1838, 18. April, Hans von Monbart, † 20. April 1898 ebenda, Generalleutnant
- 1838, 30. Juli, Eugen Richter, † 10. März 1906 in Lichterfelde, heute Teil Berlins, Politiker und Publizist
- 1839, 18. Januar, Emil Rohde, † 18. Dezember 1913 in München, königlich bayerischer Hofschauspieler, persönlich befreundet mit König Ludwig II. von Bayern
- 1839, 29. Juni, Christoph von Reutern, † 6. Januar 1859 in Düsseldorf, Porträtmaler
- 1839, 16. Juli, Eduard Radermacher, † 5. Dezember 1905 in Rotterdam, Fotograf

### 1841 bis 1860

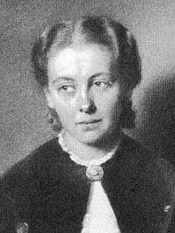
Alexandra Wassiljewna Schukowskaja (1842–1899), russische Hofdame und Geliebte des Großfürsten Alexei Alexandrowitsch Romanow

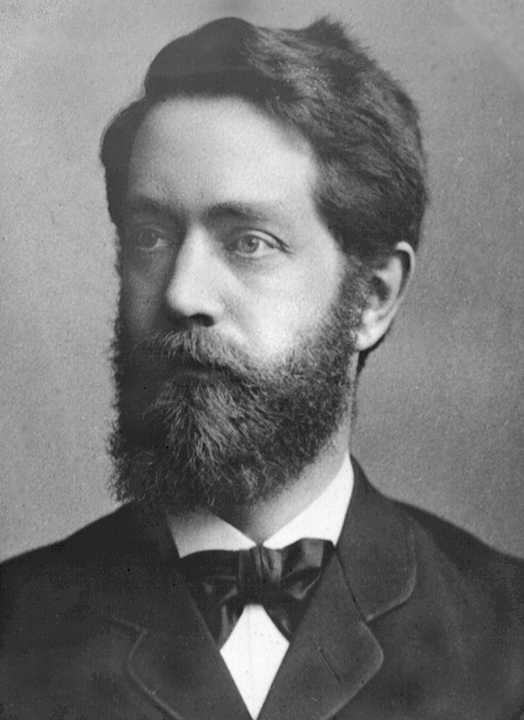
Felix Klein (1849–1925), Mathematiker, der bedeutende Ergebnisse in der Geometrie erzielte

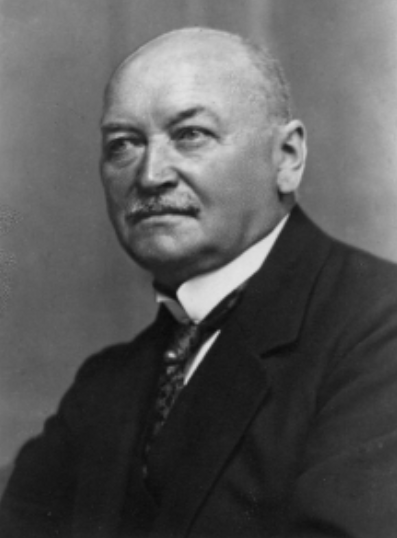
Georg Dassel (1852–1934), Unternehmer, Politiker und Mäzen

- 1841, 4. April, Gottlieb Müller, † 30. Dezember 1874 in Düsseldorf, Genre- und Porträtmaler der Düsseldorfer Schule
- 1841, 12. November, Adolf Graß, † 29. Oktober 1926 in Bozen, Maler der Düsseldorfer Schule
- 1842, 21. Januar, August Stein, † 19. Dezember 1903 in Düsseldorf, Kommerzienrat, Industrieller (Bergbau) und Begründer der Zeche Auguste Victoria in Marl-Hüls
- 1842, 16. Juni, Arnold Forstmann, † 1914 oder später, Landschaftsmaler
- 1842, 24. Mai, Theodor Hagen, † 12. Februar 1919 in Weimar, Maler und Kunstlehrer
- 1842, 30. August, Gregor von Stralendorff, † 8. Juli 1918 in Berlin, Architekt
- 1842, 11. November, Alexandra Schukowskaja, † 26. August 1899 in Wendischbora, Tochter des Dichters Wassili Schukowski, russische Hofdame und Geliebte des Großfürsten Alexei Romanow
- 1843, 26. April, Franz Müller, † September 1929 in Düsseldorf, Maler
- 1843, 23. Juli, Alexander Meinardus, † 23. Juni 1891 Düsseldorf, Bildhauer
- 1844, 17. Januar, Karl Hilgers, † 25. Februar 1925 in Berlin, Bildhauer
- 1844, 20. Februar, Eduard Kreutzer, † 26. Dezember 1916 in Wiesbaden, Landschaftsmaler sowie Kunstpädagoge und Farblehrer
- 1844, 3. Juni, Louis von Freyhold, † 25. April 1923 in Baden-Baden, preußischer General der Infanterie
- 1844, 13. August, August Dreesbach, † 25. November 1906 in Berlin, Politiker (SPD)
- 1844, 12. Dezember, Johann Peter Theodor Janssen, † 19. Februar 1908 in Düsseldorf, Maler, Professor an der Kunstakademie
- 1845, 24. März, Franz Cremer, † 8. Dezember 1908 in Düsseldorf, Historienmaler
- 1845, 21. Juli, Karl Rudolf Sohn, † 29. August 1908 in Düsseldorf, Maler
- 1846, 7. September, Joseph Scheurenberg, † 4. Mai 1914 in Wilmersdorf, Maler
- 1846, 19. September, Ludwig Bettcher, † 22. Mai 1912 in Straßburg, Architekt und Baubeamter
- 1846, 29. November, Conrad Kiesel, † 28. Mai 1921 in Berlin, Architekt, Maler und Bildhauer
- 1847, 13. März, Karl Mücke, † 27. April 1923 in Düsseldorf, Maler der Düsseldorfer Schule
- 1847, 17. April, Theodor Kirsch, † 31. Mai 1911 in Düsseldorf, Jurist und Politiker, Mitglied des Deutschen Reichstags
- 1847, 28. Juli in Gerresheim, Carl Maria Seyppel, † 20. November 1913 in Gerresheim, Maler, Schriftsteller, Karikaturist (Beginn der Entwicklung des Comics)
- 1847, 7. Oktober, Alex Franken, † 4. Oktober 1896 in Jena, Rechtswissenschaftler
- 1847, 5. November, Otto Bender, † 6. Mai 1904 in Gerresheim, Politiker, Bürgermeister der Stadt Gerresheim
- 1849, Therese Fuchs, geborene Conrads, † 1910 in Düsseldorf, Malerin der Düsseldorfer Schule
- 1849, 25. April, Felix Klein, † 22. Juni 1925 in Göttingen, Mathematiker
- 1849, 6. Juni, Emilie Preyer, † 23. September 1930 in Düsseldorf, Malerin von Stillleben
- 1851, 3. Mai, Max Alvary, bürgerlich Maximilian Achenbach; † 7. November 1898 in Tabarz, Architekt und Opernsänger
- 1851, 6. Mai, Georg Schmitz, † 1917 in Hamburg, Landschafts- und Marinemaler der Düsseldorfer Schule
- 1851, 24. Juni, Fritz Lange, † 1. September 1922 in Düsseldorf, Maler der Düsseldorfer Schule
- 1852, 25. Februar, Georg Wenker, † 17. Juli 1911 in Marburg, Sprachwissenschaftler, Begründer des Sprachatlas des Deutschen Reichs (Wenkeratlas)
- 1852, 12. August, Leo von Abbema, † 19. April 1929, Architekt
- 1852, 22. Dezember, Georg Dassel, † 8. März 1934 in Allagen, Unternehmer Westfälische Marmorwerke AG, Politiker und Mäzen
- 1854, 6. Mai, Felix Camphausen, † 1910 in Neustadt im Schwarzwald, Maler
- 1854, 31. Mai, Anton Henke, † 25. Februar 1918 in Düsseldorf, Maler
- 1854, 24. oder 26. August, Christian Sell, † 1925 in Gotha, Maler
- 1855, 26. Februar, Emil Schrödter, † 31. Oktober 1928 in Mehlem, Verbandsfunktionär der Schwerindustrie
- 1855, 12. April, Rudolf Huthsteiner, † 3. Mai 1935 in Stuttgart, Maler
- 1855, 15. Mai, Leopold von Kalckreuth, † 1. Dezember 1928 in Eddelsen, Maler, Grafiker und Hochschullehrer
- 1855, 29. Mai, Karl Janssen, † 2. Dezember 1927 in Düsseldorf, Bildhauer, Professor an der Kunstakademie
- 1855, 4. Oktober, Constantin Luck, † 9. August 1916 in Bad Nauheim, Fotograf und Kunstsammler
- 1856, 29. Juni, Ludwig Cornelius Wessel, † 1. Juli 1926 in Düsseldorf, Stilllebenmaler der Düsseldorfer Schule
- 1856, 17. August, Carl Schultze, † 1935, Landschaftsmaler der Düsseldorfer Schule
- 1857, 3. März, Rudolf Tillessen, 22. Dezember 1926 in Mannheim, Architekt
- 1857, 19. März, Fritz Reiss, † 27. Februar 1915 in Kirchzarten, Lithograph, Illustrator, Grafiker und Maler
- 1857, 6. Juni, Adolf Opderbecke, † 14. Juni 1922 in Münster, Architekt
- 1857, 30. Dezember, Marie von Kalckreuth, † 13. April 1897 in Dachau, Malerin
- 1858, 12. März, Paul Wilhelmi, † 26. Mai 1943 in Detroit, Panorama- und Porträtmaler der Düsseldorfer Schule
- 1858, 16. August Bernhard Feilchenfeld, gest. 28. August 1934, deutscher Kaufmann mit sozialem Engagement
- 1858, 19. September, Leopold Graf von Spee, † 3. Januar 1920 in Kalkum, Landrat
- 1858, 21. November, Bruno Schmitz, † 27. April 1916 in Berlin, Architekt
- 1859, 27. Februar, Ernst Schmitz, † 21. Februar 1917 in München, Maler
- 1859, 28. März, Karl Ortmann, † 1. November 1914 in Koblenz, Oberbürgermeister von Koblenz
- 1859, 4. April, Nils Gude, † 24. Dezember 1908 in Christiania, Porträtmaler
- 1859, 21. Mai, Otto Hupp, † 31. Januar 1949 in Oberschleißheim bei München, Heraldiker, Schriftgrafiker, Kunstmaler, Ziseleur
- 1860, Joseph Kehren, † 1922, Porträtmaler der Düsseldorfer Schule
- 1860, Karl Vautier, † nach 1910, Porträtmaler der Düsseldorfer Schule
- 1860, 22. Mai, Karl Bruno Johannes Westphal, † 13. Februar 1916 in Wilna, Jurist, Reichsgerichtsrat

### 1861 bis 1880

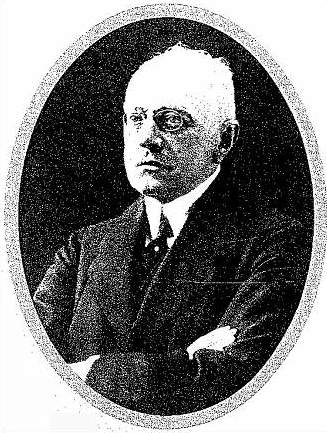
Carl-Rudolf Poensgen (1863–1946), Industrieller und Königlicher Preußischer Kommerzienrat

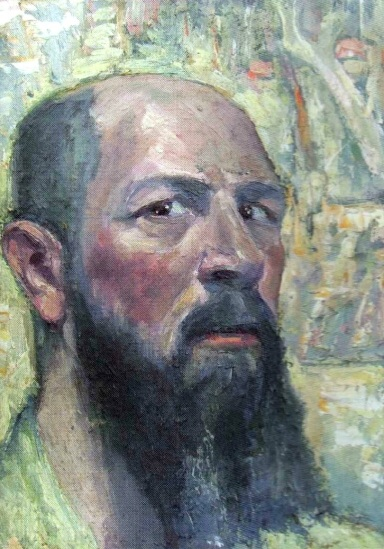
Hermann Dick (1875–1958), Maler, bekannt besonders für seine ausdrucksstarke Landschaftsmalerei (Selbstporträt)

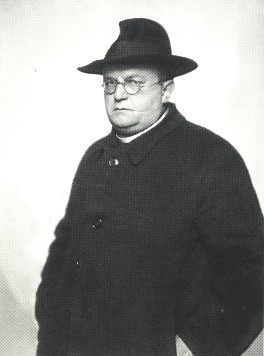
Carl Sonnenschein (1876–1929), katholischer Priester, der besonders im Arbeitermilieu auftrat. Bekannt als „Zigeuner der Wohltätigkeit“ (Zitat von: Kurt Tucholsky).

- 1861, 18. Juni, Friedrich Klein-Chevalier, † 14. März 1938 in Wiesbaden, Maler der Düsseldorfer Schule
- 1861, 30. Juni, Wilhelm Süs, † 6. Dezember 1933 in Mannheim, Maler, Graphiker und Keramiker, mitbegründete die Staatliche Majolika Manufaktur Karlsruhe
- 1861, 24. Juli, Benno von Achenbach, † 15. Oktober 1936 in Berlin, Begründer der deutschen Kutschfahrkunst
- 1861, 30. Juli, Oswald Flamm, † 12. Juni 1935 in Berlin, Schiffbau- und Schiffsmaschinenbauingenieur, Hochschullehrer
- 1861, 7. September, Willy Spatz, † 4. August 1931 in Düsseldorf, Maler und Lithograf
- 1861, 14. September, Karl von dem Bussche-Münch, † 8. Februar 1900, Rittergutsbesitzer, Politiker und Abgeordneter im westfälischen Provinziallandtag
- 1862, 30. Mai, Franz Held, eigentlich: Franz Herzfeld, † 4. Februar 1908 in Rankweil, Dichter, Dramatiker und Prosaautor
- 1862, 27. Juli, Christian Josef Johnen, † 8. Februar 1938 Jurist und Stenografiewissenschaftler
- 1863, 27. März, Carl Rudolf Poensgen, † 2. März 1946 in Düsseldorf, Industrieller und Kommerzienrat
- 1863, 10. August, Heinrich Biesenbach, † 24. Oktober 1926 in Düsseldorf, Jurist, Heimatforscher, Schriftsteller
- 1863, 17. Dezember, Julius Müller-Massdorf, † 1933 in Düsseldorf, Maler und Illustrator
- 1864, 8. Juli, Vincent Deckers, † 11. Mai 1905 in Düsseldorf, Maler
- 1865, 2. Februar, Maria Paula Münster, † 3. März 1952 Insel Nonnenwerth, Ordensfrau der Franziskanerinnen, Schriftstellerin und Chronistin
- 1865, 14. August, Paul Beumers, † 16. August 1950 in Zürich, Gold- und Silberschmied sowie Emailleur
- 1865, 19. August, Albert Herzfeld, † 1943 in Theresienstadt, Maler und Autor
- 1865, 9. September, Franz Hubert Maria Schweitzer, † 27. September 1924 in Köln, römisch-katholischer Geistlicher, Generalpräses des Katholischen Gesellenvereins
- 1865, 18. September, Paul Louis Vautier, † 3. Mai 1930 in Zürich, Schweizer Kaufmann, Kunstsammler und Numismatiker
- 1866, 18. Juli, Paul Brandenburg, † 4. Juli 1925 in Düsseldorf, Maler der Düsseldorfer Schule
- 1866, 20. Juli, Ludwig Fettweis, † 11. September 1944 in Darmstadt, Architekt
- 1866, 17. August, Carl Hoff, † 1. oder 2. Januar 1904 am Feldberg, Maler, Lithograph und Graphiker
- 1866, 11. Oktober, Gustav Neuhaus, † 28. Februar 1942 in Bodolz, Jurist und Sprachwissenschaftler der Afrikanistik
- 1867, 25. September, Joachim von Bredow, † 12. Dezember 1941, Politiker
- 1867, 1. Dezember, Gustav Eichhorn, † 9. März 1954 in Zürich, Physiker und Rundfunkpionier in der Schweiz
- 1868, 10. Mai, Meta Schoepp, † 12. Mai 1939 in Waren an der Müritz, Schriftstellerin
- 1868, 28. Mai, Fritz Volkers, † 7. Februar 1944 in Fischenisch, Pferdemaler der Düsseldorfer Schule
- 1868, 28. Mai, Karl Volkers, † 12. Mai 1949 in Neuhaus, Pferdemaler der Düsseldorfer Schule
- 1868, 14. November, August Bauer, † 9. August 1961, Bildhauer
- 1868, 21. Dezember, Hans Wacker, † 26. März 1958 in Ferch am Schwielowsee, Maler
- 1869, 6. November, Josef Kaufhold, † nach 1941, Architekt
- 1870, 28. Februar, Paul Heidelbach, † 13. Februar 1954 in Kassel, Schriftsteller, Stadtarchivar, Herausgeber und Bibliothekar
- 1870, 14. Mai, Carl Flamm, † 9. September 1914 in Bonn, Maler der Düsseldorfer Schule
- 1871, 19. September, Ernst Poensgen, † 22. Juli 1949 in Bern, Industrieller und Mäzen der Stadt Düsseldorf
- 1871, 26. September, Emilie Jansen, † nach 1918, Malerin
- 1871, 3. November, Hanns Heinz Ewers, † 12. Juni 1943 in Berlin, Schriftsteller und Filmemacher
- 1871, 1. Dezember, Franz Fuchs, † nach 1929, Maler, Grafiker und Schriftsteller
- 1872, 6. Mai, Oscar Adolf Adorno, † 13. Juli 1937 auf Gut Kaltenberg bei Tettnang, Landwirtschaftsfunktionär und Zentrumspolitiker
- 1872, 30. Mai, August Ternes, † 1938 in Düsseldorf, Maler
- 1872, 15. Juni, Max Stern, † 12. Juni 1943 in Düsseldorf, Maler, Zeichner und Grafiker der Düsseldorfer Schule
- 1872, 4. August, Benedikt Schmittmann, † 13. September 1939 im KZ Sachsenhausen-Oranienburg bei Berlin, Sozialwissenschaftler
- 1872, 11. August, Ernst Hoff, † 20. September 1932 in Düsseldorf, Verbandsfunktionär
- 1872, 1. Oktober, Theodor Scheffer, † 28. April 1945 in Weimar, Pädagoge, Lehrbeauftragter an der Universität Jena
- 1873, 9. März, Richard Klingen, † 8. April 1924 in Düsseldorf, Landschafts-, Genre- und Porträtmaler der Düsseldorfer Schule
- 1873, 13. April, Walter Keßler, † 10. November 1912 auf Teneriffa, Maler
- 1873, 25. September, Raphael Oskar Unverdross, † 1952, Landschaftsmaler der Düsseldorfer Schule
- 1874, 2. Februar, Max Volkers, † 21. November 1946 in Fischenich, Genre-, Tier- und Landschaftsmaler der Düsseldorfer Schule
- 1874, 5, Februar, Paul Stein, † 6. Oktober 1956 in Recklinghausen, Bergingenieur, Industriemanager und Zechen-Generaldirektor
- 1874, 17. Juli, Friedrich Schüz, † 13. Oktober 1954 in Tübingen, Historien-, Genre- und Landschaftsmaler
- 1874, 4. September, Carl Esser, † 8. November 1939 in Stuttgart, Zeitungsverleger
- 1875, 31. Januar, Richard Bauer, † 12. Januar 1935 in Düsseldorf, Architekt
- 1875, 2. Februar, Alfred Sohn-Rethel, † 10. Dezember 1958 in Tübingen, Maler der klassischen Moderne
- 1875, 27. Februar, Hermann Dick, † 25. August 1958 in Ahrhütte, Maler
- 1875, 12. April, Adam Wrede, † 21. Dezember 1960 in Köln, Philologe, Sprachwissenschaftler und Volkskundler
- 1875, 26. April, Otto Engels, † 18. Juni 1960 in Speyer, Agrikulturchemiker
- 1875, 21. Mai, Helene Bechstein, † 20. April 1951 in Berchtesgaden, Ehefrau des Pianofabrikanten Edwin Bechstein, Gönnerin und Verehrerin Adolf Hitlers
- 1875, 4. September, Josef Wahl, † 1951 in Düsseldorf, Porträt-, Historien- und Kirchenmaler der Düsseldorfer Schule
- 1876, Arthur Bell, † 1966 in Düsseldorf, Maler
- 1876, Theodor Kramer, † 12. Juni 1921 in Stolp, Verwaltungsjurist in Preußen
- 1876, 11. Februar, Josef Körschgen, † 1937 in Düsseldorf, Bildhauer
- 1876, 18. April, Josef Graf von Spee, † 10. November 1941 in Bonn, Landrat des Kreises Schleiden
- 1876, 21. April, Franz Maria von Dalwigk zu Lichtenfels, † 25. November 1947 in Bad Wildungen, General der Kavallerie des Heeres
- 1876, 3. Mai, Arthur Hauth, † 4. Oktober 1960 in Düsseldorf, Weingroßhändler sowie Kunstsammler und Mäzen
- 1876, 27. Mai, Wilhelm Levison, † 17. Januar 1947 in Durham, Historiker
- 1876, 8. Juni, Medardus Kruchen, † 1957 in Düsseldorf, Maler
- 1876, 9. Juni, Anna Wrangel, † 17. September 1941 in Landskrona, Porträt- und Landschaftsmalerin, Zeichnerin und Grafikerin
- 1876, 15. Juli, Carl Sonnenschein, † 20. Februar 1929 in Berlin, Theologe
- 1876, 21. Dezember, Gustav Opfer, † 1957 in Düsseldorf, Figuren-, Porträt- und Landschaftsmaler der Düsseldorfer Schule
- 1877, 18. Januar, Otto Sohn-Rethel, † 7. Juni 1949 in Anacapri, Maler, Entomologe, Botaniker und Sammler
- 1877, 19. Juni, Heinrich Rondi, † 10. November 1948, in Düsseldorf, Gewichtheber und Ringer sowie Olympiasieger im Tauziehen
- 1877, 25. Juli, Martha Moers, † 1. Juni 1966 in Bonn, Psychologin
- 1877, 9. August, Oswald Kohut; † 25. Oktober 1951, in Berlin, Journalist, Verleger und Schriftsteller
- 1877, 19. August, Friedrich Voß, † 23. Januar 1950, Zoologe und Hochschullehrer
- 1877, 15. Oktober, Ernst Gottschalk, † 2. September 1942 in Düsseldorf; Bildhauer und Mitglied der Vereinigung „Junges Rheinland“
- 1878, Heinz May, † 1954 in Düsseldorf, Maler
- 1878, 25. Januar, Wilhelm Christens, † 17. März 1964 in Düsseldorf, Landschafts-, Porträt- und Stilllebenmaler sowie Grafiker der Düsseldorfer Schule
- 1878, 4. Februar, Gustav Melcher, † 1966, Kunstmaler, Schriftsteller, Filmregisseur, Pionier des Films und der Filmtheorie
- 1878, 7. Mai, Ilna Ewers-Wunderwald, † 29. Januar 1957 in Allensbach, Übersetzerin, Modedesignerin, Illustratorin, Zeichnerin, Malerin des Jugendstils
- 1878, 17. Juni, Hermann Pütz, † 12. April 1928 in Aachen, Bürgermeister von Bergisch Gladbach und Landrat des Landkreises Aachen
- 1878, 25. August, Ludwig Heinrich Heyne, † Oktober 1914 in Douvrin, Maler
- 1878, 16. Oktober, Ada Haseloff-Preyer, † 10. November 1970 in Lübeck, Malerin
- 1879, 2. Februar, Paul Eltester, † 27. Februar 1956 in Bad Wildungen, Generalkonsul in Monrovia
- 1879, 5. März, Hans Kohlschein, † 28. Dezember 1948 in Warburg, Maler, Zeichner und Karikaturist
- 1879, 21. Juni, Emmy Stein, † 21. September 1954 in Tübingen, Botanikerin und Genetikerin
- 1879, 22. November, Leonore Niessen-Deiters, † 29. Juni 1939 in Spiez (Schweiz), Journalistin und Schriftstellerin
- 1880, Adolf Rheinert, † 1958 in Düsseldorf, Maler
- 1880, 24. Januar, Peter Wilhelm Millowitsch, † 14. Januar 1945 in Remagen, Schauspieler und Theaterleiter
- 1880, 27. Januar, Alfred Haehner, † 26. Oktober 1949 in Köln, Mediziner und Leibarzt von Wilhelm II. im Exil
- 1880, 17. Februar, Carl Plückebaum, † 27. Januar 1952, in Düsseldorf, Maler und Radierer
- 1880, 20. Juni, Hermann Reuter,  † 11. Januar 1970 in Düsseldorf, Bibliothekar und Mundartforscher
- 1880, 12. Juli, Hermann Harry Schmitz, † 8. August 1913 in Bad Münster am Stein, Schriftsteller
- 1880, 27. Dezember, Theodor Litt, † 16. Juli 1962 in Bonn, Pädagoge und Philosoph

### 1881 bis 1900

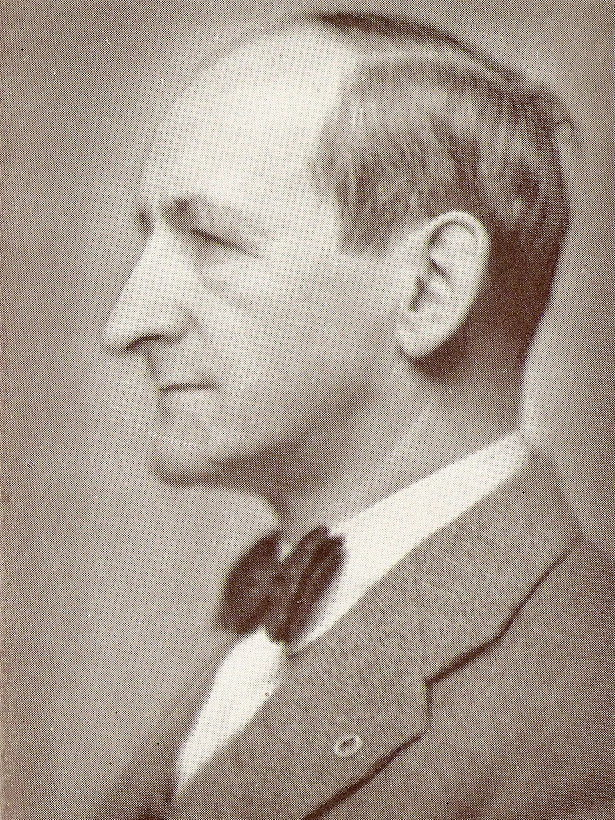
Albert Poensgen (1881–1976), Finanzgerichtspräsident und international erfolgreicher Billardspieler

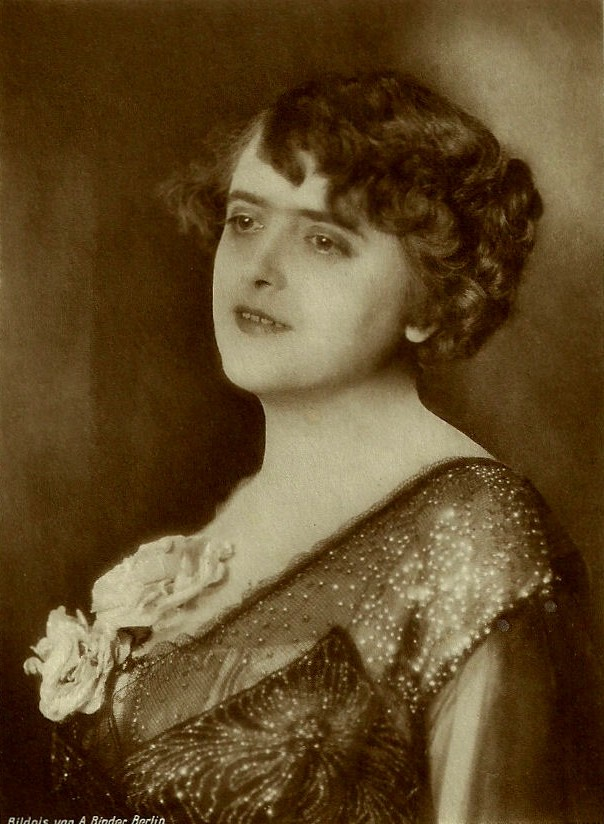
Rosa Porten (1884–1972), Schauspielerin, Drehbuchautorin, Filmregisseurin und Schriftstellerin. Sie zählt zu den Pionieren des Stummfilms

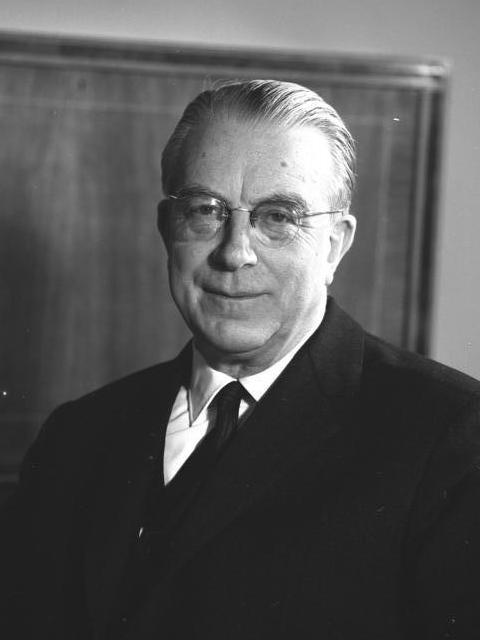
Hans Josef Maria Globke (1898–1973), Verwaltungsjurist und Chef des Bundeskanzleramts unter Konrad Adenauer. Umstritten wegen seiner Beteiligung an den Nürnberger Rassengesetze und judenfeindlichen Namensänderungsverordnung in der Zeit des Nationalsozialismus.

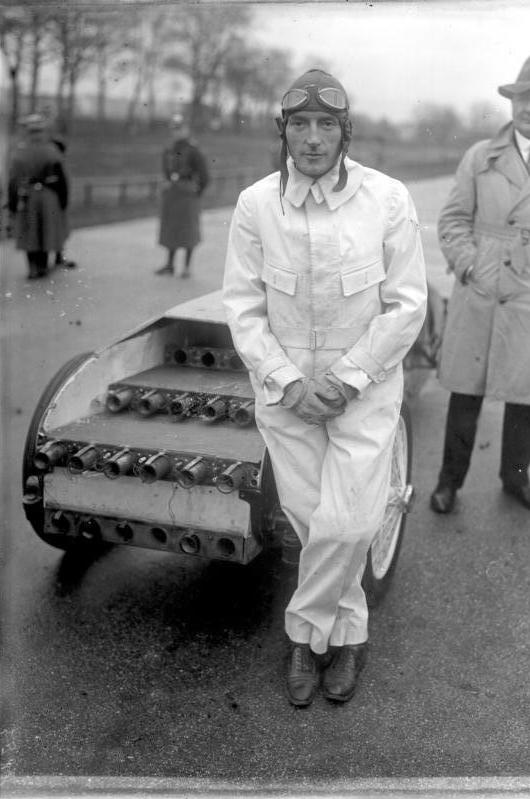
Kurt C. Volkhart (1890–1959), Ingenieur, Konstrukteur, Rennfahrer und der erste Raketenfahrer der Welt. Gilt als einer der Pioniere der Raumfahrt.

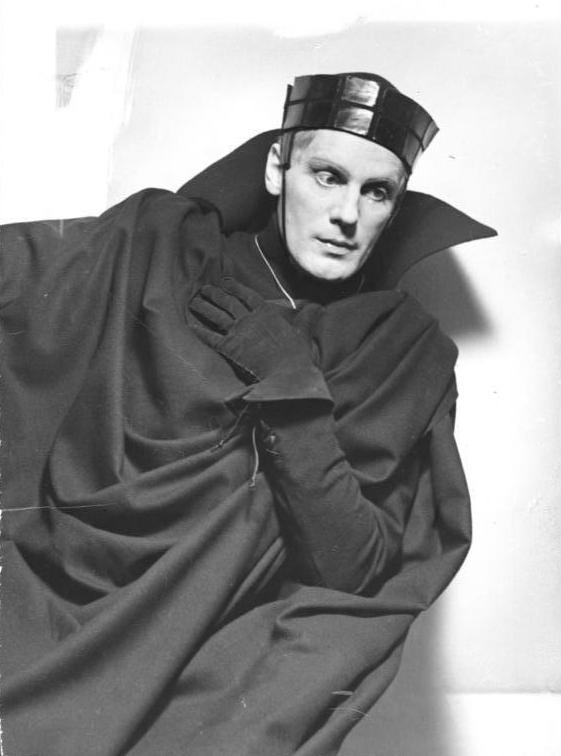
Gustaf Gründgens (1899–1963), Schauspieler, Regisseur und Intendant (Foto: 1936 als Hamlet)

- 1881, Kurd Janssen, † 1953, Verwaltungsjurist und preußischer Landrat im Kreis Flatow
- 1881, 21. Januar, Hugo Wilhelm Henkel, † 18. Dezember 1952 in Ratingen-Hösel, Chemiker und Industrieller
- 1881, 4. Februar, Albert Poensgen, † 9. Juni 1976 in Mannheim, Finanzgerichtspräsident und Billardweltmeister
- 1881, 6. März, Friedrich Barthel, † 1960 in Döttesfeld, Schriftsteller und Journalist
- 1881, 5. April, Olga Limburg, † 7. März 1970 in Berlin, Schauspielerin
- 1881, 10. Mai, Karl Brückel, † 17. Oktober 1980 in Freilassing/Oberbayern, Schauspieler (Meisterrolle als Schneider Wibbel), Theaterregisseur, Sänger, Hörspielsprecher
- 1881, 14. Juli, Walter Scheufen, † August 1917 in Flandern, Bildhauer und Maler
- 1881, 26. Dezember, Jack Winter, † 1. Februar 1940 in Berlin, Filmarchitekt
- 1882, 8. Mai, Karli Sohn-Rethel, eigentlich Carl Ernst Sohn-Rethel, † 7. April 1966 in Düsseldorf, Maler der klassischen Moderne
- 1882, 10. Mai, Carl Waninger, † 7. Juni 1961 in Ratingen, Ingenieur und Erfinder
- 1882, 25. Mai, Edmund Schopen, † 9. Oktober 1961 in München, Geistlicher, Schriftsteller, Pädagoge und Historiker
- 1882, 20. Juli, Hans Carp, † 10. Februar 1936 in Düsseldorf, Porträtmaler und Kunstlehrer
- 1882, 31. August, Hans Schmidt, † 1. März 1975 in Wabern bei Bern, Bakteriologe und Immunologe, Hochschullehrer
- 1882, 18. Oktober, Fritz Berthold Neuhaus, † 1956, Maler
- 1882, 4. Dezember, Wilhelm Mohr, † 16. Februar 1948 in Düsseldorf, Architekt
- 1882, 21. Dezember, Gustav Koenigs, † 15. April 1945 in Potsdam, Verwaltungsjurist und Staatssekretär im NS-Verkehrsministerium, von den Verschwörern des 20. Juli 1944 als Reichsverkehrsminister vorgesehen
- 1883, 21. Februar, Hans Schüz, † 3. März 1922 in Stuttgart, Maler und Radierer
- 1883, 8. Juli, Otto Janssen, † 16. Mai 1967 in Düsseldorf, Philosoph und Hochschullehrer
- 1883, 5. Dezember, Erich Becker, † 22. Oktober 1959, evangelischer Pfarrer, Theologe und Christlicher Archäologe
- 1884, 19. Februar, Rosa Porten, † 7. Mai 1972 in München, Schauspielerin, Drehbuchautorin, Filmregisseurin und Schriftstellerin
- 1884, 14. Juni, Hans Müller-Schlösser, † 21. März 1956 in Düsseldorf, Schriftsteller (Schneider Wibbel)
- 1884, 2. April, Paul Poensgen, † 21. Dezember 1945 im Speziallager Jamlitz, Jurist und Bankier
- 1884, 8. April, Hans Brandt, † 13. April 1961 in Krefeld, Landrat im Landkreis Peine und Polizeipräsident in Dortmund
- 1884, 8. Mai, Josef Kohlschein der Jüngere, † 17. Oktober 1958 in Neuss, Maler, Zeichner und Radierer
- 1885, Carl Valentin, † 1966, Landschafts-, Genre- und Tiermaler der Düsseldorfer Schule
- 1885, 25. Januar, Albert Esser, † 4. Februar 1972 in Düsseldorf, Mediziner, Augenarzt und Medizinhistoriker
- 1885, 25. Januar, Erich Klausener, † 30. Juni 1934 in Berlin (Ermordung durch die Nationalsozialisten), katholischer Widerstandskämpfer
- 1885, 15. Dezember, Hans Wehberg, † 30. Mai 1962 in Genf, Völkerrechtslehrer und Pazifist
- 1886, 12. Februar, Hermann Mühlen, † 16. November 1964 in München, Maler
- 1885, 1. März, Ludwig Bockholt, † 7. April 1918 in der Straße von Otranto, Luftschiffer und Kapitänleutnant der Kaiserlichen Marine
- 1885, 31. Mai, Rudolf Klein, † 16. April 1971 in Münster, Verwaltungsjurist, Landrat und Regierungsvizepräsident
- 1885, 13. September, Wilhelm Heuser, † 22. August 1956 in Neuss, Politiker, Oberbürgermeister von Sterkrade sowie von Oberhausen
- 1885, 11. Oktober, Ludwig Kiederich, † 1929, Maler
- 1885, 24. November, Kurt Poensgen, † 8. März 1944, Rechtswissenschaftler und Privatbankier
- 1886, 4. April, Peter Esser, † 24. Juni 1970 in Düsseldorf, Schauspieler
- 1886, 2. Juni, Hanns Herkendell, † 1958, Maler und Grafiker
- 1886, 14. November, Paul Schmitz-Voigt, † 7. Juli 1966 in München, Polizist und SS-Oberführer
- 1887, 8. Februar, Heinrich Spoerl, † 25. August 1955 in Rottach-Egern, Schriftsteller (Die Feuerzangenbowle)
- 1887, 6. April, Helmuth Poensgen, † 22. März 1945 in Ratingen, Industrieller
- 1887, 15. August, Otto Marx, † 25. Februar 1963 in Vynen, Landschaftsmaler
- 1887, 10. Oktober, Walther Jesinghaus, † 3. März 1968 in Hamburg, Turner
- 1888, 21. Januar, Ernst Kapp, † 7. März 1978 in München, Klassischer Philologe und Hochschullehrer
- 1888, 28. Januar, Jakob Fischer-Rhein, † 28. Oktober 1976 in Miltenberg, Maler
- 1888, 19. Februar, Franz Pfeffer von Salomon, † 12. April 1968 in München, Offizier, SA-Führer und Politiker, Reichstagsabgeordneter
- 1888, 24. April, Alfred Rosenthal, † 23. August 1942 in Riga-Šķirotava, Filmjournalist und Filmlobbyist
- 1888, 17. Juni, Friedrich Grimm, † 16. Mai 1959 in Freiburg im Breisgau, Nationalsozialist, Völkerrechtler und Strafverteidiger
- 1888, 17. Juni, Hubert Hannemann, † nach 1930, Maler und Radierer sowie Kostüm- und Bühnenbildner
- 1888, 22. Juli, Otto-Heinz Seybold, † 16. Juli 1966 in Rendsburg, Kaufmann und Kommunalpolitiker, Landrat des Kreises Rendsburg
- 1888, 5. Oktober, Else von Beck, † nach 1935, Malerin und Bildhauerin
- 1888, 20. November, Willi Tillmans, † 25. März 1985 in Hagen, Kunstmaler
- 1888, 12. Dezember, Karl August Wiedenhofen, † 21. Mai 1958 in Düsseldorf, Rechtsanwalt und Widerstandskämpfer
- 1889, 16. Januar, Amandus Hahn, † 1. Januar 1952 in München, Physiologe, physiologischer Chemiker und Hochschullehrer
- 1889, 28. Januar, Erwin Kröner, † 23. Oktober 1963 in Düsseldorf, Landschafts-, Figuren- und Blumenmaler der Düsseldorfer Schule
- 1889, 29. Juli, Johann Fritz Westermann, † nach 1965, Landschaftsmaler der Düsseldorfer Schule
- 1889, 4. Oktober, Paul Mahlberg, † 26. April 1970 in Essen, Architekt, Kunsthistoriker und Designer
- 1889, 7. Dezember, Karl Kleppe, † 16. April 1945 in Düsseldorf, Malermeister und Widerstandskämpfer
- 1890, 18. April, Carl Staudt, † 19. Oktober 1968 in Düsseldorf, Architekt
- 1890, 11. Mai, Wilhelm Borner, † 21. Juni 1978 in Walchensee, Industrieller (Schering AG)
- 1890, 21. Juni, Kurt C. Volkhart, † 19. November 1959 in Bielefeld, Ingenieur, Konstrukteur, Rennfahrer und erster Fahrer eines Raketenfahrzeuges
- 1890, 20. August, Carl Napp, † 21. März 1957 in Berlin-Charlottenburg, Humorist und Schauspieler
- 1890, 6. September, Carl Maria Weber, † 15. August 1953 in Prien/Chiemsee, Schriftsteller
- 1890, 21. September, Werner Ballauff, † 10. Januar 1973 in Düsseldorf, Landwirt, Kaufmann, Reichstagsabgeordneter der NSDAP, SS-Brigadeführer und Generalmajor der Waffen-SS
- 1890, 30. Oktober, Ernst Adams, † 19. März 1973 in Bernkastel-Kues, Politiker
- 1890, 26. Dezember, Alexander Stein, † 28. Mai 1970 in Bremen, Fregattenkapitän der Kriegsmarine
- 1890, 27. Dezember, Käte Oswald, † 19. August 1985 in Los Angeles, Schauspielerin
- 1891, 5. Februar, Werner Spieß, † 7. Dezember 1972 in Braunschweig, Archivar, Direktor des Stadtarchivs und der Stadtbibliothek Braunschweig
- 1891, 17. Februar, Sigurd Janssen, † 6. Mai 1968 in Freiburg im Breisgau, Arzt und Pharmakologe, Rektor der Albert-Ludwigs-Universität Freiburg
- 1891, 12. März, Wilhelm (Willi) Reinhard, † 3. Juli 1918 in Berlin-Adlershof, Jagdflieger im Ersten Weltkrieg und Träger des Ordens Pour le Mérite
- 1891, 25. März, Paul Bücher, † 5. September 1968 in Düsseldorf, Landschaftsmaler und Glasmaler der Düsseldorfer Schule
- 1891, 4. August, Max Thomas, † 6. Dezember 1945 in Würzburg, Arzt sowie SS-Gruppenführer und Generalleutnant der Polizei
- 1891, 19. August, Heinrich Brandt, † 4. Dezember 1945 im Speziallager Sachsenhausen, Regisseur, Schriftsteller und Filmproduktionsleiter
- 1891, 22. August, Paul Gehlen, † 9. Oktober 1950 in Düsseldorf, Schriftsteller
- 1891, 30. August, Will Tschech, † 18. Januar 1975, Maler, Zeichner und Restaurator
- 1891, 15. Dezember, Hans Neese, † 1961 in Leipzig, Schweißtechniker
- 1892, 27. Mai, Willy Reetz, † 24. Juli 1963 in Düsseldorf, Maler, „Düsseldorfer Malerschule“
- 1893, 15. Januar, Curt Lahs, † 1958 in Berlin, Maler
- 1893, 9. Februar, Hermann Knüfken, † 8. Februar 1976 in Brighton, Marinesoldat, Revolutionär, Gewerkschaftsaktivist, Widerstandskämpfer und Geheimagent
- 1893, 22. Juli, Mathias Schumacher, † 14. Dezember 1966 in München, Bildhauer
- 1893, 23. September, Werner Schöllgen, † 9. März 1985 in Bonn, römisch-katholischer Professor für Moraltheologie
- 1893, 29. September, Arthur Zinzen, † 4. Januar 1965 in Berlin, Ingenieur und Direktor des Deutschen Normenausschusses
- 1893, 26. November, Karla Lucie Friedel, † 22. November 1970 in Stralsund, Bildhauerin
- 1894, Ari Walter Kampf, † 1955 in Düsseldorf, Maler und Grafiker
- 1894, 7. Januar, Reinhold Heinen, † 23. Juli 1969 in Heimbach, Politiker (CDU), Journalist und Verleger
- 1894, 7. Februar, Maria Dietz, geborene Hilgers, † 12. April 1980 in Mainz, Pädagogin und Politikerin (CDU)
- 1894, 29. Mai, Hans Fuchs, † 12. Dezember 1954 in Schwerin, Politiker (KPD/SED)
- 1894, 2. Juni, Wilhelm Heffening, † 3. März 1944 in Bonn, Islamwissenschaftler und Bibliothekar
- 1894, 11. Juni, Walter Hemming, † 27. Dezember 1979 in Brilon, Maler
- 1895, 21. Juli, Hermann Herbst, † 17. August 1944 in Niš, Historiker, Kodikologe und Bibliothekar
- 1895, 31. August, Bernd Lembeck, † nach 1961, Schriftsteller und Publizist
- 1895, 5. Oktober 1895 Ludwig Gehre, † 9. April 1945 im KZ Flossenbürg, Offizier und Widerstandskämpfer
- 1896, 30. Mai, Fritz Leo Liertz, † 7. August 1977 in Köln, Schauspieler, Hörspiel- und Synchronsprecher
- 1896, 30. Mai, Jupp Rübsam, † 25. April 1976 in Nettetal, Bildhauer
- 1896, 18. Juni, Erwin Erich Torenburg, † 1965, Journalist, Verleger, Schriftsteller
- 1896, 23. Juni, Karl Löwenberg, † 14. Oktober 1975, Theaterregisseur, Gründer der deutschsprachigen Kammerspiele in Quito
- 1896, 1. Juli, Herbert Kampf, † 1942, Maler, Grafiker und Illustrator
- 1896, 24. Oktober, Aemiliana Löhr, † 28. Juli 1972, Benediktinerin
- 1897, 1. März, Harald Arthur Poensgen, † 22. November 1987, Exportkaufmann und Unternehmer
- 1897, 3. April, Rudolf Hertz, † 22. Juni 1965 in Bonn, Sprachwissenschaftler, Hochschullehrer, Politiker, Mitglied des Landtags von Nordrhein-Westfalen
- 1897, 7. Juli, Emma Waiblinger, † 30. November 1923 in Esslingen, Schriftstellerin
- 1897, 20. Juli, Werner Peiner, † 19. August 1984 in Leichlingen, Maler
- 1897, 22. November, Joachim Meyer-Quade, † 10. September 1939 bei Piątek, Politiker (NSDAP) und SA-Führer
- 1897, 30. November, Franz Sommer, † 3. März 1980 in Düsseldorf, Gestapobeamter und SS-Führer
- 1897, 20. Dezember, Arnold E. Weber, † September 1955, Wirtschaftswissenschaftler
- 1897, 25. Dezember, Hannes Küpper, † November 1955 in Berlin, Dramaturg, Regisseur und Schriftsteller
- 1898, 30. März, Heinz Risse, † 17. Juli 1989 in Solingen, Schriftsteller und Automobilrennfahrer
- 1898, 25. Mai, Johann Wilhelm Schriever, † 12. August 1979 in Eltville am Rhein, Physiologieprofessor in Breslau, Würzburg und Mainz
- 1898, 30. Mai, Paul Kauhausen, † 15. Oktober 1957 in Düsseldorf, Historiker und Archivar
- 1898, 24. Juni, Johannes Werner Klein, † 9. März 1984 in Hamburg, Philosoph, Autor und Vortragsredner
- 1898, 19. August, Hans Füsser, † 30. Januar 1959 in Düsseldorf, Illustrator, Karikaturist und Comiczeichner
- 1898, 10. September, Hans Globke, † 13. Februar 1973 in Bonn, Jurist, Nationalsozialist, ab 1949 Ministerialdirigent, dann Staatssekretär im Bundeskanzleramt (1953–1963)
- 1898, 7. Dezember, Georg Poensgen, † 11. Januar 1974 in Heidelberg, Kunsthistoriker
- 1899, 18. März, Edmund Randerath, † 19. März 1961 in Heidelberg, Pathologe und Hochschullehrer, Rektor der Heidelberger Universität
- 1899, 24. Mai, Wilhelm Elmpt, † März 1944 in Düsseldorf, Architekt
- 1899, 13. Oktober, Walter Kordt, † 18. Juni 1972 in Düsseldorf, Theaterregisseur und -kritiker, Schriftsteller
- 1899, 16. Dezember, Hans Barion, † 15. Mai 1973 in Bonn, katholischer Kirchenrechtler
- 1899, 22. Dezember, Gustaf Gründgens, † 7. Oktober 1963 in Manila/Philippinen, Schauspieler (Mephisto in „Faust“), Regisseur, Intendant
- 1899, 27. Dezember, Lambert Horn, † 2. Juni 1939 im KZ Sachsenhausen, Politiker (KPD), Mitglied des Preußischen Landtags
- 1900, 11. Februar, Franz Graf, † 6. Dezember 1956, Politiker (FDP), Mitglied des Landtags von Nordrhein-Westfalen
- 1900, 21. Februar, Erwin Albrecht, † 26. Juni 1985 in Saarbrücken, Richter im Dritten Reich und saarländischer Politiker
- 1900, 12. März, Rudolf Bieber, † 3. Juli 1941 in Frankreich, Jagdflieger, Politiker (NSDAP) und Unternehmer
- 1900, 12. Mai, Karl von Appen, † 22. August 1981 in Berlin, Bühnenbildner beim Berliner Ensemble
- 1900, 31. Mai, Edmund Anton Kohlschein, † 15. Mai 1996 in Düsseldorf, Maler
- 1900, 27. Juli, Ralph Roese, † 8. Februar 1950 in Neuwied, Motorsportler
- 1900, 14. August, Kurt Neyers, † 15. Februar 1969 in Düsseldorf, Maler
- 1900, 22. August, Albert Schneider, † 30. August 1936, Motorradrennfahrer

## 20. Jahrhundert

### 1901 bis 1910

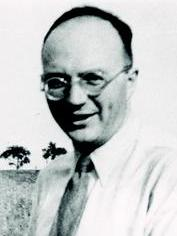
Friedrich Karl Schmidt (1901–1977), Mathematiker, der sich vor allem mit Algebra und Zahlentheorie beschäftigte

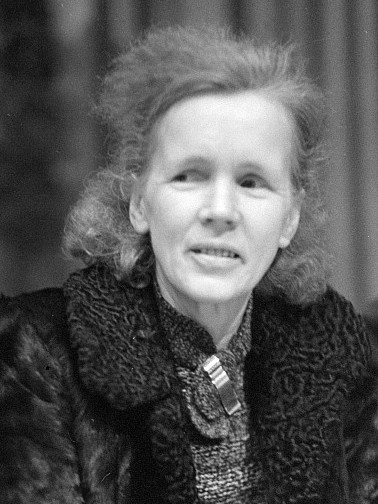
Änne Saefkow (1902–1962), kommunistische Widerstandskämpferin gegen den Nationalsozialismus, Häftling im KZ Ravensbrück, Bezirksbürgermeisterin von Berlin-Prenzlauer Berg, Volkskammerabgeordnete und VVN-Aktivistin

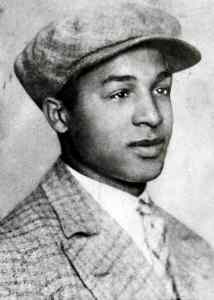
Hilarius Gilges (1909–1933), afrodeutscher Stepptänzer, Schauspieler und Kommunist. Er wurde im Alter von 24 Jahren von Nationalsozialisten ermordet.

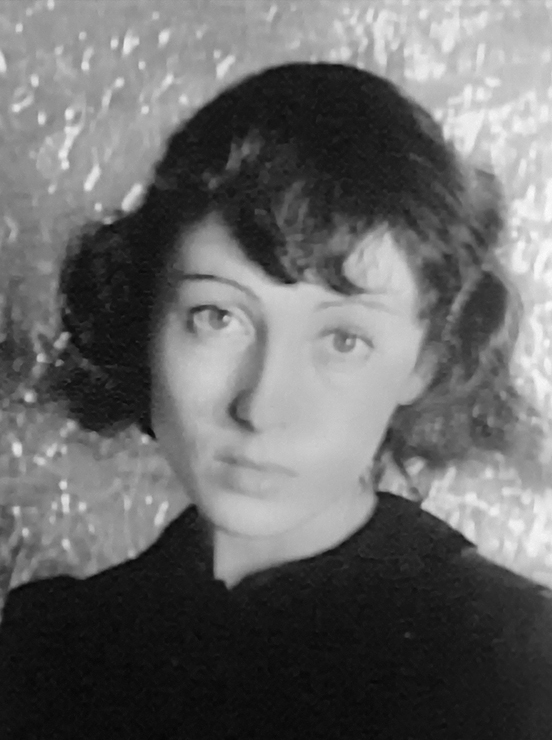
Luise Rainer (1910–2014), Schauspielerin, erhielt als bisher einzige Deutsche den Oscar, und dies zweimal, 1936 und 1937.

- 1901, 23. Februar, Karl Walter, † 27. Januar 1957 in Essen, Metallurge und Reichstagsabgeordneter der NSDAP
- 1901, 5. Mai, Alfred Friedrich Flender, † 17. November 1969, Ingenieur und Unternehmer
- 1901, 10. Mai, Max Lorenz, eigentlich Max Sülzenfuß, † 11. Januar 1975 in Salzburg, Opernsänger
- 1901, 6. August, Wilhelm Pferdekamp, † 22. Februar 1966 in Freiburg im Breisgau, Schriftsteller und Übersetzer
- 1901, 22. September, Friedrich Karl Schmidt, † 25. Januar 1977 in Heidelberg, Mathematiker
- 1901, 9. Oktober, Lore Kegel, † 20. Oktober 1980, Kunsthändlerin und Sammlerin außereuropäischer Kunst
- 1901, 9. November, Eduard Marks, † 30. Juni 1981 in Hamburg, Schauspieler, Schauspiellehrer und Hörspielsprecher
- 1901, 19. November, Walther Bever-Mohr, † 24. November 1955 in Schwelm, Filmamateur, Präsident des Bundes der deutschen Filmamateure (BDFA)
- 1901, 23. Dezember, Otto von Wille, † 4. Januar 1977 in Neuenrade, Maler
- 1902, 18. Januar, Umbo (eigentlich: Otto Maximilian Umbehr), † 13. Mai 1980 in Hannover, Fotograf und Fotojournalist
- 1902, 16. Februar, Karl-Otto Sauer, † 28. Juli 1966 in Pullach, Staatssekretär im Reichsministerium für Rüstung und Kriegsproduktion zur Zeit des Nationalsozialismus
- 1902, 23. Februar, Friedrich Vogel, † 2. März 1976 in Düsseldorf, Verleger und Wirtschaftsjournalist
- 1902, 25. März, Paul Hoffmann, † 2. Dezember 1990 in Wien, Bühnen-, Film- und Fernsehschauspieler sowie Regisseur und Theaterleiter
- 1902, 13. Mai, Erich Meyer-Düwerth, † 1986, Schriftsteller
- 1902, 27. Juli, Hans-Dietrich von Diepenbroick-Grueter, † 10. Juni 1980 in Münster, Antiquar und Sammler von Porträts
- 1902, 5. September, Johannes Bähr, † 26. Mai 1980 in Landau in der Pfalz, protestantischer Geistlicher
- 1902, 16. September, Jakob Sporrenberg, † 6. Dezember 1952 in Warschau, SS-Gruppenführer, Generalleutnant der Polizei und Politiker (NSDAP)
- 1902, 12. Oktober, Änne Saefkow (eigentlich: Anna) geborene Thiebes, † 4. August 1962 in Berlin, Stenotypistin, kommunistische Widerstandskämpferin gegen den Nationalsozialismus, Häftling im KZ Ravensbrück, Bürgermeisterin von Berlin-Pankow und Berlin-Prenzlauer Berg und VVN-Aktivistin
- 1902, 19. Dezember, Gebhardt von Walther, † 17. November 1982 in Bergisch Gladbach, Diplomat, Botschafter
- 1903, 16. Januar, Lisa Schürenberg, † 9. November 1952 in Freiburg im Breisgau, Kunsthistorikerin
- 1903, 2. Februar, Oswald Petersen, † 5. Juni 1992 in Düsseldorf, Maler
- 1903, 5. Februar, Franz Johannknecht, † 24. Juli 1974 in Dresden, Maler und Bildhauer
- 1903, 17. März, Klaus Reese, † 20. April 1945, Architekt
- 1903, 23. Mai, Marita Gründgens, † 24. Dezember 1985 in Solingen, Schauspielerin, Chansonnière und Kabarettistin
- 1903, 20. August, Carl-Gisbert Schultze-Schlutius, † 8. März 1969 in Hamburg, Finanzjurist und Politiker (CDU), Mitglied der Hamburgischen Bürgerschaft
- 1903, 22. August, Hans Schröers, † 16. März 1969, Kunstmaler
- 1904, 30. Juni, Thea Harmuth, † 10. Januar 1956, Gewerkschafterin
- 1904, 12. Juli, Paul Braess, † 19. März 1974, Professor für Versicherungswissenschaft
- 1904, 10. August, Ellen Soeding, † 17. Februar 1987 in Hagen, Schriftstellerin
- 1904, 24. August, Herbert Wahlen, † August 1945 in Kaunas, Theaterintendant, -regisseur und -schauspieler
- 1904, 18. November, Willy Huppertz, † 15. März 1978 in Mülheim an der Ruhr, Autor und Anarchist
- 1905, 2. Februar, Gerhard Keller, † 1. Juli 1984 in Wachtberg, Maler und Kunsterzieher
- 1905, 17. März, Toni Menzinger, † 27. Dezember 2007 in Karlsruhe, Politikerin (CDU), Landtagsabgeordnete in Baden-Württemberg
- 1905, 15. April, Jakob Alfons Holl, † 9. Juli 1966 in Köln-Brück, katholischer Priester und Theologe
- 1905, 28. Oktober, Kurt Dübbers, † 24. August 1987 in Berlin, Architekt
- 1905, 15. November, Hans-Joachim Sohn-Rethel, † 1955 in Hollywood, Maler, Schauspieler und Geräuschimitator unter dem Namen Freddy Dosh
- 1905, 11. Dezember, Ludwig Engels, † 10. Januar 1967 in São Paulo, Schachspieler
- 1906, 14. Januar, Karl Ude, † 1. April 1997 in München, Journalist und Schriftsteller
- 1906, 25. Januar, Toni Ulmen, † 4. November 1976 in Düsseldorf, Motorrad- und Automobilrennfahrer
- 1906, 29. Januar, Ferdy Kisters, † 16. Dezember 1985 in Düsseldorf, Leichtathlet und Trainer
- 1906, 13. März, Maria Steiner, † 20. August 1997 in Wien, österreichische Gerechte unter den Völkern
- 1906, 29. Mai, Heinz Jordan, † 27. Juli 1982, Elektroingenieur
- 1906, 13. August, Hans Schaefer, † 22. November 2000 in Heidelberg, Mediziner und Hochschullehrer
- 1906, 3. November, Ilse Rodenberg, † 5. Januar 2006 in Berlin, Schauspielerin, Kabarettistin und Intendantin
- 1907, 10. Januar, Adolf Lohmann, † 19. Oktober 1983 in Düsseldorf, Musikpädagoge und Komponist
- 1907, 5. Februar, Maria Fuss, † 29. März 1979 in Düsseldorf, Bildhauerin und Grafikerin
- 1907, 17. Februar, Leo Esser, † nach 1936, Wasserspringer, Europameister im Kunstspringen
- 1907, 29. Mai, Heinz Rosenthal, † 1977, Schauspieler
- 1907, 5. Juni, Rolf Bongs, † 20. November 1981 in Düsseldorf, Schriftsteller
- 1907, 1. Juli, Gustav Mücke, † 31. Juli 2006, Archivar
- 1907, 14. Juli, Willi Pesch, † 14. Mai 1940 in Düsseldorf, Fußballtorwart
- 1907, 16. August, Paul Waligora, † 15. August 1968 in Salzwedel, Maler und Grafiker
- 1907, 29. August, Theodor Andresen, † 16. April 1945 in Düsseldorf, Bauunternehmer und Widerstandskämpfer
- 1907, 29. September, Walter Gentz, † 26. Januar 1967, Jurist und Verwaltungsbeamter
- 1907, 22. Oktober, Hans Bockkom, † Juni 1981, niederländischer Radrennfahrer
- 1907, 30. Oktober, Walter Cyran, † 20. Mai 2000 in Tübingen, Pharmazeut und Lebensmittelchemiker
- 1908, 22. Januar, Loni Heuser, † 6. März 1999 in Berlin, Schauspielerin, Sängerin, Varieté- und Kabarettstar
- 1908, 25. Januar, Wilhelm Rott, † 27. Januar 1967 in Remscheid-Lüttringhausen, evangelischer Theologe und Widerstandskämpfer
- 1908, 25. März, Helmut Käutner, † 20. April 1980 in Castellina/Italien, Regisseur (Des Teufels General, Das Haus in Montevideo), Schauspieler
- 1908, 4. April, Willi Kürten, † 18. Juli 1944 in Ternopil/Sowjetunion, Hürdenläufer
- 1908, 19. April, Robert Nünighoff, † 23. April 1972, Vorstandsmitglied der Hessischen Berg- und Hüttenwerke AG
- 1908, 18. Juni, Karl Hohmann, † 31. März 1974, Fußballspieler und -trainer
- 1908, 7. Juli, Horst Orbanowski, † 1. Juni 1981 in Byram, Eishockey-, Feldhockey- und Tennisspieler, Eishockeyfunktionär
- 1908, 21. Juli, Walter Gahlen, † 26. März 1994 in Düsseldorf, Dermatologe und Hochschullehrer
- 1908, 29. Juli, Theodor Schmidt, † 10. Dezember 1986 in Sulzburg, Physiker und Mathematiker, Hochschullehrer
- 1908, 23. September, John H. Herz, geboren als Hans Hermann Herz, † 26. Dezember 2005 in Scarsdale/NY, deutsch-US-amerikanischer Politikwissenschaftler und Hochschullehrer
- 1909, 20. Februar, Ernst Klusen, † 31. Juli 1988, Musikwissenschaftler, Komponist, Musikpädagoge und Volksliedforscher
- 1909, 3. März, Roland Weber, † 14. Oktober 1997 in Düsseldorf, Gartenarchitekt
- 1909, 4. April, Konrad Thurano, † 20. November 2007, Seilartist
- 1909, 7. April, Hans-Joachim Mangold, † nach 1969, Jurist und Botschafter der Bundesrepublik Deutschland
- 1909, 28. April, Hilarius Gilges, † 20. Juni 1933, afrodeutscher Stepptänzer und Schauspieler, Opfer des Nationalsozialismus
- 1909, 2. Juni, Wolfgang Glatzel, † 29. Januar 2004, Jurist und Vorstandsvorsitzender Deutschen Continental-Gas-Gesellschaft
- 1909, 12. Juni, Johannes Mundhenk, † 1986, baptistischer Theologe, Philosoph und Altphilologe
- 1909, 20. August, Annemarie Fromme-Bechem, † 1992, Kinder- und Jugendbuchautorin
- 1910, 12. Januar, Luise Rainer, † 30. Dezember 2014, Schauspielerin, Oscar-Preisträgerin
- 1910, 6. Februar, Elfriede Seppi, † 14. Juni 1976 in Neuwied, Politikerin (SPD), Mitglied des Bundestags
- 1910, 16. März, Norman Wooland, † 3. April 1989 in Staplehurst, Kent, England, britischer Film- und Theaterschauspieler
- 1910, 22. März, Friedrich Gottlieb Winter, † 12. November 1986 in München, Architekt und Direktor der Werkkunstschule Krefeld
- 1910. 23. März, Jakob Bender, † 8. Februar 1981, Fußballspieler
- 1910, 29. März, Carl Lambertz, † 27. Februar 1996 in Eckernförde, Maler und Graphiker
- 1910, 7. Mai, Hermann Nellen, † 2. November 1982 in Düsseldorf, Landrat und zuletzt Ministerialdirigent
- 1910, 23. Mai, Hans Meyer, † 6. April 1971 in Mülheim an der Ruhr, evangelischer Pfarrer und Politiker
- 1910, 22. Juni, Willy Berking, † 21. Mai 1979 in Frankfurt am Main, Komponist („Vagabundenlied“), Posaunist
- 1910, 8. August, Johanna Weber, † 24. Oktober 2014, Mathematikerin und Flugzeug-Aerodynamikerin, u. a. für das Überschall-Passagierflugzeug Concorde

### 1911 bis 1920

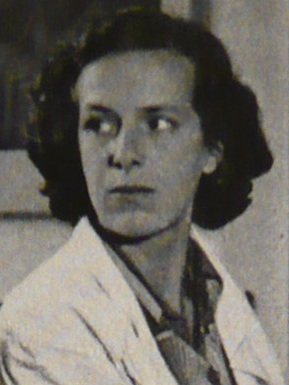
Ursula Benser (1915–2001), Malerin der Moderne

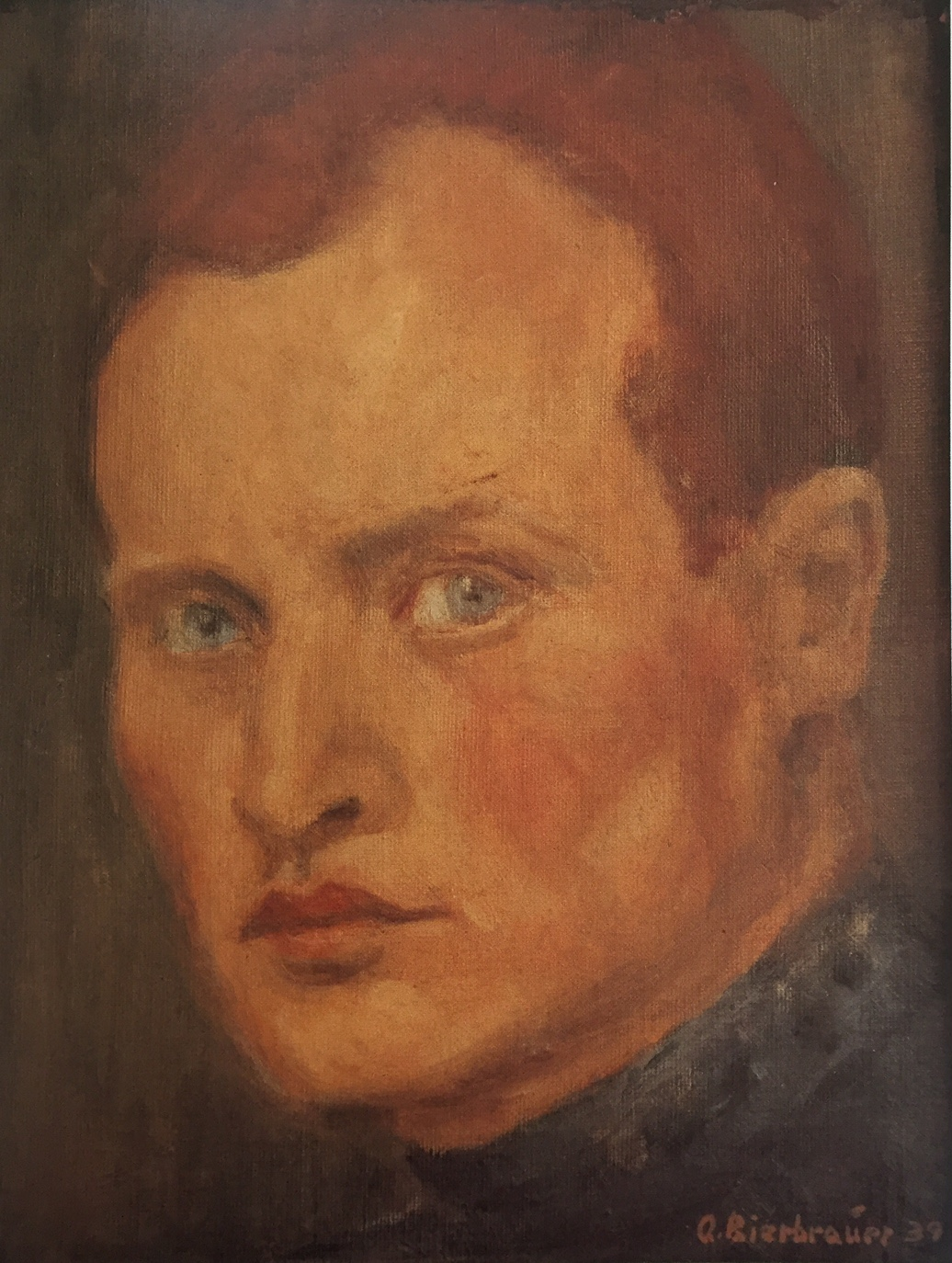
Adolf Bierbrauer (1915–2012), Arzt, bildender Künstler, und Psychotherapeut (Bild: Selbstportrait von 1939)

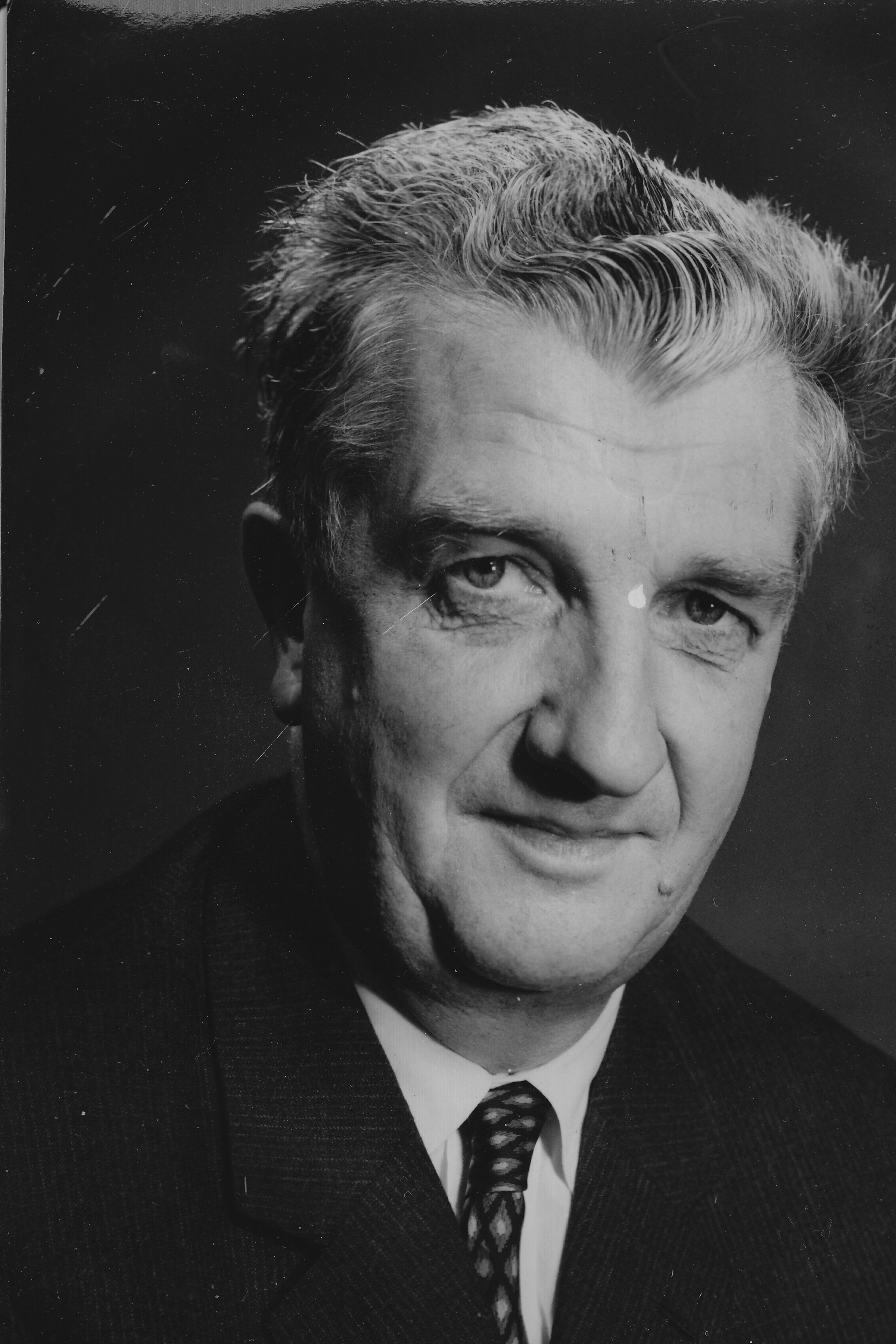
Konrad Henkel (1915–1999), Chemiker, Industrieller und langjähriger Chef des Henkel-Konzerns

- 1911, 29. Oktober, Hermann Schäfer, † 10. August 1977 in Alzenau, Komponist und Musikdirektor
- 1911, 4. Februar, Paul Egon Hübinger, † 26. Juni 1987 in Bonn, Historiker
- 1911, 13. Mai, Anita Blum-Paulmichl, † 20. Juni 1981 in Ahlen, Medailleurin, Zeichnerin, Malerin und Bildhauerin
- 1911, 9. August, Horst Thurmann, † 23. September 1999 in Elberfeld, evangelischer Pfarrer, Hitlergegner, Häftling im KZ Dachau und Bibellehrer
- 1911, 20. November, Alfred Eckhardt, † 1988 in Düsseldorf, Maler, Keramiker und Restaurator
- 1912, 22. Januar, Hermann Wesse, † 20. Oktober 1989 in Bad Hersfeld, Psychiater, Medizinverbrecher im Nationalsozialismus
- 1912, 8. März, Aloys Odenthal, † 30. November 2003, Architekt und Widerstandskämpfer
- 1912, 26. März, Elfriede Florin, † 7. März 2006 in Berlin, Schauspielerin
- 1912, 21. April, Paul Mehl, † 6. Mai 1972 in Düsseldorf, Fußballspieler
- 1912, 31. Mai, Kurt Lingens, † 1966 oder 1967, Arzt, Gerechter unter den Völkern
- 1912, 4. Juli, Josef Heinhold, † 5. April 2000, Mathematiker, Informatiker, Hochschullehrer und Fachbuchautor
- 1912, 10. Juli, Hans Meyers, † 13. Januar 2013 in Ratzeburg, Künstler, Hochschullehrer und Fachbuchautor
- 1912, 6. September, Alois Garg, Schauspieler und Regisseur
- 1912, 9. September, Jean-Pierre Wilhelm, † Juli 1968, Galerist und Kunstkritiker
- 1912, 13. Oktober, Eugen Schoelen, † 1974, Pädagoge und Hochschullehrer
- 1913, 19. Januar, Irma Petzold-Heinz, † 1991, Schriftstellerin
- 1913, 3. Februar, Herbert Wendt, † 24. November 2005 in Rostock, Chirurg und Hochschullehrer in Magdeburg und Dessau
- 1913, 20. Februar, Arthur Westrup, † 20. September 2009 in Neckarsulm, Journalist
- 1913, 28. Februar, Kajetan Eßer, geboren als Johannes Eßer, † 10. Juli 1978 in Mönchengladbach, Ordensgeistlicher, Historiker und Franziskus-Forscher
- 1913, 1. März, Ruth Zürcher-Schlüter, † 4. Mai 2010 auf der Forch, Schweizer Kostümbildnerin, Textilkünstlerin und Hinterglasmalerin
- 1913, 23. Oktober, Paul Täubert, † 16. November 1993 in Berlin, Physiker und Hochschullehrer
- 1914, 17. Januar, Kurt Hubert Franz, † 4. Juli 1998 in Wuppertal, letzter Lagerkommandant des Vernichtungslagers Treblinka
- 1914, 21. Januar, Bernd Ruland (1914–1976), Journalist und Schriftsteller
- 1914, 27. März, Franz Barrenstein, † 19. Oktober 2003 in Köln, Filmregisseur
- 1914, 16. Mai, Herbert Wendt, † 26. Juni 1979 in Baden-Baden, Schriftsteller
- 1914, 7. Juli, Joachim Otto Fleckenstein, † 21. Februar 1980 in München, deutsch-schweizerischer Mathematik- und Astronomiehistoriker, Hochschullehrer
- 1914, 20. September, Paul-Gundolf Gieraths, † 9. Juni 1997 in Kirn, Kirchenhistoriker
- 1914, 29. September, Heinz Werner Ketzer, † 8. August 1984 in Köln, römisch-katholischer Priester und Kölner Dompropst
- 1914, 14. Dezember, Lieselotte Wicke, † 18. März 1989, Landtagsabgeordnete
- 1914, 30. Dezember, Georg Hülsse, † 9. April 1996 in Ahrenshoop, Maler, Grafiker und Fotograf; war viele Jahre für die Gestaltung der Bücher beim Hinstorff Verlag Rostock, für die Programmhefte und Plakate des Theaters Putbus und des Volkstheaters Rostock zuständig, Ausstellungen u. a. in der Kunsthalle Rostock.
- 1915, 13. Januar, Hans Müller, † 4. Dezember 1994 in Peking, deutsch-chinesischer Arzt, Mitglied des Nationalen Volkskongresses Chinas
- 1915, 24. Februar, Anni Stolte, † 18. April 1994 in Düsseldorf, Schwimmerin
- 1915, 26. Juli, Adolf Bierbrauer, † 2. September 2012 in Ratingen, Künstler, Musiker, Psychotherapeut
- 1915, 31. Juli, Ingeborg ten Haeff, † 21. Mai 2011 in New York City, Malerin und Zeichnerin
- 1915, 1. August, Ursula Benser, † 2. März 2001 in Domburg, Malerin der Moderne
- 1915, 23. August, Paul Schneider-Esleben, † 19. Mai 2005 in Fischbachau am Schliersee, Architekt
- 1915, 25. Oktober, Konrad Henkel, † 24. April 1999 in Düsseldorf, Industrieller
- 1915, 21. November, Karl Kremer, † 25. Juli 2009 in Düsseldorf, Mediziner
- 1916, 23. März, Remigius Netzer, † 31. Mai 1985 in München, Maler, Grafiker und Übersetzer
- 1916, 17. Mai, Bele Bachem, † 5. Juni 2005 in München, Malerin und Schriftstellerin
- 1916, 9. Juni, Peter Müller, † 8. Oktober 2005 in Düsseldorf, Politiker, ehrenamtlicher Oberbürgermeister Düsseldorfs
- 1916, 12. Juni, Folkmar Koenigs, † 9. Mai 2009, Jurist und Hochschullehrer
- 1917, 3. Januar, Alexander Spoerl, † 16. Oktober 1978 in Rottach-Egern, Schriftsteller
- 1918, 5. Januar, Helmut Weitz, † 22. Mai 1966 in Düsseldorf, Maler und Grafiker
- 1918, 31. Januar, Karl Emerich Krämer, † 28. Februar 1987 in Düsseldorf, Dichter und Schriftsteller
- 1918, 28. April, Anja Lundholm, † 4. August 2007 in Frankfurt am Main, Schriftstellerin
- 1918, 5. Juni, Josef Lehmbrock, † 19. Juli 1999 in Düsseldorf, Architekt und Kirchenbaumeister
- 1918, 11. November, Jürg Baur, † 31. Januar 2010, Komponist
- 1918, 1. Dezember, Hans Heibach, † 6. März 1970, Fußball-Nationalspieler
- 1919, 4. Januar, Elisabeth Trube-Becker, † 1. Februar 2012 in Neuss, Rechtsmedizinerin in Düsseldorf, erste deutsche Professorin für Rechtsmedizin
- 1919, 23. Februar, Max Schulze-Vorberg, † 21. März 2006 in Bonn-Bad Godesberg, Jurist, Journalist und Politiker (CSU)
- 1919, 8. August, Alois J. Beuren, † 1. Juli 1984, Pädiater und Hochschullehrer
- 1919, 9. September, Wilhelm Dopatka, † 23. Juli 1979 in Leverkusen, Politiker und Oberbürgermeister von Leverkusen
- 1919, 28. November, Peter Lehmbrock, † 25. August 1990 in Hamburg, Schauspieler
- 1920, 16. Februar, Friedrich Cremer, † 22. September 2010 in Triefenstein, bayerischer SPD-Politiker
- 1920, 8. April, Hannes Esser, † 17. September 2007 in Düsseldorf, Maler, Bildhauer und Keramiker
- 1920, 14. Mai, Helmut Schmidt, † 30. Oktober 2010, Sportfunktionär
- 1920, 9. Juni, Walter Ritzenhofen, † 16. Februar 2002 in Hilden, Maler und Grafiker
- 1920, 24. Oktober, Karl Leyser, † 27. Mai 1992 in Oxford, deutsch-britischer Historiker

### 1921 bis 1930

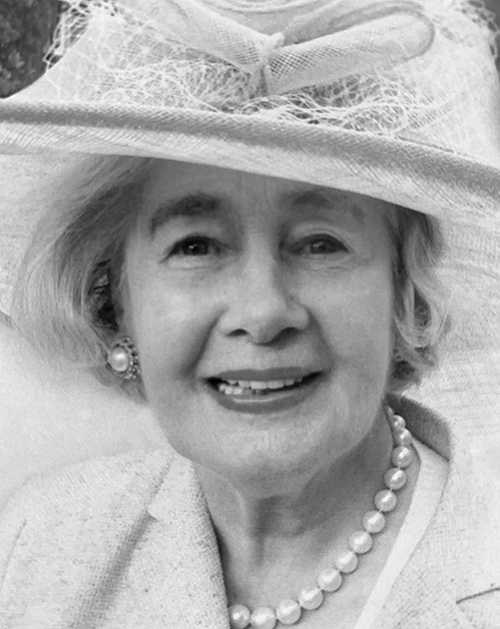
Gisela Schäfer (1924–2021), Internistin und Gründerin der Robert-Schumann-Gesellschaft Düsseldorf

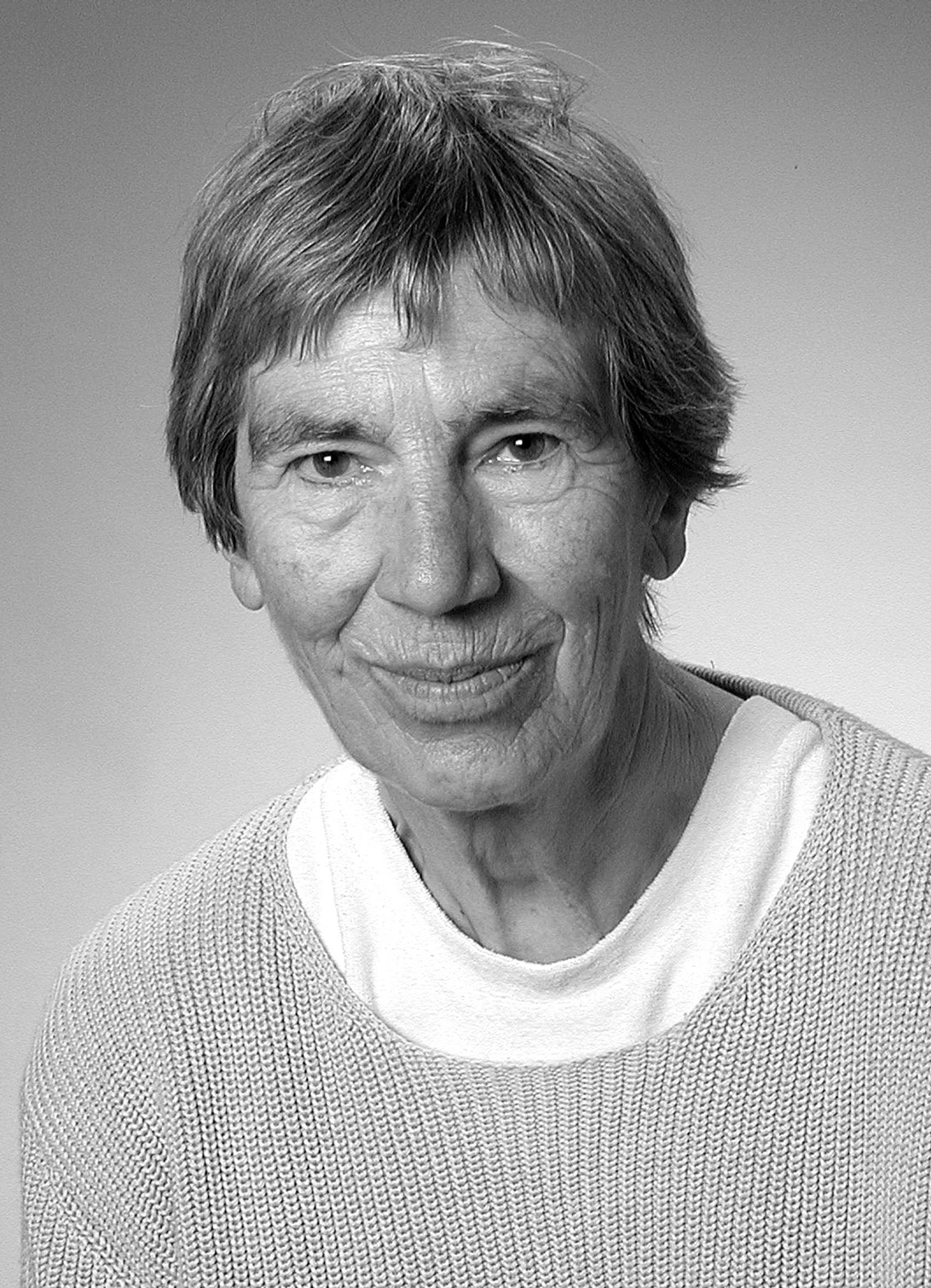
Beate Kuhn (1927–2015), Keramikerin und Keramikbildhauerin

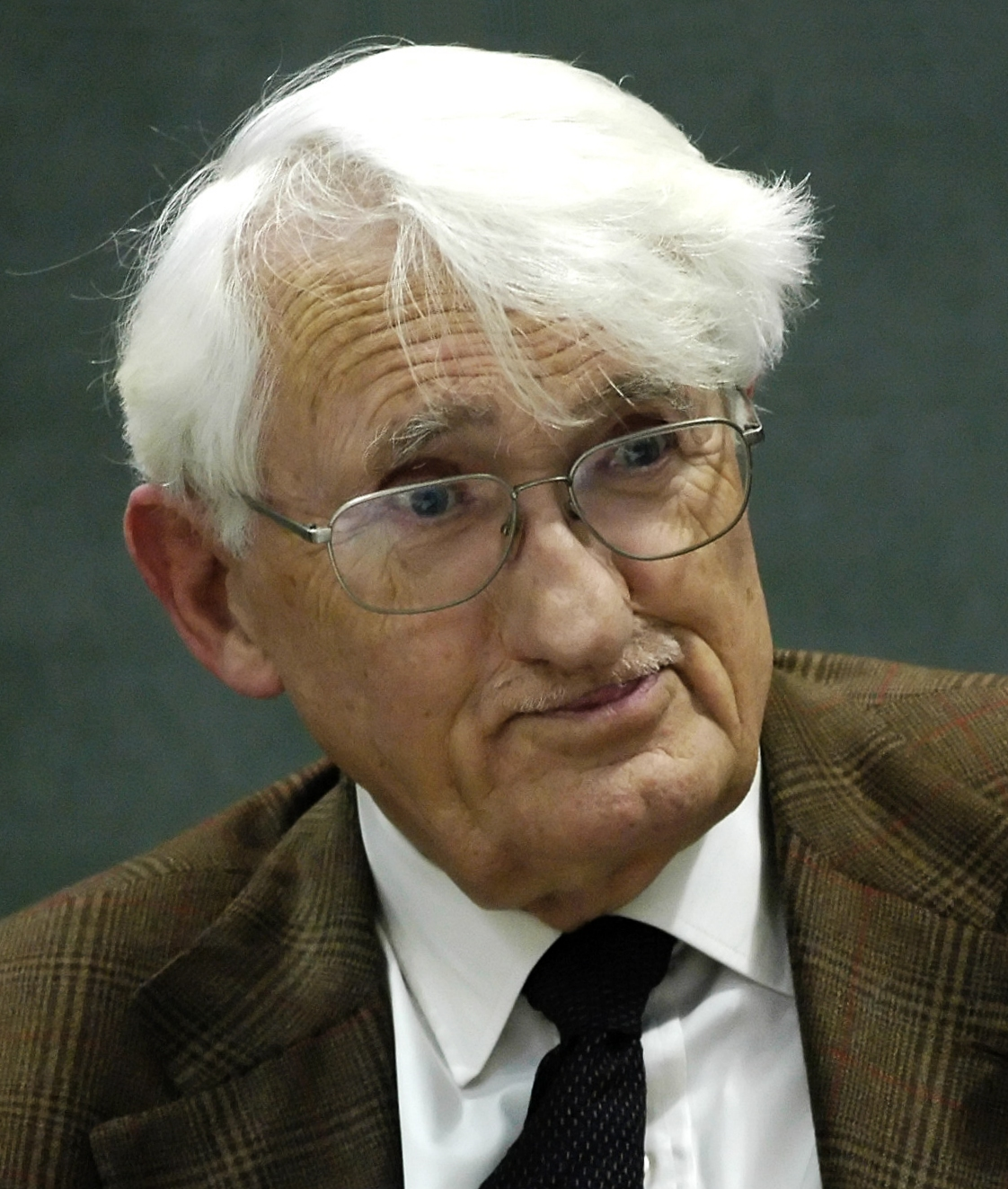
Jürgen Habermas (* 1929), Philosoph und Soziologe

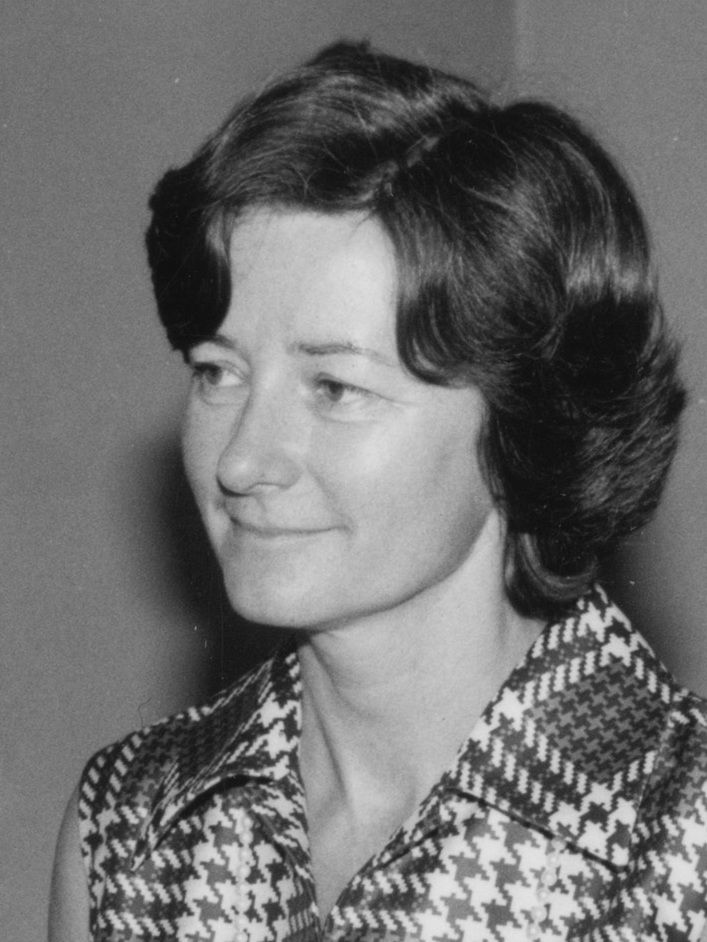
Martha Dreesbach (1929–1980), Kunsthistorikerin und Direktorin des Münchner Stadtmuseums

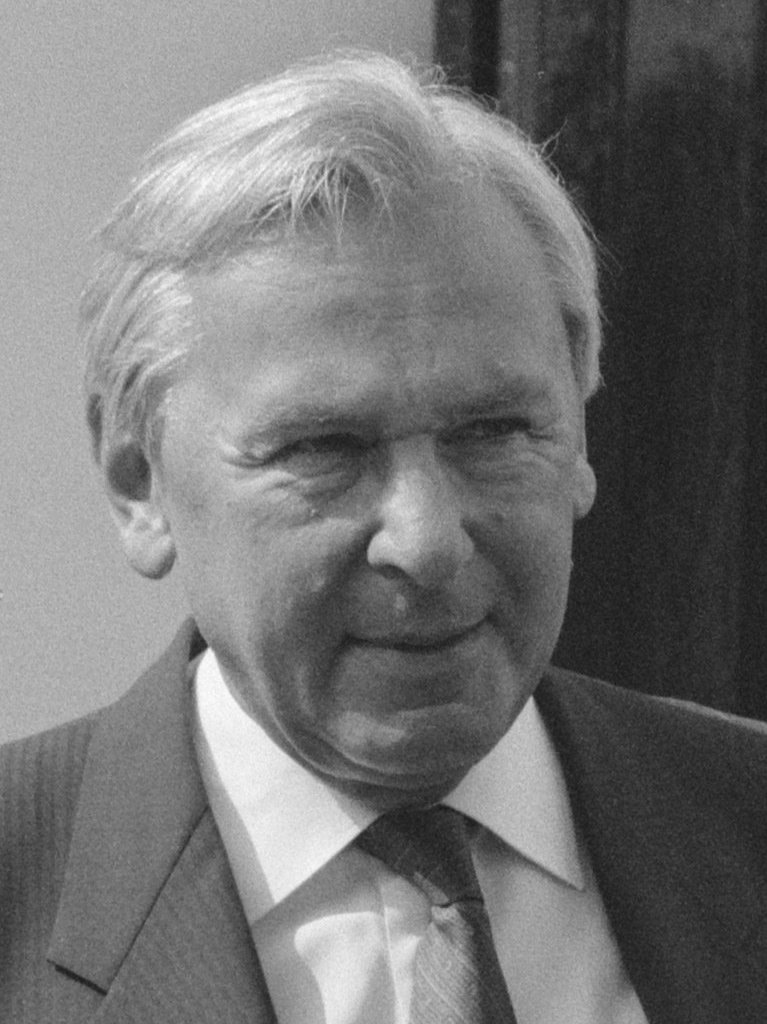
Carl-August Fleischhauer (1930–2005), Jurist

- 1921, 4. Januar, Friedrich Schütter, † 17. September 1995 in Hamburg, Schauspieler und Theaterleiter
- 1921, 29. Januar, Hans Herbert Götz, † 14. November 1999, Wirtschaftsjournalist und -publizist
- 1921, 27. Juli, Adelgundis Selle, † 12. Januar 2008 in Baden-Baden, Zisterzienserin, Äbtissin von Lichtenthal
- 1921, 11. August, Otto Hallen, † 3. Februar 2006 in Mannheim, Neurologe
- 1921, 27. September, Steffen Berg, † 22. Januar 2011, Rechtsmediziner
- 1921, 7. Oktober, Siegfried Spielmann, † 21. April 1999 in Düsseldorf, Billardspieler und Deutscher Meister
- 1921, 20. Oktober, Marianne Wischmann, † 6. November 2009 in Starnberg, Schauspielerin und Synchronsprecherin
- 1922, 15. März, Karl-Otto Apel, † 15. Mai 2017 in Niedernhausen, Philosoph
- 1922, 12. April, Hans-Georg Paffrath, † 18. September 2013 in Düsseldorf, Kunsthändler und Galerist
- 1922, 4. August, Martel Wiegand, † 4. Oktober 2006 in Kaarst, Hochschullehrerin, Illustratorin und Objektkünstlerin
- 1922, 23. Oktober, Gisela Vollmer, † 4. März 2005 in Düsseldorf, Historikerin und Archivarin
- 1922, 28. Oktober, Marie Louise Fischer, † 2. April 2005 in Prien am Chiemsee, Schriftstellerin
- 1922, 23. November, Suzy Falk, † 6. Juli 2015 in Brüssel, deutsch-belgische Schauspielerin
- 1922, 22. Dezember, Karl-Heinz Franke, † 29. Juni 1994 in Aurich, Generalmajor der Bundesluftwaffe
- 1923, 2. Dezember, Heinz Korn, † 5. März 1993, Komponist (Mit 17 hat man noch Träume; Liebling, auch wir werden älter), Texter
- 1923, Regina May, † 22. September 1996, Gebrauchsgrafikerin, Illustratorin und Modegrafikerin
- 1924, 2. Januar, Horst Egon Kalinowski, † 13. September 2013 in Düsseldorf, Maler, Grafiker und Bildhauer
- 1924, 6. April, Anno Erdle, † 19. Dezember 1984 in Düsseldorf, Maler, Zeichner und Bühnenbildner
- 1924, 21. Mai, Inge Langen, † 23. November 2007 in der Schweiz, Schauspielerin
- 1924, 16. Juni, Heino Plönes, Kaufmann, Direktor der Mannesmann Handel AG
- 1924, 23. Juli, Gisela Schäfer geb. Rausch, † 23. März 2021 in Düsseldorf, Internistin und Gründerin der Robert-Schumann-Gesellschaft Düsseldorf
- 1924, 7. Oktober, Hanni Kowalczyk, † 4. April 2004 in Düsseldorf, Grafikerin, Typografin und Autorin
- 1924, 30. Oktober, Hannelore Weygand, † 18. Dezember 2017, Dressurreiterin
- 1924, 13. November, Matthias Mauritz, † 21. November 2016 in Düsseldorf, Fußballspieler
- 1924, 17. November, Günter B. Fettweis, † 31. Oktober 2018 in Leoben, deutsch-österreichischer Bergbauingenieur
- 1924, 27. November, Georges Poisson, † 24. Mai 2022 in Paris, Kunsthistoriker
- 1924, 2. Dezember, Armin Alfermann, † 11. September 1998 in Solingen, Journalist, Fotograf und Galerist
- 1924, 12. Dezember, Walter Hoor, † 22. Januar 2016 in Düsseldorf, Schauspieler
- 1925, 10. April, Karl-Heinz van Kaldenkerken, Jurist und Oberstadtdirektor
- 1925, 24. April, Robby Schmitz, † 18. August 2005 in Köln, Jazz- und Unterhaltungsmusiker
- 1925, 13. August, Wolfgang Schwarz, Schauspieler und Synchronsprecher
- 1925, 19. September, Trude Esser, † 18. März 2015 in Düsseldorf, Bildhauerin
- 1925, 11. November, Jan Simons, † 7. Mai 2006 in Montreal, kanadischer Sänger und Gesangspädagoge
- 1925, 23. November, Hugo Borger, † 15. September 2004, Mittelalterarchäologe, Museumsgründer, Bau- und Bodendenkmalpfleger, Generaldirektor der Kölner Museen und Universitätsprofessor
- 1925, 17. Dezember, Diether Kressel, † 7. Januar 2015 in Hamburg, Maler, Zeichner und Grafiker
- 1926, 23. März, Anneliese Probst, † 10. Oktober 2011 in Holleben, Schriftstellerin
- 1926, 31. März, Paulgerhard Gladen, † 13. Juli 2023 in Kirchberg (Hunsrück), Rechtsanwalt und Studentenhistoriker
- 1926, 24. Juli, Franz Jochen Schoeller, † 13. Mai 2019, Diplomat und Botschafter
- 1926, 23. September, John Ericson, geb. Joseph Meibes, † 3. Mai 2020 in Santa Fe (New Mexico), US-amerikanischer Schauspieler
- 1926, 12. Oktober, Hans-Peter Sültenfuß, † 25. Januar 2018, Eishockey-Funktionär
- 1926, 21. Oktober, Josef Krings, † 10. November 2019, Pädagoge und Politiker (SPD)
- 1927, 18. März, Bernard Ebbinghouse, † 24. Februar 2012 in West Molesey, Surrey; britischer Orchesterleiter und Filmkomponist
- 1927, 18. März, Günter Lipphardt, † 29. Juni 2017, Verfahrensingenieur und Hochschullehrer
- 1927, 25. Mai, Gerhard Croll, † 26. Oktober 2019 in Salzburg, deutsch-österreichischer Musikwissenschaftler
- 1927, 10. Juni, Hugo Budinger, † 7. Oktober 2017 in Köln, Feldhockeyspieler
- 1927, 14. Juli, Käte Reiter, † 16. April 2013 in Düsseldorf, Schriftstellerin
- 1927, 15. Juli, Beate Kuhn, † 10. Dezember 2015, Keramikerin und Keramikbildhauerin
- 1927, 24. August, Günter Beaugrand, † 21. November 2018 in Hamm, Publizist
- 1927, 2. November, Willy Hochkeppel, † 15. August 2022, Kulturredakteur und Publizist
- 1927, 28. November, Dieter Pothmann, † 28. Mai 2023, Fabrikant, Papieringenieur und Papierhistoriker
- 1928, 31. Januar, Hans Wolfgang Schumann, † 26. Juni 2019 in Bonn, Diplomat, Indologe und Buddhologe
- 1928, 24. Februar, Heinz Hürten, † 6. Januar 2018 in Münster, Historiker
- 1928, 6. Mai, Werner Boost, mutmaßlicher Serienmörder
- 1928, 11. Mai, Hans Lauter, † 22. November 2022 in München, Psychiater und Hochschullehrer
- 1928, 9. Juli, Winfred Gaul, † 3. Dezember 2003 in Düsseldorf-Kaiserswerth, Künstler
- 1928, 25. August, Heinz Klose, † 24. Februar 2005, Fußballtorwart
- 1928, 16. September, Helmuth Brandenburg, † 17. Januar 2012 in München, Komponist, Dirigent, Saxophonist und Arrangeur im Jazz
- 1928, 28. September, Egon Hoegen, † 1. Juni 2018, Schauspieler und Sprecher
- 1928, 20. Oktober, Manfred Koch-Hillebrecht, † 14. März 2020 in Kirchberg/Tirol, Österreich, Politikpsychologe
- 1928, 23. Oktober, Karl Heinz Bender, Schauspieler und Hörspielsprecher
- 1928, 7. November, Kurt Reis, Schriftsteller
- 1928, 21. Dezember, Otto Feld, † 10. November 2011 in Freiburg im Breisgau, Christlicher Archäologe und Byzantinischer Kunsthistoriker
- 1929, 11. Januar, Volker Ochs, † 16. Oktober 2018 in Frankfurt (Oder), Komponist und Kirchenmusikdirektor
- 1929, 27. April, Otto Lindner, † 1. Januar 2020 in Crans, Schweiz, Architekt und Unternehmer
- 1929, 2. Juni, Günter Siefarth, † 1. Juli 2002 in Leverkusen, Journalist
- 1929, 18. Juni, Jürgen Habermas, Philosoph, Soziologe
- 1929, 3. September, Martha Dreesbach, † 25. August 1980 in München, Kunsthistorikerin, Direktorin des Münchner Stadtmuseums
- 1929, 23. September, Ursula Graeff-Hirsch, Malerin und Glasmalerin
- 1929, 27. Oktober, Wolfgang Zorn, † 7. April 2001 in Wickrath, Pädagoge, Kirchenlieddichter und -übersetzer
- 1929, 21. November, Peter Brüning, † 25. Dezember 1970 in Ratingen, Maler und Grafiker (Vertreter des deutschen Informel)
- 1930, 9. Januar, Carl-Ludwig Wagner, † 27. Juli 2012 in Trier, Ministerpräsident von Rheinland-Pfalz (1988–1991)
- 1930, 12. Februar, Margret Neuhaus, Schauspielerin und Sprecherin
- 1930, 20. Februar, Helmut Büsse, † 27. Februar 2024 in Merzhausen, römisch-katholischer Prälat und Theologe
- 1930, 16. März, Peter Lindner, † 11. Oktober 1964 in Linas, Autorennfahrer
- 1930, 6. Juli, Joseph Georg Wolf, † 31. Mai 2017, Rechtswissenschaftler
- 1930, 16. August, Simha Arom, Musikethnologe
- 1930, 22. August, Klaus Strunk, † 7. September 2018, Indogermanist
- 1930, 25. August, Hildegard Reitz, † 11. September 2019 in Aachen, Kunsthistorikerin und Rektorin der Fachhochschule Aachen
- 1930, 16. September, Egon Schidan, † 7. August 2002, Boxer
- 1930, 20. September, Adolf Endler, † 2. August 2009 in Berlin, Schriftsteller, Essayist und Lyriker
- 1930, 30. September, Paul Brandenburg, † 8. August 2022 in Berlin, Bildhauer
- 1930, 9. Dezember, Carl-August Fleischhauer, † 4. September 2005 in Bonn, Jurist, Richter am Internationalen Gerichtshof

### 1931 bis 1940

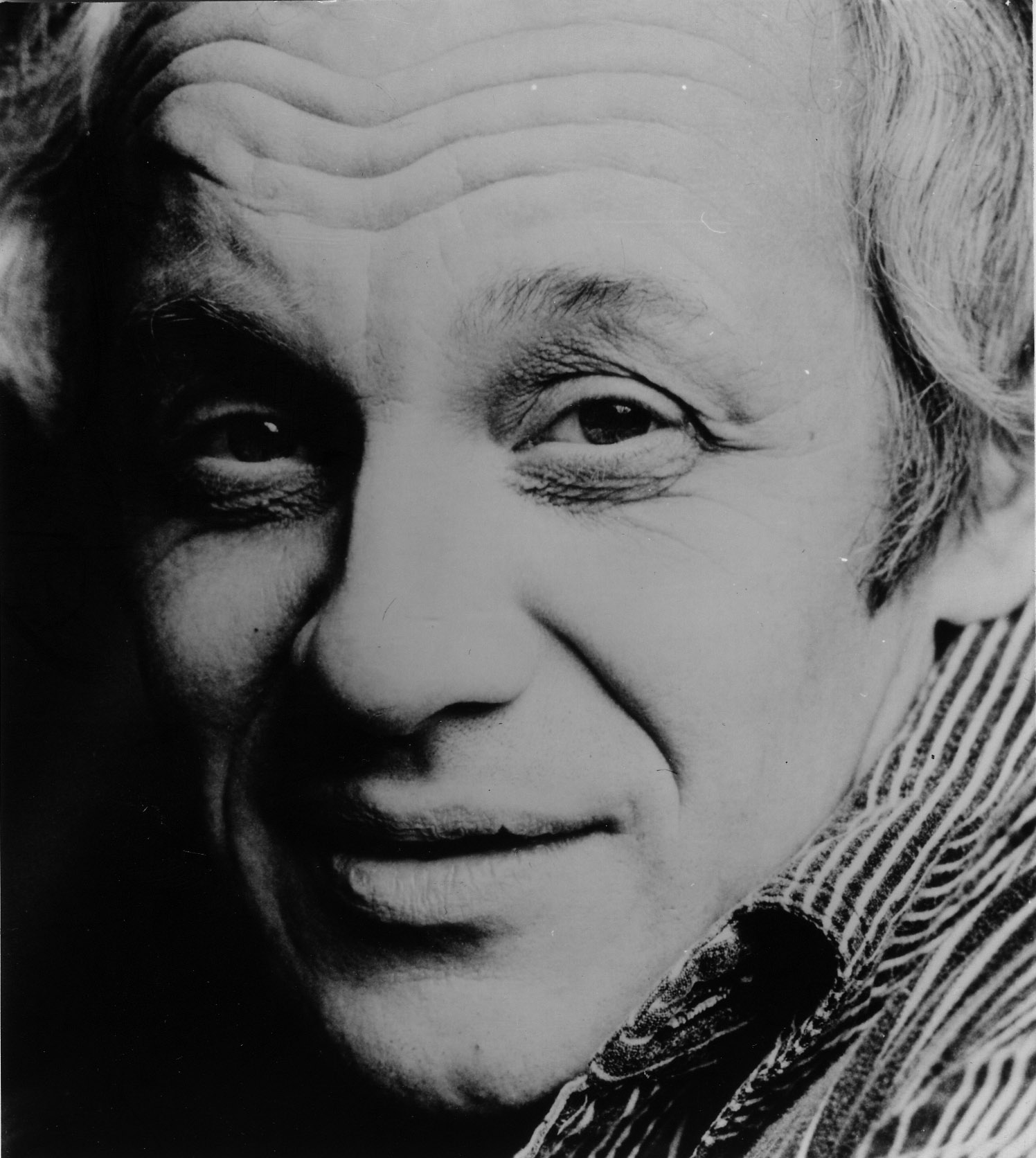
Dieter Süverkrüp (1934–2025), Liedermacher, Kabarettist und Grafiker

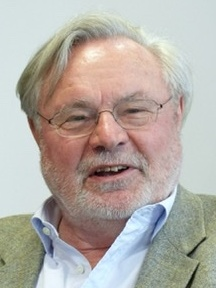
Walther Müller-Jentsch (1935–2025), Wirtschafts- und Sozialwissenschaftler

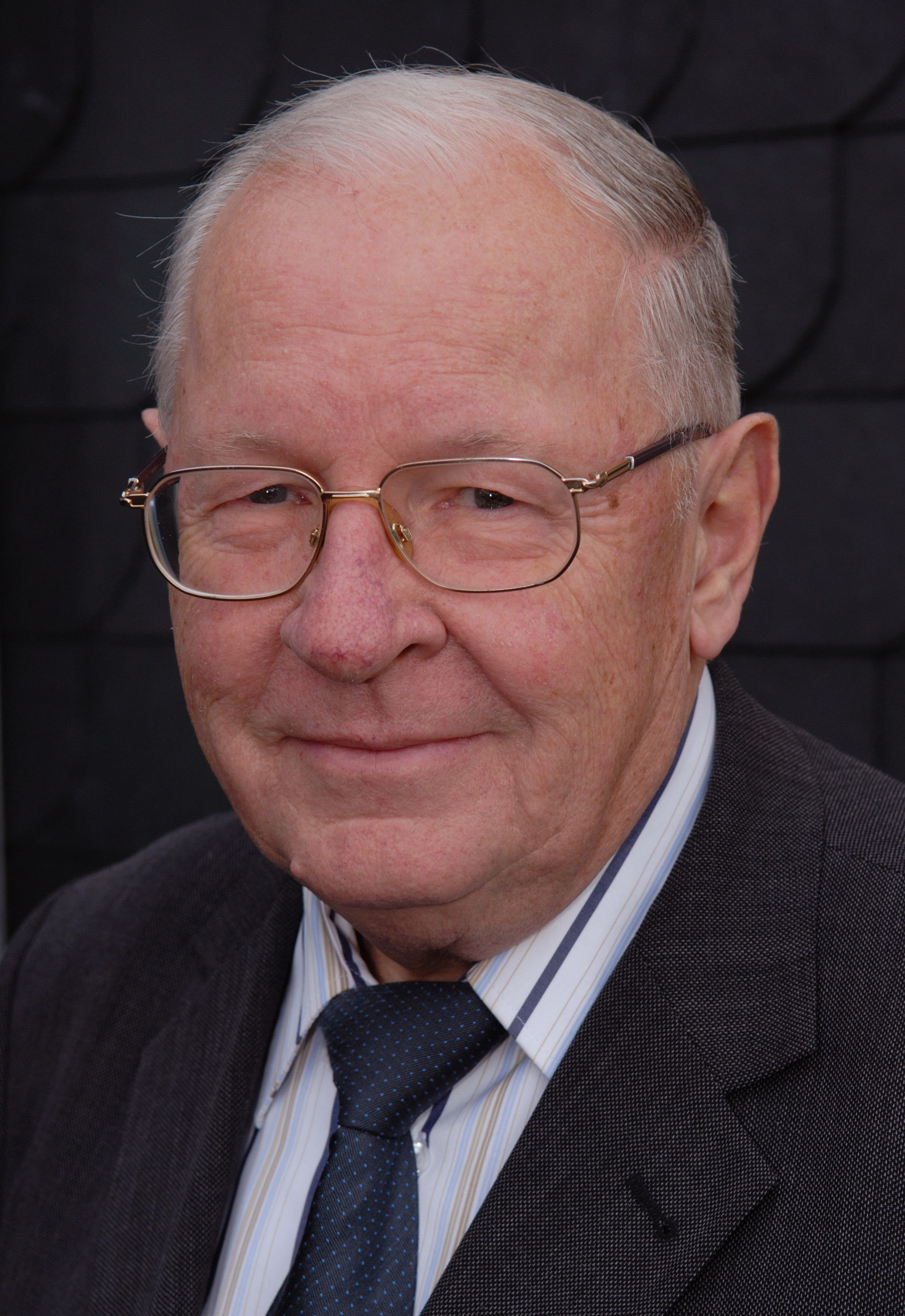
Klaus Held (1936–2023), Philosoph

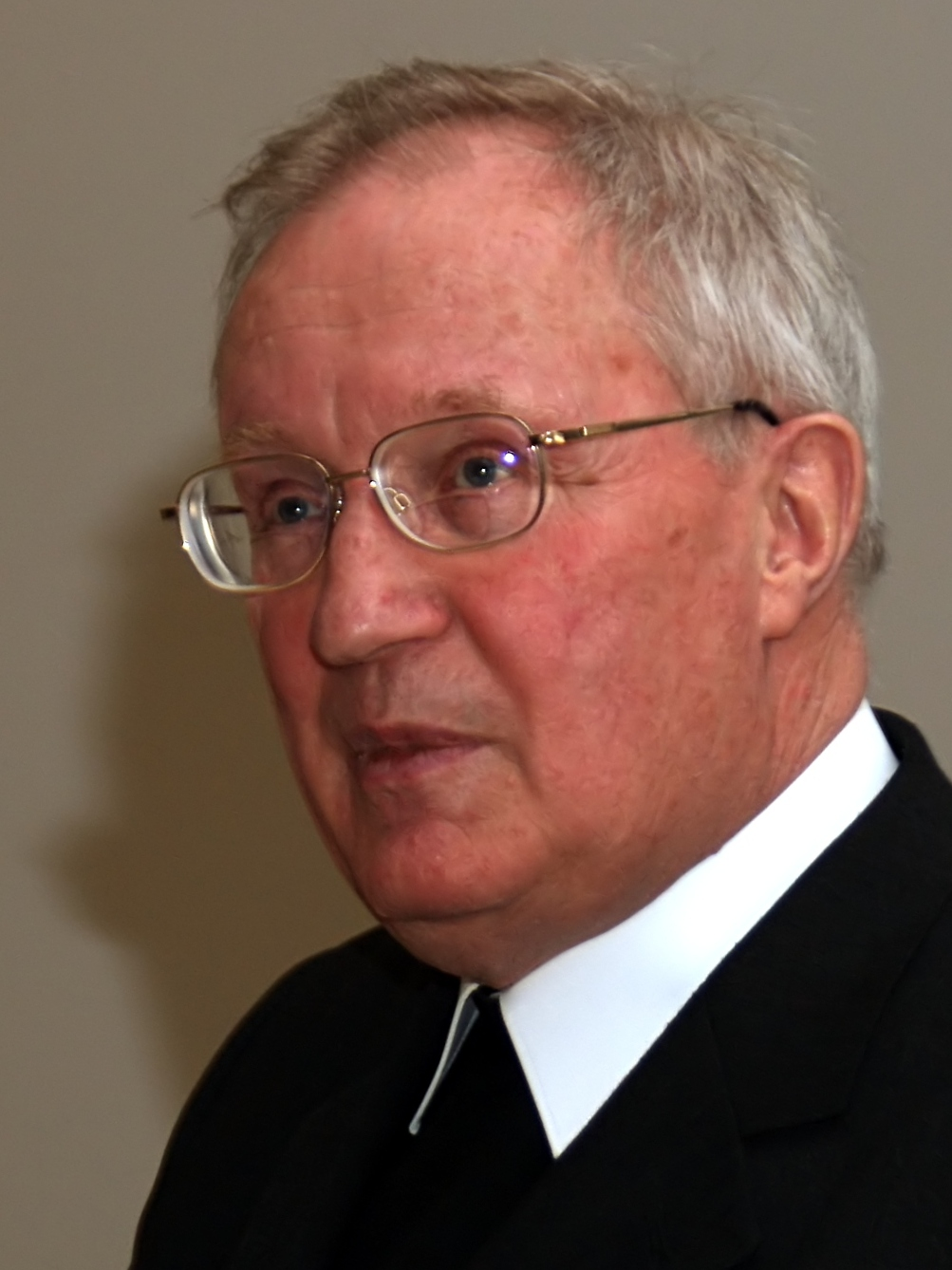
Norbert Trippen (1936–2017), römisch-katholischer Geistlicher, Kirchenhistoriker, Hochschullehrer und Biograph von Josef Kardinal Frings und Joseph Kardinal Höffner

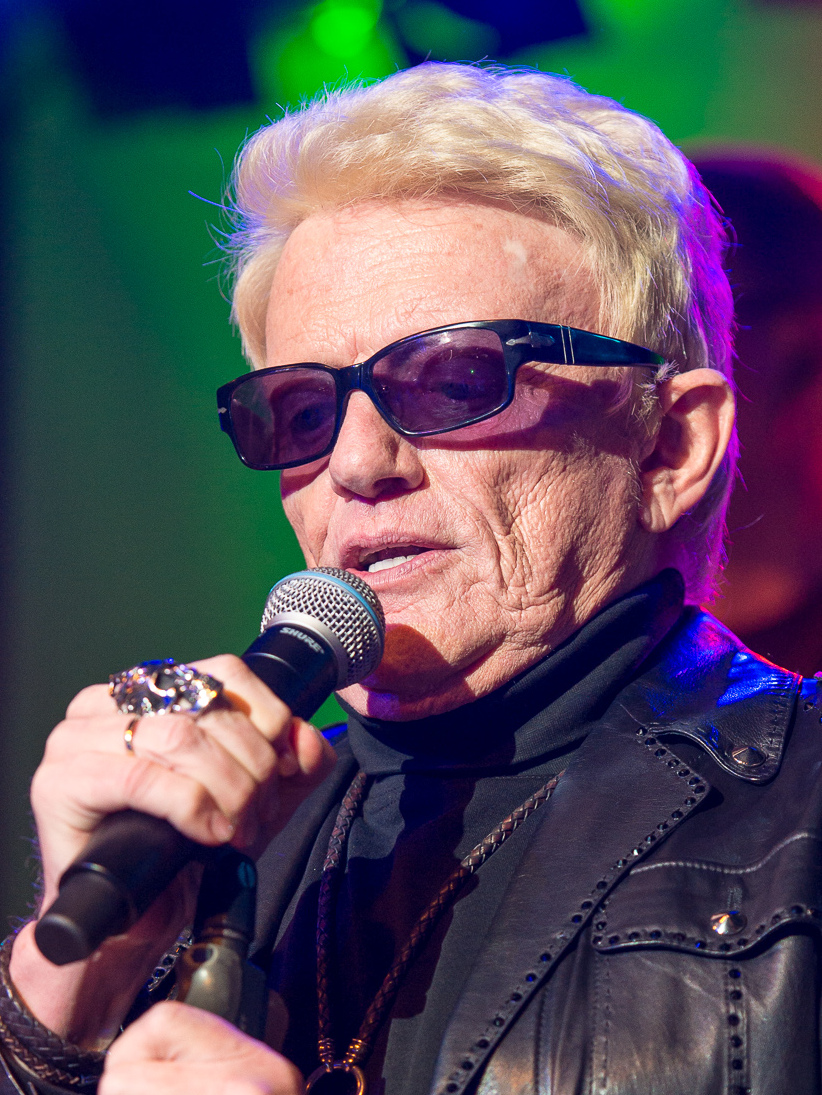
Heino (bürgerl. Heinz Georg Kramm; * 1938), Musiker

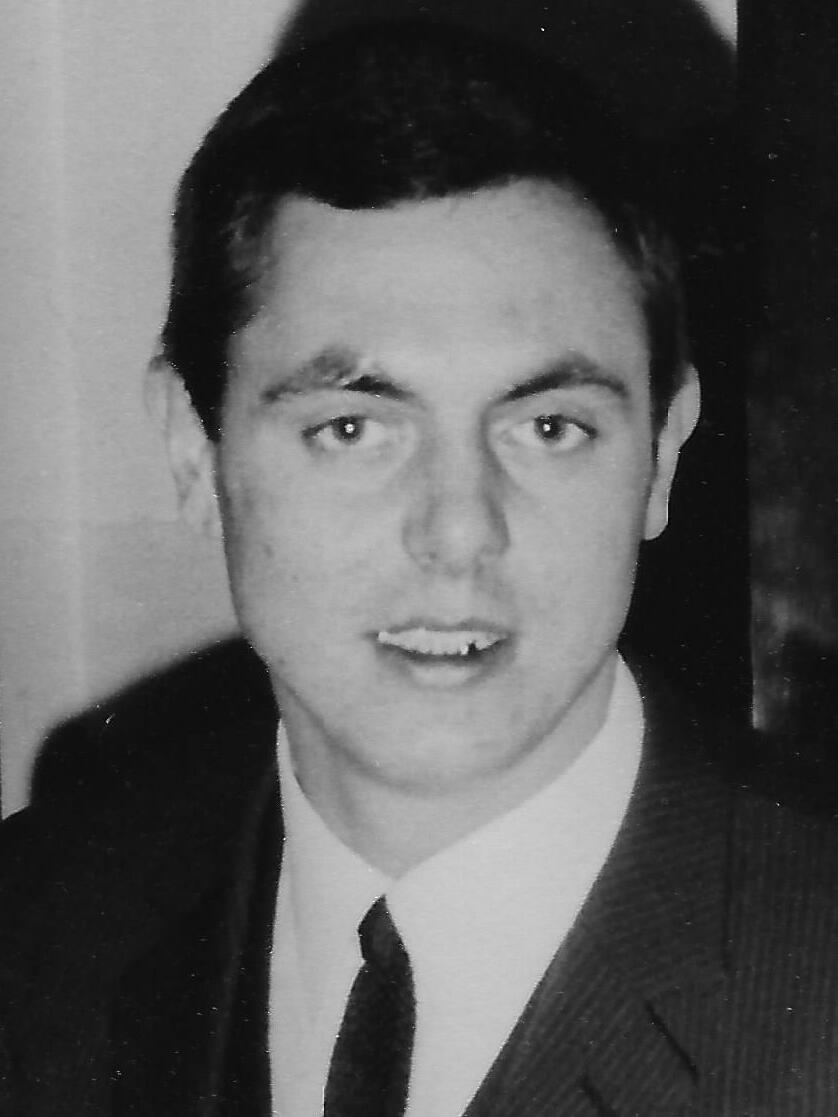
Peter Meyer (* 1940), Fußballspieler, der im Jahre 1967 zu einem Einsatz in der A-Nationalmannschaft kam.

- 1931, Stephan Orlac, † 1. November 2020, Schauspieler
- 1931, 1. Februar, Friedrich Voss, † 27. Juli 2012 in Düsseldorf, Politiker (CDU, später CSU), Parlamentarischer Staatssekretär
- 1931, 19. März, Klaus Otto Nass, † 13. April 2017, Rechtswissenschaftler, Politiker und Hochschullehrer
- 1931, 10. Mai, Klaus Weinmann, † 16. Juni 2024, Politiker (SPD), Mitglied des Landtags von Rheinland-Pfalz
- 1931, 19. Juni, Hans Werner Münstermann, † 4. November 2024 in Krefeld, Eishockeyspieler
- 1931, 30. Juni, Jochem Poensgen, † 30. April 2023 in Soest, Glasgestalter
- 1931, 8. Juli: Jürgen Trumpf, † 13. Mai 2023 in Bonn, Diplomat und Altphilologe
- 1932, 12. Februar, Hans Strauß, † 14. Juli 2011, evangelischer Theologe und Hochschullehrer
- 1932, 23. März, Günter Lanser, Schriftsteller
- 1932, 4. Mai, Tebbe Harms Kleen, † 7. Januar 2016 in Würzburg, Schauspieler, Theaterregisseur, Dramaturg und Theaterintendant
- 1932, 18. Oktober, Walter Vogel, Fotograf
- 1932, 19. November, Ambrosius Eßer, geboren als Klaus Eßer, † 12. April 2010 in Berlin, Ordensgeistlicher und Kirchenhistoriker
- 1932, 25. November, Karl-Friedrich Gerster, † 24. April 2013, Schauspieler und Hörspielsprecher
- 1932, 28. November, Kurt Horres, † 2. Januar 2023 in Düsseldorf, Regisseur und Theaterintendant
- 1933, Dieter Kerchner, † 1994, Bildhauer und Grafiker
- 1933, 1. Februar, Rosemarie Nitribitt, † vermutlich 29. Oktober 1957 in Frankfurt am Main, Prostituierte der gehobenen Gesellschaft
- 1933, 10. Februar, Gottfried Arnold, † 28. Dezember 2015, Jurist, Verleger und Politiker
- 1933, 28. April, Helmut Sprunk, Ruderer
- 1933, 10. Mai, Horst Waffenschmidt, † 7. Mai 2002 in Frechen, Politiker (CDU), Parlamentarischer Staatssekretär, Aussiedlerbeauftragter der Bundesregierung
- 1933, 23. Juni, Claus Heß, † 2. April 2018, Ruderer
- 1933, 12. Oktober, Dietrich Claude, † 2. August 1999 in Marburg, Historiker
- 1933, 22. Oktober, Renate Böschenstein-Schäfer, † 25. Juni 2003 in Siggen, Literaturwissenschaftlerin, Übersetzerin und Hochschullehrerin
- 1934, 8. Januar, Wolfram Esser, † 18. Juni 1993 in Taunusstein, Journalist und Moderator
- 1934, 8. Januar, Robert Ingenhoven, † 29. März 2005, Architekt
- 1934, 14. Februar, Herbert Michel, † 28. August 2002 in Köln, römisch-katholischer Prälat
- 1934, 15. März, Hermann Josef Schieffer, † 14. November 2024 in Homburg/Saar, Mediziner
- 1934, 19. März, Walter Rempe, † 22. April 1993, Politiker (SPD), Mitglied des Bundestags
- 1934, 30. Mai, Dieter Süverkrüp, † 16. März 2025 in Köln, Liedermacher, Kabarettist und Maler
- 1934, 6. Juni, Harald K. Hülsmann, † 6. Juli 2015 in Münster, Schriftsteller
- 1934, 10. Juli, Albrecht Menke, † 16. April 2017 in Bonn, Verwaltungsjurist
- 1934, 18. Oktober, Walter Gerhardt, Jurist und Hochschullehrer
- 1934, 24. Oktober, Fritz Briel, † 15. März 2017 in Düsseldorf, Kanute
- 1935, Dietrich Bieber, Kunsthistoriker
- 1935, 10. Februar, Konrad Klapheck, † 30. Juli 2023, Künstler
- 1935, 6. März, Karl-Bernhard Sebon, † 21. April 1994 in Berlin, Flötist
- 1935, 16. April, Klaus Peter Rauen, † 9. Mai 2018 in Bonn, Politiker (CDU)
- 1935, 21. April, Karl-Ernst Schottes, Leichtathlet
- 1935, 29. April, Werner Hennig, † 19. Juli 2014 in Leipzig, Maler und Grafiker
- 1935, 17. Mai, Maritta Kersting, † 12. Mai 2009 in Ratingen, Lautenistin und Gitarristin
- 1935, 17. Mai, Friedhelm Riegel, † 9. Mai 2022 in Düsseldorf, Büttenredner, Sänger, Entertainer, Bühnenbildner und Kunstmaler
- 1935, 14. Juni, Dieter Forte, † 22. April 2019 in Basel, Schriftsteller
- 1935, 12. August, Heiner Bruns, † 4. Dezember 2019 in Bielefeld, Theaterintendant, Dramaturg und Regisseur
- 1935, 21. September, Helmut Sundhaußen, † 25. März 2018 in Düsseldorf, Maler der Konkreten Kunst
- 1935, 10. Oktober, Karl Hoffmann, † 16. März 2020 in Langenfeld, Fußballspieler
- 1935, 12. Oktober, Günter Langen, † 11. April 2022 in Medebach, Unternehmer und Politiker (CDU)
- 1935, 28. November, Walther Müller-Jentsch, † 19. Februar 2025 in Düsseldorf, Wirtschafts- und Sozialwissenschaftler, Hochschullehrer
- 1935, 31. Dezember, Rolf Haufs, † 26. Juli 2013 in Berlin, Lyriker und Prosa-Schriftsteller
- 1936, 1. Februar, Klaus Held, † 6. Dezember 2023, Philosoph
- 1936, 7. Februar, Manfred Hermanns, Sozialwissenschaftler
- 1936, 10. März, Karl-Bernhard Schmitz, Jurist, Richter am Bundesgerichtshof von 1984 bis 2001
- 1936, 20. März, Theodor Hanf, Politologe und Soziologe, Hochschullehrer
- 1936, 26. März, Jürgen Meyer, Universitätsprofessor, Rechtsanwalt und Politiker (SPD), Bundes- und Landtagsabgeordneter
- 1936, 31. März, Hans Wilhelm Gäb, † 13. April 2025 in Frankfurt a. M., Automobilmanager und Tischtennis-Nationalspieler
- 1936, 21. April, Dieter Wunder, Lehrer und GEW-Vorsitzender
- 1936, 8. Juni, Karl-Heinrich Müller, † 5. November 2007 in Düsseldorf, Immobilienmakler, Kunstsammler und Kunstmäzen
- 1936, 11. Juni, Wolfgang Römer, Jurist, Richter am Bundesgerichtshof von 1990 bis 2001
- 1936, 15. Juni, Herbert Asbeck, † 17. Juni 2019 in Erkrath, Schriftsteller
- 1936, 19. Juni, Norbert Trippen, † 19. April 2017 in Köln, römisch-katholischer Geistlicher, Kirchenhistoriker und Hochschullehrer
- 1936, 2. Juli, Manfred Kluth, † 22. Juli 2010 in Brügge, Belgien, Ruderer
- 1936, 24. September, Heinz Hardt, † 7. August 2025, Ingenieur und Politiker (CDU), Mitglied des Landtags von Nordrhein-Westfalen
- 1936, 11. Oktober, Jürgen Mittelstraß, Philosoph
- 1936, 31. Oktober, Rüdiger Rogge, Jurist, Richter am Bundesgerichtshof von 1985 bis 2001
- 1936, 6. November, Heinz Rölleke, † 2. Juni 2023 in Neuss, Philologe und Erzählforscher
- 1937, 9. Februar, Fritz Ewert, † 16. März 1990 in Swisttal-Heimerzheim, Fußballtorwart
- 1937, 19. Februar, Franz Tinnefeld, Byzantinist
- 1937, 25. Mai, Karlhans Frank, † 25. November 2007 in Gelnhaar, Hessen, Schriftsteller und Regisseur
- 1937, 8. Juni, Dieter Balkhausen, † 26. Januar 2018, Journalist und Buchautor
- 1937, 5. Juli, Peter Ihle, Politiker (CDU), Bürgermeister der Stadt Heiligenhaus
- 1937, 5. August, Klaus L. Berghahn, † 1. November 2019, Literaturwissenschaftler
- 1937, 15. September, Meinulf Barbers, Pädagoge und bedeutender Förderer von christlichen Jugend- und Erwachsenenorganisationen
- 1937, 11. Dezember, Horst Landau, Schriftsteller
- 1937, 24. Dezember, Elisabeth Fehrenbach, † 8. Juli 2025 in Köln, Hochschullehrerin für Neuere Geschichte
- 1938, 30. August, Bernd Wunder, † 13. Februar 2025, Hochschullehrer für Neuere Geschichte, Autor und Herausgeber
- 1938, 30. September, Ulrich Rückriem, Bildhauer
- 1938, 11. Dezember, Gerd Cintl, † 26. Dezember 2017 in Düsseldorf, Ruderer
- 1938, 13. Dezember im Ortsteil Oberbilk, Heino alias Heinz Georg Kramm, Schlagersänger (Blau blüht der Enzian; Die schwarze Barbara)
- 1939, Rosemarie Lindt, verheiratete Lindt-Piccolo, Schauspielerin und Tänzerin
- 1939, 14. Januar, Gunther Keusen, Künstler, Hochschullehrer und -direktor
- 1939, 16. Januar, Jürgen Meyer, Mediziner, Kardiologe und Hochschullehrer
- 1939, 16. Februar, Karl-Adolf Orth, † 9. November 2017, Bürgermeister, Landrat und Vorsitzender des Landkreistages Rheinland-Pfalz
- 1939, 21. Februar, Ulrich Briefs, † 7. Juni 2005 in Posterholt (Niederlande), Politiker und Volkswirt
- 1939, 3. April, Bruno Dietrich, Schauspieler
- 1939, 10. April, Hans Kloft, Althistoriker
- 1939, 11. April, Konrad Fischer, † 24. November 1996 in Düsseldorf, Maler und Galerist
- 1939, 15. Mai, Michael Drieschner, Physiker und Philosoph
- 1939, 21. Juni, Jürgen Waller, † 20. Februar 2022, Maler und Rektor der Hochschule für Künste Bremen
- 1939, 16. August, Dietmar Hennecke, † 2. Dezember 2023, Maschinenbauingenieur und Professor
- 1939, 20. August, Jürgen Schult, Fußballspieler
- 1939, 18. September, Dietrich Meyer, † 18. August 2023 in Mülheim an der Ruhr, Manager und Verbandsfunktionär
- 1939, 7. Oktober, Eckart Zwicker, Wirtschaftswissenschaftler, Hochschullehrer
- 1939, 15. Oktober, Heide Keller, † 27. August 2021 in Bonn, Schauspielerin und Drehbuchautorin
- 1939, 4. Dezember, Dieter Gruschke, † 27. August 2019 in Saarlouis, Politiker (SPD)
- 1939, 11. Dezember, Jürgen Janning, Rezitator, Erzähler, Autor und Herausgeber von Märchenliteratur
- 1939, 14. Dezember, Wolfgang Schulhoff, † 17. Februar 2014 in Düsseldorf, Politiker (CDU), Mitglied des Deutschen Bundestages, Verbandsfunktionär
- 1940, Klaus Dieter Braun, Unternehmer und Gründer einer Privat-Hochschule
- 1940, Bernd Lohaus, † 5. November 2010 in Antwerpen, Bildhauer, Maler und Zeichner
- 1940, 18. Februar, Peter Meyer, Fußballspieler
- 1940, 26. März, Ulrich Erben, Maler und Hochschullehrer
- 1940, 6. Juli, Bernd Müller, † 28. September 2018 in Neuss, Journalist
- 1940, 14. Juli, Horst Hübbers, Eishockeyspieler
- 1940, 29. August, Jost Eckert, † 24. September 2020 in Trier, katholischer Theologe
- 1940, 6. November, Volker Jacobs, Journalist
- 1940, 11. November, Dieter Hülsmanns, 2. Mai 1981 in Düsseldorf, Verleger und Schriftsteller
- 1940, 27. November, Hans Grewel, evangelischer Theologe

### 1941 bis 1950
- 1941, Richard Gleim, † 16. Juli 2019 in Düsseldorf, Fotograf
- 1941, Dorothea Neukirchen, Schauspielerin, Filmemacherin und Autorin
- 1941, 17. Januar, Hans-Peter Feldmann, † 26. Mai 2023, Konzeptkünstler
- 1941, 23. Januar, Herbert Kaufmann, Professor für Augenheilkunde, Strabologe und Neuroophthalmologe
- 1941, 8. Februar, Walter H. Pehle, † 28. März 2021 in Buchschlag, Verlagslektor und Historiker
- 1942, Wolfgang Dreßen, Historiker, Politikwissenschaftler und Ausstellungsmacher
- 1942, 18. Februar, Jürgen Preuss, Schriftsteller
- 1942, 3. August, Ferdinand Kriwet, † 17. Dezember 2018 in Bremen, Hörspielautor und Künstler
- 1942, 8. August, Heinz Engels, † 7. Dezember 2007, Theaterregisseur und Theaterintendant
- 1942, 19. Oktober, Fred Hesse, † 10. Juni 2021, Fußballspieler
- 1943, Wolfgang Engels, Soldat der NVA, später Zivilbeschäftigter und bekannter DDR-Flüchtling
- 1943, 25. April, Ursula Gerhardt, Juristin und Richterin am Bundesgerichtshof
- 1944, 12. Oktober, Memphis Schulze, geboren als Jürgen Max Schulze, † 17. Februar 2008 in Berlin, Pop-Art-Künstler
- 1945, 14. August, Wim Wenders, Regisseur
- 1945, 28. November, Michael Klein, Jurist und Richter am Bundesgerichtshof
- 1946, 23. Januar, Roswitha Müllerwiebus, Politikerin (SPD)
- 1946, 1. Mai, Ulrich Lehner, Manager
- 1946, 7. Mai, Carmen Thomas, Journalistin, Autorin und Kommunikations-Expertin
- 1946, 28. Mai, Klaus Waller, Journalist, Lektor und Buchautor
- 1946, 7. Juli, Inga Abel, † 27. Mai 2000, Schauspielerin
- 1946, 4. August, Rudolf Kamp, Philosoph und Aphoristiker
- 1946, 19. August, Peter Biesenkamp, † 29. Dezember 2019, Fußballspieler
- 1946, 17. September, Barbara Weiler, Politikerin (SPD), Abgeordnete im Europäischen Parlament
- 1946, 9. Oktober, Edgar B. Pusch, † 7. Januar 2023, Ägyptologe
- 1946, 3. November, Udo Hempel, Radrennfahrer und Bahn-Nationaltrainer
- 1947, 7. April, Florian Schneider-Esleben, † 30. April 2020, Gründungsmitglied von „Kraftwerk“
- 1947, 21. Juli, Ulrich Menzel, Politikwissenschaftler
- 1947, 31. Juli, Bert Poensgen, † 17. Mai 2017 in Balderschwang, Motorrad-Sportmanager
- 1947, 4. Dezember, Ariane Müller-Ressing, Volkswirtin, Ehrenamtlerin
- 1948, Nora Räthzel, Sozialwissenschaftlerin und Hochschullehrerin
- 1948, 30. Januar, Wilhelm Baum, Historiker und Hochschullehrer, Verleger
- 1948, 22. Februar, Max Peter Baur, Mathematiker und Biometriker, Wissenschaftsmanager in der Universitätsmedizin
- 1948, 25. Februar, Annette Leo, Historikerin, Biografin und Herausgeberin
- 1948, 4. September, Heribert Bruchhagen, Fußballspieler, -trainer und -manager
- 1948, 6. Dezember, Marius Müller-Westernhagen, Schauspieler und Musiker
- 1949, Eva-Maria Berg, Schriftstellerin und Lyrikerin
- 1949, Astrid Heibach, Künstlerin und Filmemacherin
- 1949, Thomas Ludwig, Bauforscher und Denkmalpfleger
- 1949, 5. April, Martin Hellwig, Nationalökonom, Vorsitzender der deutschen Monopolkommission
- 1949, 14. April, Horst Pukallus, Schriftsteller und Übersetzer
- 1949, 10. Juli, Bernhard Ganter, Mathematiker und Hochschullehrer
- 1949, 5. September, Joachim Hunold, Unternehmer, ehemaliger CEO von Air Berlin
- 1949, 27. Oktober, Bodo Staiger, † 10. Dezember 2019, Musiker und Produzent
- 1949, 14. November, Christian Wolff, evangelisch-lutherischer Pfarrer, Autor
- 1950, 19. Februar, Reinhard Mucha, Bildender Künstler
- 1950, 7. Mai, Jürgen Schwer, Eishockeyspieler
- 1950, 9. September, Ulrike Arnold, Künstlerin
- 1950, 8. November, Michael Reth, Immunologe
- 1950, 9. Dezember, Wolfgang Engstfeld, † 18. September 2023 in Düsseldorf, Jazzsaxophonist und Komponist

### 1951 bis 1960
- 1951, Franz Lamprecht, Chorleiter und Dirigent
- 1951, 17. Februar, Bernd Wolfgang Lindemann, Kunsthistoriker und Museumsdirektor
- 1951, 18. Februar, Thomas Battenstein, † 6. Juni 2023, Musiker und Musikproduzent
- 1951, 23. Februar, Eve-Marie Engels, biomedizinische Forscherin, Philosophin und Wissenschaftshistorikerin
- 1951, 28. Juli, Rainer Berndt, katholischer Theologe
- 1951, 31. August, Lutz Strohn, Richter am Bundesgerichtshof
- 1951, 24. September, Ulrich Herbert, Historiker
- 1951, 20. Oktober, Dieter Hein, Historiker und Hochschullehrer
- 1951, 6. Dezember, Rainer Voßen, Afrikanist und Hochschullehrer
- 1952, Cora Fisch, Objektkünstlerin
- 1952, Irene Franken, Historikerin und Publizistin
- 1952, Wulf-Dietrich Köpke, Ethnologe und Museumsdirektor
- 1952, Karin Scholten, Grafikdesignerin und Schriftstellerin
- 1952, 20. Februar, Gregor Schöllgen, Historiker
- 1952, 6. April, Martina Schäfer, Pseudonym Magliane Samasow, Germanistin und Kulturhistorikerin, Schriftstellerin
- 1952, 28. Juni, Jörg Bremer, Journalist, Historiker und Schriftsteller
- 1952, 19. Juli, Hans-Georg Panczak, Schauspieler und Synchronsprecher
- 1952, 18. November, Frank Köllges, † 1. Januar 2012 in Neuss, Jazzmusiker, Komponist und Performancekünstler
- 1952, 28. November, Carmen Korn-Hubschmid, Schriftstellerin und Journalistin
- 1953, Sylvia Groß, Medizinerin und Politikerin
- 1953, Thomas Schönauer, Bildhauer
- 1953, 25. Januar, Wolfgang Schareck, Mediziner
- 1953, 4. Februar, Hen Hermanns, Schriftsteller
- 1953, 11. Februar, Thomas Wolf, Bankräuber, Entführer und Erpresser
- 1953, 22. Februar, Dirk van Gunsteren, literarischer Übersetzer
- 1953, 25. März, Wolfgang Sternefeld, Sprachwissenschaftler
- 1953, 2. August, Daniela Flörsheim, Malerin
- 1953, 6. August, Ernst Axel Knauf, evangelischer Alttestamentler
- 1953, 2. September, Jürgen Braun, Rheumatologe und Hochschullehrer
- 1953, 25. September, Georg Heinzen, Schriftsteller
- 1953, 8. Dezember, Peter Preuß, Jurist und Politiker (CDU), Abgeordneter des Landtags von Nordrhein-Westfalen
- 1954, Ulrich Dehn, Theologe, Religionswissenschaftler und Hochschullehrer
- 1954, 4. Januar, Peter Seiffert, † 14. April 2025 in Schleedorf, Opernsänger
- 1954, 28. Februar, Leonhard Mader, Schauspieler
- 1954, 19. April, Helga Schnabel-Schüle, Historikerin und Hochschullehrerin
- 1954, 24. April, Angela Wicharz-Lindner, Übersetzerin
- 1954, 18. Mai, Marie-Agnes Dittrich, Musikwissenschaftlerin
- 1954, 21. Mai, Marina Langner, Fotomodell, Schönheitskönigin und Schauspielerin
- 1954, 13. Juni, Heiner Koch, Bischof von Dresden-Meißen
- 1954, 22. September, Christine Bruns-Özgan, deutsch-türkische Archäologin
- 1954, 22. Oktober, Uwe Koch, Jurist und Schriftsteller
- 1954, 18. Dezember, Uli Jon Roth, Musiker
- 1955, Josef Baum, Schauspieler
- 1955, Andreas Coerper, Künstler, Autor, Regisseur und Dokumentarfilmer
- 1955, Annegret Hoberg, Kunsthistorikerin und Autorin, Kuratorin am Lenbachhaus München
- 1955, Heinz-Norbert Jocks, Journalist, Autor, Kunstkritiker, Essayist und Publizist
- 1955, Philippa Rath, Benediktinerin
- 1955, Hanns-Dietrich Schmidt, Dramaturg und Hochschullehrer
- 1955, Ulf Tischbirek, Cellist und Musikpädagoge
- 1955, Joachim Zoepf, Jazz- und Improvisationsmusiker
- 1955, 17. Januar, Jost Stollmann, Unternehmer
- 1955, 25. Januar, Matthias Horx, Publizist und Futurologe
- 1955, 31. Januar, Friedemann Beyer, Publizist
- 1955, 20. April, Ingrid Schmitz, Kriminalschriftstellerin
- 1955, 14. Mai, Ulrike Höfken, Politikerin (Bündnis 90/Die Grünen)
- 1955, 19. Mai, Manfred Deselaers, katholischer Priester
- 1955, 27. Mai, Martin Salm, † 7. November 2015 in Berlin, Vorstandsvorsitzender der Stiftung Erinnerung, Verantwortung und Zukunft
- 1955, 17. Juni, Stephan Breidenbach, Rechtswissenschaftler und Hochschullehrer
- 1955, 24. Juni, Regina Claas, seit 2003 Generalsekretärin des Bundes Evangelisch-Freikirchlicher Gemeinden in Deutschland
- 1955, 4. August, Hans Hoff, Journalist und Medienkritiker
- 1955, 17. August, Gudrun Beckmann, Schwimmerin
- 1955, 7. Oktober, Barbara Demmig-Adams, Biologin
- 1955, 14. November, Gudrun Mende, Feng Shui-Beraterin, Sachbuchautorin, Synchron- und Hörbuchsprecherin
- 1955, 25. November, Rolf Gehring, Tennisspieler
- 1955, 29. November, Gabriele Wolff, bürgerlich Gabriele Gordon, geb. Wolff, Juristin und Schriftstellerin
- 1955, 19. Dezember, Peter Meier-Beck, Rechtswissenschaftler, Richter am Bundesgerichtshof
- 1956, 27. März, Detlef Krebs, Bildhauer, Objektemacher, Designer und Maler
- 1956, 31. März, Claus Fabian, Musikproduzent, Schlagzeuger und Sänger
- 1956, 30. Juni, Zeno Roth, † 5. Februar 2018, Gitarrist und Songwriter
- 1956, 4. Juli, Bettina Böttinger, Fernsehmoderatorin
- 1956, 12. Juli, Sabine Walper, Psychologin, Direktorin des Deutschen Jugendinstituts
- 1956, 3. Oktober, Klaus Eberhardt, Oberbürgermeister der Stadt Rheinfelden (Baden)
- 1956, 6. Oktober, Karl-Ludwig Wetzig, Schriftsteller und Übersetzer
- 1956, 10. Oktober, Martin Gehlen, † 6. Februar 2021 in Tunis, Journalist
- 1956, 22. Oktober, Pierre Ehret, Unternehmer und Autorennfahrer
- 1956, 5. Dezember, Klaus Allofs, ehemaliger Fußball-Nationalspieler und Manager
- 1956, 8. Dezember, Manos Tsangaris, Komponist, Musiker, Installations- und Performancekünstler und Lyriker
- 1956, 28. Dezember, Birgitt Bender, Politikerin (Bündnis 90/Die Grünen), Landtags- und Bundestagsabgeordnete
- 1957, Daniela Braun, Sozialpädagogin, Hochschullehrerin
- 1957, W. P. Fahrenberg, Kunsthistoriker, Journalist und Ausstellungsmacher
- 1957, Christoph Weismüller, Philosoph und Hochschullehrer
- 1957, 2. Januar, Martin Leyer-Pritzkow, Kurator zeitgenössische Kunst, Autor und ehem. Lehrbeauftragter der Accademia di belle arti di Venezia
- 1957, 23. Januar, Peter Hein, (Punk-)Rocksänger und Dichter
- 1957, 9. Februar, Rüdiger Schrader, Journalist und Fotograf
- 1957, 16. Februar, Stefan Lichter, Fernsehproduzent, Autor und Journalist
- 1957, 23. März, Thomas Hartmann-Wendels, Wirtschaftswissenschaftler und Hochschullehrer
- 1957, 25. April, Reiner Rhefus, Historiker und Autor
- 1957, 14. Juli, Norbert Hosten, Radiologe und Hochschullehrer
- 1957, 11. August, Michael Kühntopf, deutsch-schweizerischer Publizist und Autor
- 1957, 21. Oktober, Rolf Berg, Schauspieler, Regisseur, Hörbuch- und Synchronsprecher
- 1958, 1. Februar, Tommi Stumpff, † 28. Juli 2023 in Düsseldorf, Musiker
- 1958, 9. März, Corinna Kirchhoff, Schauspielerin
- 1958, 10. März, Marie-Agnes Strack-Zimmermann, Politikerin (FDP)
- 1958, 12. September, Suse Wiegand, Zeichnerin und Objektkünstlerin
- 1958, 22. September, Kerstin Gähte, † 1. Februar 2017 in Düsseldorf, Schauspielerin
- 1958, 2. Oktober, Hildegard Burri-Bayer, Schriftstellerin, Verfasserin historischer Romane
- 1958, 26. Oktober, Steffen Höhne, Kulturwissenschaftler, Germanist, Politikwissenschaftler, Historiker und Hochschullehrer
- 1959, Bettina Hoffmann, Gambistin, Barockcellistin und Musikwissenschaftlerin
- 1959, Martin Strauß, Schriftsteller
- 1959, 28. Januar, Lorenz Engell, Medienwissenschaftler und Hochschullehrer
- 1959, 18. März, Heike Roesner, bildende Künstlerin
- 1959, 7. April, Reinhard Mehring, Politikwissenschaftler, Professor an der Pädagogischen Hochschule Heidelberg
- 1959, 7. Mai, Philip Gröning, Regisseur und Dokumentarfilmer
- 1959, 2. Juni, Georg Bier, Theologe, Professor für Kirchenrecht an der Universität Freiburg
- 1959, 24. Juni, Markus Wienstroer, Gitarrist und Geiger
- 1959, 25, Juli, Julitta Münch, † 21. Mai 2020 in Lohmar, Journalistin und Moderatorin
- 1959, 30. August, Viktor Worms, Journalist, Fernsehmoderator und -produzent
- 1959, 22. September, Andreas Schmidt, Schwimmer, Vize-Weltmeister, Europameister
- 1959, 17. November, Thomas Allofs, Fußballspieler
- 1959, 22. November, Hans Peter Riegel, Schweizer Autor, Konzeptkünstler, Filmemacher, Fotograf und Artdirector
- 1960, Daniel Deckers, Journalist, Redakteur und Buchautor
- 1960, Uwe Janssens, Mediziner, Verbandspräsident
- 1960, Thomas Kohl, Maler
- 1960, Susanne Lüdemann, Germanistin und Hochschullehrerin
- 1960, Lukas Salzmann, Schweizer Maler
- 1960, Hermann Schmidt-Rahmer, Schauspieler, Bühnenmusikkomponist, Regisseur, Autor und Hochschullehrer
- 1960, Jörg Zittlau, Wissenschaftsjournalist und Sachbuchautor
- 1960, 28. Januar, Dirk Josczok, Autor von Prosa, Funkerzählungen, Theaterstücken, Hörspielen und Drehbüchern
- 1960, 27. Februar, Wilfried Stevens, freier Autor
- 1960, 8. März, Christoph Ingenhoven, Architekt
- 1960, 16. März, Sabine Orléans, Schauspielerin
- 1960, 20. März, Henning Heske, Lyriker und Essayist
- 1960, 30. März, Andre Zalbertus, Journalist
- 1960, 7. Mai, Dietmar Schulz, Jurist, Unternehmensberater und Politiker
- 1960, 16. Mai, Peter Bouschen, Leichtathlet
- 1960. 18. Mai, Jörg Erb, auch Jörg Erb-Dosch, Musiker, Komponist und Textdichter
- 1960, 25. Mai, Stefan Weiß, † 27. Dezember 2016 in Straßburg, Historiker
- 1960, 31. Mai, Barbara Massing, Kapitänin
- 1960, 19. Juni, Heike Walpot, Verkehrspilotin, Ärztin, Leistungsschwimmerin und Raumfahreranwärterin
- 1960, 30. Juni, Andreas Schmidt, Opernsänger
- 1960, 9. Juli, Nikolaus Meyer-Landrut, Diplomat, u. a. von 2015 bis 2020 Botschafter der Bundesrepublik Deutschland in Frankreich
- 1960, 1. August, Ann Kathrin Linsenhoff, Dressurreiterin und Funktionärin
- 1960, 24. September, Brigitte Klosterberg, Historikerin und Bibliothekarin
- 1960, 12. Oktober, Jürgen Engler, Musiker (Male, Die Krupps) und Produzent
- 1960, 2. November, Kai Metzger, Schriftsteller
- 1960, 11. November, Christoph Becker, Jurist und Hochschullehrer

### 1961 bis 1970
- 1961, Ralf Berger, Künstler in den Bereichen Fotografie, Video, Objektkunst und Performance
- 1961, Stefan Rademacher, Bassist
- 1961, Thorsten Scheer, Kunsthistoriker
- 1961, 4. Januar, Frank Konersmann, Historiker
- 1961, 17. Januar, Gregory Gaynair, Pianist
- 1961, 19. Januar, Ufo Walter, Bassist, Arrangeur und Sound-Designer
- 1961, 23. Januar, Claudia van Koolwijk, † 28. Juli 2023, Künstlerin und Fotografin
- 1961, 4. März, Sabine Everts, Leichtathletin
- 1961, 8. April, Ulf Montanus, Schauspieler, Moderator, Politiker
- 1961, 7. Mai, Hans-Peter Bartels, Politiker (SPD), Bundestagsabgeordneter
- 1961, 13. Mai, Manes Meckenstock, Kabarettist, Moderator und Autor
- 1961, 17. Mai, Heike Laufenburg, Künstlerin und Autorin
- 1961, 4. Juni, Ulrich Engel, Theologe, Priester und Hochschullehrer
- 1961, 21. September, Rosi Wanner, Kinderbuchautorin
- 1961, 8. Oktober, Petra Gehring, Philosophin und Hochschullehrerin
- 1961, 9. Oktober, Raphaela Dell, Theater- und Fernsehschauspielerin und Moderatorin
- 1961, 1. November, Frank Kirchner, Jazzsaxophonist
- 1962, Ulla van Daelen, Harfenistin
- 1962, Vera Moser, Erziehungswissenschaftlerin und Hochschullehrerin
- 1962, 24. Januar, Barbara Steffens, Politikerin (Bündnis 90/Die Grünen), Ministerin des Landes Nordrhein-Westfalen
- 1962, 17. Februar, Otto Rensing, Autorennfahrer
- 1962, 27. März, Annette Mayer, Schauspielerin und Chansonsängerin
- 1962, 12. April, Annette Meeuvissen, † 5. Dezember 2004, Tourenwagenfahrerin
- 1962, 13. Mai, Gabriele Hammermann, Historikerin
- 1962, 8. Juni, Peter Schaaff, Comiczeichner
- 1962, 22. Juni, Andreas Frege, besser bekannt unter seinem Künstlernamen „Campino“, Sänger der Band Die Toten Hosen
- 1962, 5. September, Andreas Hasenclever, Friedensforscher
- 1962, 10. Dezember, Elisa Klapheck, Rabbinerin
- 1963, Ingo Vogel, Sachbuchautor, Rhetorik- und Verkaufstrainer
- 1963, 5. März, René Obermann, Manager, ehemaliger Vorstandsvorsitzender der Deutschen Telekom
- 1963, 11. März, Markus Becker, Footballspieler
- 1963, 12. April, Annette Neubauer, Kinderbuchautorin
- 1963, 21. April, Jens Geyer, Politiker (SPD), Landtagsabgeordneter
- 1963, 4. Mai, Peter Patt, Politiker (CDU), Landtagsabgeordneter
- 1963, 11. Mai, Almut Kemperdick, Volleyballspielerin
- 1963, 20. Mai, Stefan Finke, Schriftsteller
- 1963, 1. Juni, Andreas Kämmerling, Motorradrennfahrer, Arzt
- 1963, 28. Juli, Katharina Franck, Sängerin
- 1963, 27. August, Geert Keil, Philosoph
- 1963, 29. September, René Heinersdorff, Schauspieler, Regisseur, Autor und Theaterdirektor
- 1963, 17. Oktober, Gunter Schubert, Sinologe und Politikwissenschaftlerin
- 1963, 23. Oktober, Simone Böckmann, Deutsche Meisterin im Vielseitigkeitsreiten 1988
- 1963, 10. November, Cordula Stratmann, Komödiantin
- 1964, Natascha Borowsky, Fotografin
- 1964, Pia Dehne, Künstlerin, Malerin und Zeichnerin
- 1964, Ute Gremmel-Geuchen, Organistin
- 1964, Stephan Harbort, Kriminalist
- 1964, Ralf Krämer, Bildhauer, Maler und Zeichner
- 1964, Gabriele Nießen, Bremer Staatsrätin im Senatsressort Klimaschutz, Umwelt, Mobilität, Stadtentwicklung und Wohnungswesen
- 1964, Anna Polke, Schauspielerin
- 1964, Carl-Friedrich Stuckenberg, Strafrechtsprofessor
- 1964, Nele Waldert, Künstlerin
- 1964, Mirjam Wiesemann, Schauspielerin und Autorin
- 1964, 29. Januar, Henner Schmidt, Politiker (FDP), Mitglied des Abgeordnetenhauses von Berlin
- 1964, 6. Februar, Michael Breitkopf, Gitarrist der Band Die Toten Hosen
- 1964, 13. März, Berthold Herrendorf, † 12. Juli 2022, Ökonom und Hochschullehrer
- 1964, 16. März, Jörg Schmadtke, Fußballtorwart, -trainer und -manager
- 1964, 22. März, Michael Hesemann, Schriftsteller
- 1964, 3. Juni, Doro Pesch, besser bekannt unter ihrem Künstlernamen „Doro“, Rocksängerin
- 1964, 7. Juni, Wolfram Kons, Journalist und Fernsehmoderator
- 1964, 12. Juni, Uwe Kamps, Fußballtorwart und -trainer
- 1964, 28. August, Antje Tillmann, Finanzwirtin und Politikerin (CDU), Mitglied des Deutschen Bundestags
- 1964, 3. September, Peter Kotthaus, Schauspieler
- 1964, 11. Dezember, Michael Carlo Klepsch, Historiker, Publizist und Kulturpolitiker.
- 1964, 14. Dezember, Jon Flemming Olsen, Musiker, Grafikdesigner und Schauspieler
- 1964, 26. Dezember, Jonny Star, geboren als Gabriele-Maria Scheda, Künstlerin und Kuratorin
- 1965, Uwe Cremer, Musiker
- 1965, Nicolaus Schafhausen, Direktor der Kunsthalle Wien
- 1965, 3. Februar, Dirk Müller, Hörspiel- und Synchronsprecher, Regisseur
- 1965, 1. Mai, Gunnar Beck, Politiker (AfD)
- 1965, 9. Mai, Dirk Schlichting, Installations-Künstler
- 1965, 11. Juni, Michael Naseband, Schauspieler
- 1965, 15. September, Tom Bender, † 10. August 2018, Sportjournalist und Medienmanager
- 1965, 16. September, Martin Baltscheit, Comiczeichner, Illustrator und Schriftsteller
- 1965, 24. November, Patrik Fichte, Schauspieler
- 1965, 13. Dezember, Ralf Jaros, Leichtathlet
- 1965, 26. Dezember, Verena Landau, Malerin
- 1966, Gregor Bachmann, Jurist und Hochschullehrer
- 1966, Veronika Beci, Musikwissenschaftlerin und Buchautorin
- 1966, Ralf Brueck, Fotokünstler
- 1966, Doris Fuchs, Politikwissenschaftlerin, Hochschullehrerin
- 1966, Olaf Leiße, Politikwissenschaftler
- 1966, Uwe Schott, Filmproduzent
- 1966, Oliver Sieber, Fotograf
- 1966, 19. Januar, Stefan Wiedon, Politiker (CDU)
- 1966, 28. Januar, Stephan Grüger, Politiker (SPD)
- 1966, 3. März, Detlef Altenbeck, Regisseur
- 1966, 16. März, Ann-Kristin Achleitner, Wissenschaftlerin
- 1966, 26. März, Bernd Skiera, Professor für Betriebswirtschaftslehre, speziell Electronic Commerce
- 1966, 16. April, Stefan Schmidt, Organist und Hochschullehrer
- 1966, 21. April, Marie Elisabeth Müller, Autorin und Journalistin
- 1966, 4. Mai, Olaf Bock, Journalist
- 1966, 26. Juni, Britta Schulze-Thulin, Sprachwissenschaftlerin und Autorin
- 1966, 10. August, Rüdiger Rudi Esch, Musiker, Autor und Music Consultant
- 1966, 14. August, Tessa Winter, geborene Franken, Basketball-Nationalspielerin
- 1966, 12. November, Martin Maier-Bode, Autor, Regisseur und Kabarettist
- 1966, 18. November, Susanne Fajiron Schäfer, Autorin
- 1967, Christian von Coelln, Rechtswissenschaftler und Hochschullehrer
- 1967, Ulrich Maiß, Künstlername Cellectric, Cellist
- 1967, Martin Roos, Wirtschaftsjournalist, Autor und Redenschreiber
- 1967, 9. Januar, Jörn Piel, Chemiker, Mikrobiologe und Hochschullehrer
- 1967, 13. März, Nic Vogel, Buchhändler und Politiker (AfD), Mitglied im Landtag von Nordrhein-Westfalen
- 1967, 27. März, Kerstin Wolff, Historikerin
- 1967, 17. April, Oliver Kasper, Eishockeyspieler
- 1967, 3. Mai, André Olbrich, Musiker bei Blind Guardian
- 1967, 7. Mai, Levin Holle, Jurist und Manager, Finanzvorstand der Deutschen Bahn
- 1967, 23. Juni, Robert Keller, Jurist, Richter am Bundesverwaltungsgericht
- 1967, 3. August, Michael Vogel, Wirtschaftswissenschaftler und Hochschullehrer
- 1967, 17. August, Michael Preetz, ehemaliger Fußball-Nationalspieler
- 1967, 13. Oktober, Daniela Wirth, Basketballspielerin
- 1967, 27. Oktober, Wolfgang Kohlhepp, Koch, Unternehmer und Sachbuchautor
- 1967, 28. Oktober, Jan Weiler, Journalist und Buchautor
- 1967, 21. November, Ulrike Auhagen, Altphilologin
- 1968, 4. Januar, Andreas Pott, Sozialgeograph
- 1968, 18. Februar, Robert Orth, Jurist und Politiker (FDP)
- 1968, 23. Februar, Miriam Dehne, Filmregisseurin und Autorin
- 1968, 11. März, Olaf Scholz, Eishockeyspieler
- 1968, 19. März, Mike Büskens, Fußballspieler und -trainer
- 1968, 4. April, Steffen Jacobs, Lyriker, Essayist, Herausgeber und Übersetzer
- 1968, 2. Mai, Sabine Noll, Bürgermeisterin von Sprockhövel
- 1968, 1. Juni, Sven Backhaus, Fußballspieler
- 1968, 27. August, Christiane Hoffmann, Gesellschaftsjournalistin und Moderatorin
- 1968, 29. September, Svenja Schulze, Politikerin (SPD), Bundesministerin für Umwelt, Naturschutz und nukleare Sicherheit
- 1968, 1. Oktober, Erik Hochstein, Schwimmer, Bronzemedaillengewinner bei Olympia, Vize-Europameister
- 1968, 13. Dezember, Klaus Gesing, Jazzmusiker
- 1969, Manuel Herz, Architekt
- 1969, Thomas Koch, Discjockey, Produzent, Veranstalter, Clubbetreiber, Verleger und Journalist
- 1969, Frauke Scheunemann, Schriftstellerin
- 1969, Maja Vukoje, österreichisch-serbische Künstlerin
- 1969, 10. Januar, Simone Bagel-Trah, Mikrobiologin, Vorsitzende des Aufsichtsrates und des Gesellschafterausschusses des Henkel-Konzerns
- 1969, 19. Januar, Oliver Mommsen, Schauspieler
- 1969, 17. Februar, Frank Kirn, Fußballtorwart
- 1969, 16. April, Jana Frey, deutsch-schweizerische Kinder- und Jugendbuchautorin
- 1969, 7. Mai, Marie Bäumer, Schauspielerin
- 1970, Christian Bruch, Manager, Vorstandsvorsitzender der Siemens Energy AG
- 1970, Vanessa Conze, Historikerin
- 1970, Ulrike Fauerbach, Bauforscherin und Ägyptologin
- 1970, Sabine Holtgreve, Redakteurin, Medienwissenschaftlerin und Filmproduzentin
- 1970, Markus Vater, Künstler und Hochschullehrer
- 1970, 7. Januar, Christian Thomé, Jazz-Schlagzeuger
- 1970, 10. Februar, Marco Girnth, Schauspieler
- 1970, 15. Februar, Sandra Scheeres, Politikerin (SPD)
- 1970, 2. April, Jürgen Pohl, Arzt und Professor
- 1970, 29. April, Marion Schardt-Sauer, Politikerin (FDP), Mitglied des Hessischen Landtags
- 1970, 9. Mai, Sybille Waury, Schauspielerin
- 1970, 19. Juni, Antonis Remos, Sänger
- 1970, 19. November, Nico Brandenburg, Jazz- und Weltmusiker
- 1970, 23. Dezember, Melanie Cremer, Feldhockeyspielerin

### 1971 bis 1980
- 1971, David Link, Künstler und Medientheoretiker
- 1971, Mithu Sanyal, Kulturwissenschaftlerin, Autorin und Journalistin
- 1971, Dirk Riedel, Historiker
- 1971, Sebastian Brück, Autor und Journalist
- 1971, Michael Thieke, Jazzmusiker
- 1971, 11. Mai, Jakob Stüttgen, Koch, mit einem Stern im Guide Michelin ausgezeichnet
- 1971, 16. Juli, Peter Philipp, Schriftsteller und Kabarettist
- 1971, 26. Juli, Sebastian Münster, Schauspieler
- 1971, 11. August, Colin von Ettingshausen, Ruderer
- 1971, 13. August, Heike Makatsch, Schauspielerin
- 1971, 20. September, Elmar Brandt, Stimmenimitator
- 1971, 29. Oktober, Sascha Bandermann, Fernsehmoderator, Sportjournalist und Tennisspieler
- 1972, Tobias Dünow, politischer Beamter (SPD)
- 1972, Roland Gruschka, Jiddist
- 1972, 14. Februar, Wolf-Hendrik Beyer, Hochspringer
- 1972, 16. Februar, Wiebke Lorenz, Journalistin und Schriftstellerin
- 1972, 2. März, Tim Bergmann, Schauspieler
- 1972, 18. August, Sven Teutenberg, Radrennfahrer
- 1972, 20. September, Henrik Hölscher, Eishockeyspieler
- 1972, 23. September, Andreas Kuckertz, Wirtschaftswissenschaftler
- 1972, 10. Oktober, Sören Seidel, Fußballspieler
- 1972, 10. November, Moritz von der Groeben, Film- und Fernsehproduzent
- 1972, 8. Dezember, Christian Jahl, Musiker, Schriftsteller und Songwriter
- 1973, Christoph Herrmann, Rechtswissenschaftler und Hochschullehrer
- 1973, Lilla von Puttkamer, Malerin
- 1973, Daniel Schüßler, Theaterregisseur
- 1973, 17. Januar, Adrian Hates, Gründer, Kopf, Sänger, Komponist und Produzent der Band Diary of Dreams
- 1973, 5. Februar, Markus W. Kropp, Pianist und Komponist
- 1973, 11. Februar, Alexander Wilhelm Jesko von Puttkamer, Tubist
- 1973, 13. April, Tanja Schmitz, Schauspielerin, Dialogbuchautorin und -regisseurin, Synchronsprecherin
- 1973, 28. April, Elisabeth Röhm, deutsch-US-amerikanische Schauspielerin und Filmregisseurin
- 1973, 11. Mai, Claudia Neuhaus, Basketballspielerin
- 1973, 29. Juni, Tina Bordihn, Schauspielerin
- 1973, 6. August, Julia Schmidt, Schauspielerin
- 1973, 9. September, Sven-André Dreyer, Schriftsteller und Redakteur
- 1973, 14. September, Markus Winter, Autor, Musiker, Sänger und Komponist
- 1974, 25. Januar, Claudelle Deckert, Schauspielerin
- 1974, 31. März, Carsten Gossmann, † 20. Januar 2024, Eishockeytorwart
- 1974, 9. August, Miriam Lahnstein, Schauspielerin
- 1974, 10. August, Loco Dice, DJ und Produzent in der elektronischen Musikszene
- 1974, 22. August, Anna Földényi, ungarische Tennisspielerin
- 1974, 30. August, Michael Ohoven, Filmproduzent
- 1975, 22. Februar, Sven Jungclaus, Schneider, Gewandmeister und Autor
- 1975, 11. März, Pascal Wolter, Badmintonspieler, Weltmeister im Parabadminton
- 1975, 10. April, Tino Boos, Eishockeyspieler
- 1975, 21. April, Matthias Fiedler, Reporter und Journalist
- 1975, 18. Juli, Eva Lindenau, Juristin und Journalistin
- 1975, 31. Juli, Elena Uhlig, Schauspielerin und Hörspielsprecherin
- 1975, 9. August, Christian Burkiczak, Jurist und Richter am Bundessozialgericht
- 1975, 15. August, Chrissovalantis Anagnostou, Fußballspieler
- 1975, 5. September, Bettina Blümner, Regisseurin und Drehbuchautorin
- 1975, 11. September, Florian Cieslik, Lyriker und Slam-Poet
- 1975, 10. Oktober, Zeliha Arslan, österreichische Politikerin (Grüne)
- 1975, 13. Oktober, Alexander von Vogel, Jurist und politischer Beamter
- 1975, 10. November, Nadine Pfreundschuh, Eishockeyspielerin
- 1976, Nadine Rentel, Romanistin
- 1976, 11. Februar, Maren Schott, Leichtathletin
- 1976, 1. Mai, Jan Heinisch, Politiker (CDU)
- 1976, 4. Mai, Simon Jentzsch, Fußballtorwart
- 1976, 22. September, Silke Gorldt, † 7. Juni 2002 auf Zingst, Kitesurferin
- 1977, Isabella Löhr, Historikerin
- 1977, 9. Februar, Björn Weikl, Fußballspieler
- 1977, 2. März, Elias H. Füllenbach, katholischer Priester, Kirchenhistoriker
- 1977, 13. April, Sabine Rückauer, Eishockeyspielerin
- 1977, 21. Mai, Kerstin Landsmann, Schauspielerin
- 1977, 26. Juli, Tanja Szewczenko, Eiskunstläuferin und Schauspielerin
- 1977, 19. August, Katharina Franke, Physikerin, Hochschullehrerin
- 1977, 1. Oktober, Regina Gisbertz, Schauspielerin
- 1977, 21 Oktober, Markus Mildenberger, Abschleppkönig von 2010 bis 2023
- 1978, David Finck, Schriftsteller
- 1978, 22. Februar, Daniela Büchner, Gastronomin auf Mallorca und Reality-TV-Teilnehmerin
- 1978, 18. Juli, Marco Villa, Fußballspieler
- 1978, 9. August, Nikolaus Mondt, Eishockeyspieler
- 1978, 17. August, Alexandra Meisl, Handballspielerin
- 1978, 31. Oktober, Inka Grings, Fußballspielerin
- 1978, 12. November, Stephanie Kürten, Eishockeyspielerin
- 1978, 2. Dezember, Louisa Walter, Feldhockey-Nationalspielerin
- 1979, Jan Bonny, Filmregisseur und Drehbuchautor
- 1979, Kati Heck, Malerin
- 1979, 24, Januar, Marco Schmitz, Politiker (CDU), Mitglied des Landtages Nordrhein-Westfalen
- 1979, 22. Februar, Martin Wistinghausen, Komponist und Sänger
- 1979, 22. Juni, Sammy Amara, Sänger bei Broilers
- 1979, 17. September, Nils Antons, Eishockeyspieler
- 1979, 23. Oktober, Daniel Kreutzer, Eishockeyspieler
- 1980, 10. Januar, Matthias Franz Stein, österreichischer Schauspieler
- 1980, 8. Oktober, Marinko Miletić, Fußballspieler

### 1981 bis 1990
- 1981, 25. Januar, Tim Kruger, † ≤1. März 2025, Pornodarsteller und -regisseur
- 1981, 19. März, Christian Knappmann, Fußballspieler
- 1981, 7. Mai, Maria Radner, † 24. März 2015, Opernsängerin
- 1981, 17. Juni, Torsten Schmitt, Eishockeytorwart
- 1981, 22. Dezember, Sandra Kuhn, Journalistin und Fernsehmoderatorin
- 1982, Lisa Bihl, Schauspielerin
- 1982, Florian Bock, Kirchenhistoriker
- 1982, Kim Münster, Filmproduzentin und Regisseurin
- 1982, Laina Schwarz, Theater- und Filmschauspielerin
- 1982, 23. April, Jonas Windscheid, Jazzmusiker
- 1982, 3. Mai, Daniel Zimmermann, Politiker (PETO)
- 1982, 22. Juli, Roman Bausch, Angestellter und Politiker (AfD), Landtagsabgeordneter in Hessen
- 1982, 26. August, George Kink, Eishockeyspieler
- 1982, 24. Dezember, Tetsuya Kakihara, japanischer Synchronsprecher
- 1983, Sina Klein, Lyrikerin und Übersetzerin
- 1983, 30. Januar, Richard Adjei, † 26. Oktober 2020, American-Football-Spieler und Bobsportler
- 1983, 26. August, Jan Tauer, Fußballspieler
- 1983, 25. Oktober, Christina Schütze, Feldhockeyspielerin
- 1984, Franziska Davies, Osteuropahistorikerin
- 1984, Daniel Glatzel, Jazzmusiker
- 1984, Sami Reichenbach, Schauspieler, Regisseur und Filmproduzent
- 1984, 27. Februar, Max Lingemann, Eishockeyspieler
- 1984, 20. März, Jan Taube, Eishockey-Nationalspieler und Sportwissenschaftler
- 1984, 10. Juni, Oliver Korn, Feldhockeyspieler
- 1984, 20. September, Miriam Frenken, Kanutin
- 1984, 28. November, Jakob Wich, † 20. März 2013 in Düsseldorf, Künstlername „NMZS“, Rapper und Mitglied der Antilopen Gang
- 1984, 28. Dezember, Martin Kaymer, Berufsgolfer
- 1985, Juliane Greb, Architektin
- 1985, Klara Hornig, Pianistin, Liedbegleiterin und Hochschullehrerin
- 1985, 3. Januar, Anna Battke, Leichtathletin
- 1985, 13. Januar, Marcus Kink, Eishockeyspieler
- 1985, 15. Februar, Danny aus den Birken, Eishockeytorwart
- 1985, 18. März, Chiara Ohoven, Society-Tochter
- 1985, 20. März, Eugene Boateng, Schauspieler, Choreograf, Tänzer und Model
- 1985, 28. März, Malte Seifert, Eishockeyspieler
- 1985, 9. Mai, Sandra Gal, Golfspielerin
- 1985, 12. Juni, Claire Oelkers, Reporterin, Musikerin und Schauspielerin
- 1985, 15. Juli, Sif Atladóttir, isländische Fußballspielerin
- 1985, 30. Juli, Benjamin Kleibrink, Florettfechter, Olympiasieger im Florettfechten Peking 2008
- 1985, 8. November, Felix Rösch, Komponist und Musiker elektronischer Musik
- 1986, 5. April, Mats Schöbel, Eishockeyspieler
- 1986, 28. Mai, Sami Allagui, deutsch-tunesischer Fußballspieler
- 1986, 20. August, Xenia Prinzessin von Sachsen, Schauspielerin, Sängerin, Schriftstellerin und Kolumnistin
- 1986, 6. Oktober, Justin Krueger, deutsch-kanadischer Eishockeyspieler
- 1986, 4. Dezember, Mohammed Lartey, Fußballspieler
- 1987, Conny, Rapper
- 1987, Tim Röhn, Journalist
- 1987, 28. Februar, Fatih Duran, Fußballspieler
- 1987, 3. März, Stefan Schillhabel, Pokerspieler
- 1987, 26. Mai, Olcay Şahan, deutsch-türkischer Fußballspieler
- 1987, 31. Juli, Philip Gogulla, Eishockeyspieler
- 1987, 29. Oktober, Lisa Weiß, Fußballtorhüterin
- 1988, Mascha Corman, Jazzsängerin und Komponistin
- 1988, 21. Februar, Adil Chihi, deutsch-marokkanischer Fußballspieler
- 1988, 14. April, Jan Niklas Berg, Schauspieler
- 1988, 26. April, Giuseppe Pisano, Fußballspieler
- 1988, 12. Juli, Tevfik Köse, deutsch-türkischer Fußballspieler
- 1988, 8. September, Kai Schwertfeger, Fußballspieler
- 1988, 28. November, Ricardo Marinello, Sänger
- 1988, 15. Dezember, Nicola Leonard Hein, Gitarrist, Komponist und Klangkünstler
- 1988, 25. Dezember, Michael Blum, Fußballspieler
- 1988, 27. Dezember, Patrik Gogulla, Eishockeyspieler und -schiedsrichter
- 1989, 7. Februar, Mohamed Amsif, deutsch-marokkanischer Fußballtorwart
- 1989, 29. Mai, Alon Abelski, Fußballspieler israelischer Abstammung
- 1989, 21. Juli, Johannes Lang, Kirchenmusiker und Kreiskantor
- 1989, 2. August, Marcel Gaus, Fußballspieler
- 1989, 15. September, David Wolf, Eishockey-Nationalspieler
- 1989, 21. Oktober, Kristina Dumitru, Schauspielerin und Sängerin
- 1989, 22. Oktober, Yannic Thiel, Fußballspieler
- 1989, 20. November, Christian Wendler, Eishockeytorwart
- 1989, 25. November, Sarah Bogen, verheiratete Zielke, Schauspielerin und Drehbuchautorin
- 1990, Kerstin König, Schauspielerin
- 1990, Elsa Johanna Mohr, Sängerin und Songwriterin
- 1990, 2. Januar, Géraldine Raths, Schauspielerin
- 1990, 10. Januar, Dennis Dowidat, Fußballspieler
- 1990, 5. Mai, Tom-Patric Kimmel, Eishockeyspieler
- 1990, 28. Mai, Niklas Dams, Fußballspieler
- 1990, 2. Juli, Roman Lob, Sänger
- 1990, 4. September, Moritz Schenkel, Wasserballtorwart, Nationalspieler
- 1990, 19. Oktober, Benjamin Wolter, Entertainer, Moderator, Podcaster, Musiker, Unternehmer
- 1990, 19. Oktober, Dennis Wolter, Entertainer, Moderator, Podcaster, Musiker, Unternehmer

### 1991 bis 2000
- 1991, 8. Januar, David Hansen, Handballspieler
- 1991, 24. Januar, Tim Schreder, Fernsehmoderator, Reporter, Autor und Filmproduzent
- 1991, 22. April, Irina London, Fußballspielerin
- 1991, 13. Mai, Kerim Engizek, Mixed-Martial-Arts-Kämpfer
- 1991, 14. Mai, Sven Kreyer, Fußballspieler
- 1991, 14. Mai, Jannik Woidtke, Eishockeyspieler
- 1991, 5. Juni, Thanos Petsos, deutsch-griechischer Fußballspieler
- 1991, 18. Juni, Collin Quaner, Fußballspieler
- 1991, 20. Juni, Philip Heise, Fußballspieler
- 1991, 29. Oktober, Babacar M’Bengue, Fußballspieler
- 1992, 4. Januar, Till-Joscha Jönke, Basketballspieler
- 1992, 7. Februar, Sarah Milkowski, Dartspielerin
- 1992, 13. Februar, Jeron Al-Hazaimeh, Fußballspieler
- 1992, 20. Juni, Patrick Schikowski, Fußballspieler
- 1992, 26. November, Mathias Niederberger, Eishockeytorwart
- 1993, 5. Januar, Lennart Boner, Basketballspieler
- 1993, 12. Januar, Christoph Zimmermann, Fußballspieler
- 1993, 29. Januar, Ruben Zepuntke, Radrennfahrer
- 1993, 21. März, Marcel Hofrath, Fußballspieler
- 1993, 17. Juni, Jan Schmidt, Moderator
- 1993, 6. August, Amin Younes, Fußballspieler
- 1993, 19. Dezember, Christopher Rühr, Feldhockeyspieler
- 1994, 29. März, Niklas Bolten, Fußballtorwart
- 1994, 25. Mai, Samed Yesil, Fußballspieler
- 1994, 11. September, Anne Schröder, Feldhockeyspielerin
- 1994, 12. September, Gideon Jung, Fußballspieler
- 1994, 13. September, Ayesha Kapur, deutsch-indische Schauspielerin
- 1994, Calle Fuhr, Theaterregisseur und -autor
- 1995, 17. Juli, Kiveli Dörken, Pianistin
- 1995, Leon Maria Plecity, Jazzmusiker
- 1996, 31. Januar, Leon Niederberger, Eishockeyspieler
- 1996, 24. März, Marlon Frey, Fußballspieler
- 1996, 13. August, Antonia Lottner, Tennisspielerin
- 1996, 23. August, Johannes Dörfler, Fußballspieler
- 1996, 30. August, Laura Pinski, Sängerin und Schauspielerin
- 1996, 28. September, Maximilian Kammerer, Eishockeyspieler
- 1996, 5. Oktober, Lisa Marie Schütze, Feldhockeyspielerin
- 1997, 25. Februar, Cagatay Kader, Fußballspieler
- 1997, 4. August, Katrin Schusters, Leichtathletin
- 1997, 11. Oktober, Emmanuel Iyoha, Fußballspieler
- 1997, Richard Kreutz, Schauspieler
- 1997, Felix Kruttke, Schauspieler
- 1998, 16. März, Constantin Frantzen, Tennisspieler
- 1998, 17. Mai, Markus Römer, Schauspieler
- 1998, 10. Juni, Florian Schikowski, Fußballspieler
- 1999, 18. Januar, Güven Yalçın, Fußballspieler
- 1999, 19. März, Laurens Halfmann, Feldhockeyspieler
- 1999, 28. August, Maduka Okoye, Fußballtorwart
- 1999, 2. Dezember, Linus Müller, Feldhockeyspieler
- 2000, 21. Februar, Tobias Raschl, Fußballspieler
- 2000, 4. Juli, Tim Brdarić, Fußballspieler
- 2000, 1. September, Jonas Kersken, Fußballtorwart
- 2000, 18. September, Hendrik Hane, Eishockeytorwart

## 21. Jahrhundert
- 2001, 1. Januar, Conor Noß, Fußballspieler
- 2001, 10. April, Ayman Azhil, Fußballspieler
- 2001, 18. April, Ben Tenner, Musikproduzent und DJ
- 2001, 8. August, Malick Thiaw, Fußballspieler
- 2001, 5. Oktober, Daniel Kyerewaa, Fußballspieler
- 2001, 28. Dezember, Niklas Linke, Fußballtorwart
- 2002, 2. April, Jamil Siebert, Fußballspieler
- 2002, 15. Mai, Quentin Halfmann, Feldhockeyspieler
- 2002, 15. Juli, Samed Onur, Fußballspieler
- 2003, 29. Juli, Jens Castrop, Fußballspieler
- 2003, 4. September, Laetitia Hahn, Pianistin
- 2003, 23. November, King Manu, Fußballspieler
- 2004, 10. Januar, Nnamdi Collins, Fußballspieler

## Sonstige Persönlichkeiten
Folgende Persönlichkeiten sind keine Söhne und Töchter der Stadt, haben aber eine besondere Bedeutung für Düsseldorf:

### Bis 1900

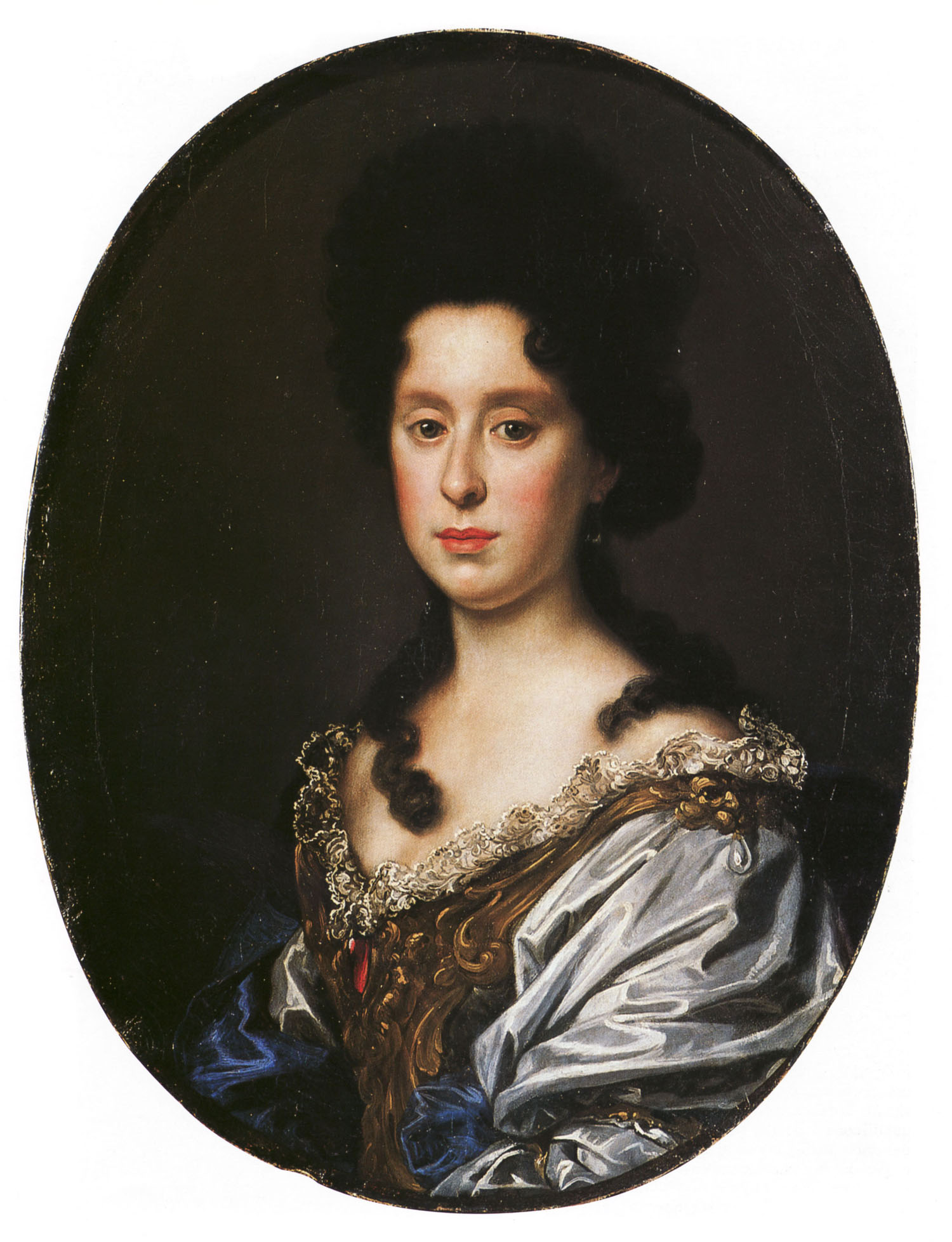
Anna Maria Luisa de Medici (1667–1743), italienische Adelige, letzte Angehörige der regierenden Florentiner Linie des Hauses Medici und von 1691 bis 1716 Kurfürstin von der Pfalz

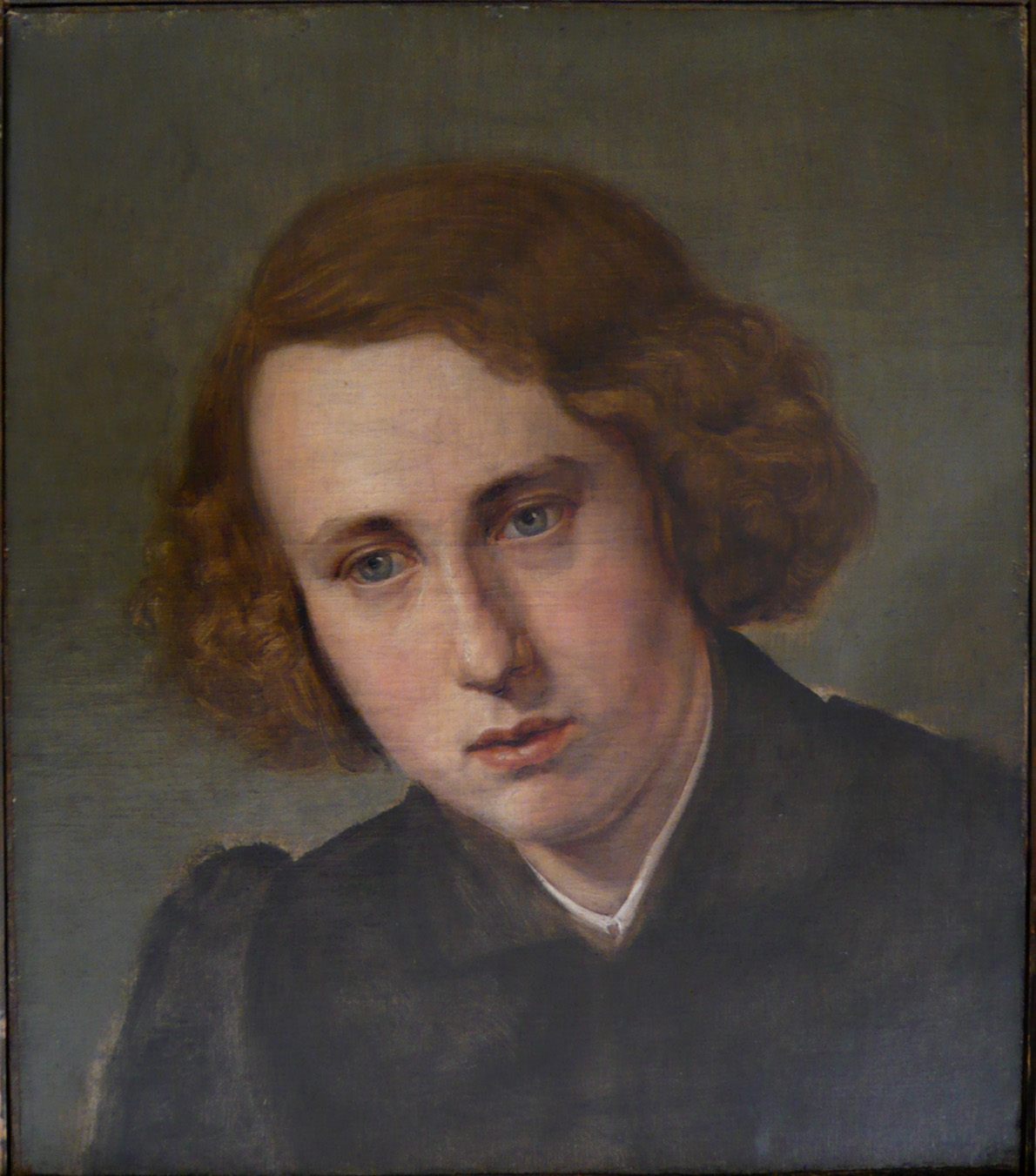
Alfred Rethel (1816–1859), Historienmaler der Spätromantik

- Graf Adolf V. von Berg, † 1296; er verlieh dem Ort Düsseldorf die Stadtrechte
- Wilhelm II. von Berg, * um 1348, † 24. Juni 1408 in Düsseldorf; durch den Ausbau der Burg Düsseldorf, in der er als erster Herzog von Berg häufig residierte, stieg Düsseldorf zur bergischen Residenz- und Landeshauptstadt auf
- Konrad Heresbach, * 28. August 1496 auf Gut Heresbach bei Mettmann, † 14. Oktober 1576 in Rees, jülich-klevisch-bergischer Humanist, Theologe, Jurist, Prinzenerzieher und Diplomat
- Anna Maria Luisa de’ Medici, * 11. August 1667 in Florenz, † 18. Februar 1743 ebenda, Frau von Johann Wilhelm von der Pfalz und Kunstmäzenin
- Johann Konrad Jacobi, * 30. Januar 1715 in Wollershausen; † 28. Dezember 1788 in Düsseldorf, Kaufmann, Fabrikant und kurfürstlicher Kommerzienrat
- Johann Baptist Schmigd, * Juni 1752 in Neustadt an der Weinstraße, † 12. März 1828 in Düsseldorf; Stadtphysikus, Medizinalrat und medizinischer Fachautor in Düsseldorf
- Otto von Woringen, 1. Juli 1760 in Elberfeld, † 6. Dezember 1838 in Düsseldorf; Landgerichtspräsident und Sänger
- Friedrich Heinrich von Lasberg, * 19. Juni 1766; † 9. März 1839 in Düsseldorf, 1816 bis 1837 Landrat des Kreises Düsseldorf
- Maximilian Friedrich Weyhe, * 15. Februar 1775 in Bonn, † 23. Oktober 1846 in Düsseldorf, Gartenarchitekt und Stadtplaner in Düsseldorf
- Adolph von Vagedes, * 25. Mai 1777 in Münster, Architekt und Stadtplaner in Düsseldorf
- Heinrich Schnabel, * 12. Februar 1778 in Elberfeld; † 19. September 1853 in Düsseldorf, Maire von Düsseldorf, Landrat des Kreises Mülheim/Rhein
- Georg Heinrich Theodor Fliedner, * 21. Januar 1800 in Eppstein, † 4. Oktober 1864 in Kaiserswerth, evangelischer Pfarrer und Gründer der Kaiserswerther Diakonie
- Emmerich Freiherr Raitz von Frentz, * 16. März 1803 in Listringhausen, † 30. Dezember 1874 in Düsseldorf, Landrat des Kreises Düsseldorf
- Rudolf Wiegmann, * 17. April 1804 in Adensen (heute zu Nordstemmen), † 17. April 1865 in Düsseldorf, Architekt, Professor an der Düsseldorfer Kunstakademie und Maler
- William Thomas Mulvany, * 11. März 1806 bei Dublin, Irland, † 30. Oktober 1885 in Düsseldorf, Unternehmer.
- Nikolaus Druckenmüller, * 8. Juni 1806 in Trier, † 29. Juni 1883 in Düsseldorf, Mathematiklehrer, Direktor am Königlichen Gymnasium in Düsseldorf und Großindustrieller
- Gustav von Eckenbrecher. * 13. April 1807 in Berlin, † 22. September 1897, Schriftsteller, Altertumsforscher und Arzt, Vaters des Malers Themistokles von Eckenbrecher
- Gottfried Pulian, * 27. Juli 1809 in Meißen, † 4. März 1875 in Düsseldorf, Architektur- und Landschaftsmaler, Mitbegründer des Künstlervereins Malkasten
- Robert Schumann, * 8. Juni 1810 in Zwickau, † 29. Juli 1856 in Endenich bei Bonn, Komponist, 1850–54 Städtischer Musikdirektor in Düsseldorf
- Alfred Rethel, * 5. Mai 1816 in Aachen; † 1. Dezember 1859 in Düsseldorf, Historienmaler
- Hugo Wesendonck, * 24. April 1817 in Elberfeld (heute zu Wuppertal), † 19. Dezember 1900 in New York City, Rechtsanwalt, demokratischer Politiker und Unternehmer
- Gustav Waldemar von Rauch, * 30. Januar 1819 in Berlin, † 7. Mai 1890 ebenda, Oberst und Kommandeur des 2. Westfälischen Husaren-Regiments Nr. 11, später General der Kavallerie
- Clara Schumann, * 13. September 1819 in Leipzig, † 20. Mai 1896 in Frankfurt am Main; Komponistin und Pianistin, Ehefrau von Robert Schumann, häufige Gastgeberin von Johannes Brahms in Düsseldorf (1850–1854)
- Henry Lot, * 22. Mai 1822 in Gendringen bei Arnheim; † 12. Mai 1878 in Düsseldorf, niederländischer Tier- und Landschaftsmaler, lebte von 1853 bis 1878 in Düsseldorf, schuf u. a. das Gemälde Die Waldszene im Düsseldorfer Rathaus
- Emanuel Leutze, * 24. Mai 1824 in Schwäbisch Gmünd, † 18. Juli 1868 in Washington, D.C., Maler, Düsseldorfer Malerschule
- Ernestine Friedrichsen, * 29. Juni 1824 in Danzig; † 21. Juli 1892 in Düsseldorf, Genremalerin
- Friedrich Wilhelm von Rauch, * 3. Januar 1827 in Potsdam, † 25. März 1907 in Schwerin, Generalmajor und Kommandeur der Düsseldorfer 14. Kavallerie-Brigade, später Generalleutnant
- Hugo Linderath, * 14. Juni 1828 in Gladbeck, † 19. August 1906 in Düsseldorf, Franziskanerbruder und Bildhauer
- Albert Dietrich, 28. August 1829 im Forsthaus Golk bei Meißen, † 20. November 1908 in Schöneberg, Komponist und Dirigent, Schüler von Robert Schumann, mit Robert und Clara Schumann befreundet, lebte von 1851 bis 1854 in Düsseldorf.
- Agnes Schönerstedt, * 26. Oktober 1833 in Hettstedt, † 18. Oktober 1896 in Düsseldorf, Pianistin, Musiklehrerin, Meisterschülerin und Freundin von Clara Schumann; sie lebte in Düsseldorf.
- Stephanie Prinzessin von Hohenzollern-Sigmaringen, * 15. Juli 1837 in Krauchenwies, † 17. Juli 1859 in Lissabon, wohnhaft auf Schloss Jägerhof in Düsseldorf von 1852 bis 1858, ab 1858 durch Heirat Königin von Portugal
- August Bagel, * 10. Februar 1838 in Wesel; † 20. Januar 1916 in Düsseldorf, Unternehmer Verlagsgeschäft und Druckwesen und Stadtverordneter in Düsseldorf, Mitbegründer der Rheinischen Bahngesellschaft AG
- Heinrich Lueg, * 14. September 1840 in Sterkrade, † 7. April 1917 in Düsseldorf, Industrieller und Stadtverordneter in Düsseldorf, Mitgründer der Maschinenfabrik „Haniel & Lueg“ (1873) sowie der Rheinischen Bahngesellschaft AG, Ehrenbürger von Düsseldorf
- Fritz Henkel, * 20. März 1848 in Vöhl, † 1. März 1930 in Düsseldorf, Unternehmer und Gründer des Henkel-Konzerns.
- Gregor von Bochmann, * 1. Juni 1850 auf dem Gut Nehat in Estland, † 12. Februar 1930 in Hösel bei Düsseldorf, Maler und Zeichner, der an der Düsseldorfer Kunst-Akademie studierte und danach in Düsseldorf sesshaft wurde
- Leo Cederholm, * 20. Mai 1852 in Bromberg, † 22. November 1932 in Düsseldorf, preußischer Offizier, Kommandeur des Landwehrbezirks Düsseldorf seit 1909 und bis Dezember 1931 Vorsitzender des Düsseldorfer Offiziersvereins
- Friedrich Haumann, * 21. Februar 1857 in Elberfeld, † 7. November 1924 in Köln, Oberbürgermeister von Solingen, 1896 bis 1906 Leiter der Rheinischen Bahngesellschaft AG
- Fritz von Wille, * 21. April 1860 in Weimar; † 16. Februar 1941 in Düsseldorf, Maler, Düsseldorfer Malerschule
- Louise Dumont, * 22. Februar 1862 in Köln; † 16. Mai 1932 in Düsseldorf, Schauspielerin und 1904 Begründerin des Schauspielhaus Düsseldorf
- Johanna „Mutter“ Ey, * 4. März 1864 in Wickrath (heute zu Mönchengladbach); † 27. August 1947 in Düsseldorf, Galeristin
- Peter Behrens, * 14. April 1868 in Hamburg-Borgfelde, † 27. Februar 1940 in Berlin, Architekt und Direktor an der Kunstgewerbeschule Düsseldorf
- Otto Brandt, * 20. September 1868 in Salzungen, † 25. Juni 1924 in Berlin, Nationalökonom, Geschäftsführer der Handelskammer in Düsseldorf und der Börse
- Wilhelm Kreis, * 17. März 1873 in Eltville, † 13. August 1955 in Bad Honnef, Architekt und Direktor an der Kunstgewerbeschule Düsseldorf
- August Korreng, * 1. Mai 1878 in Trier; † 7. Juni 1945 in Plettenberg, SS-Brigadeführer; von 1941 bis 1945 Polizeipräsident von Düsseldorf
- Walter Klose, * 6. Juli 1879 in Magdeburg, † 9. Juli 1973 in Düsseldorf, Architekt
- Max Clarenbach, * 19. Mai 1880 in Neuss, † 9. Juli 1952 in Wittlaer, Maler
- Werner Heuser, * 11. November 1880 in Gummersbach, † 11. Juni 1964 in Düsseldorf, Maler, Professor und Direktor Kunstakademie Düsseldorf
- Walter Ophey, * 25. März 1882 in Eupen, † 11. Januar 1930 in Düsseldorf, Künstler und Maler
- Peter Kürten, * 26. Mai 1883 in Mülheim am Rhein, † 2. Juli 1931 in Köln, genannt „Der Vampir von Düsseldorf“, beging in Düsseldorf in der Zeit zwischen Februar und November 1929 eine Serie von Sexualmorden
- Adolf Uzarski, * 14. April 1885 in Ruhrort (heute zu Duisburg), † 14. Juli 1970 in Düsseldorf, Schriftsteller, Maler und Grafiker
- Hans Kruzwicki, * 2. September 1885 in Krefeld, † 17. Oktober 1971 in Düsseldorf, Bildender Künstler (Maler)
- Emil Fahrenkamp, * 8. November 1885 in Aachen, † 24. Mai 1966 in Ratingen-|Breitscheid, Architekt und Leiter der Kunstakademie Düsseldorf 1937–45
- Phoebe Cusden, * 2. März 1887 in Reading, † 23. Januar 1981 ebenda, Bürgermeisterin und Gründerin von Düsseldorf Reading Association, der Basis für eine englische Städtepartnerschaft
- Theo Kreiten, * 28. August 1887 in Valkenburg (Limburg, Niederlande), † 27. Januar 1960 in Düsseldorf, Komponist, Pianist, Prof. d. Musik, Schriftsteller
- Walter Westfeld, * 4. März 1889 in Herford, † 1945 im KZ Auschwitz, Kunstsammler und Kunsthändler, betrieb 1936–38 eine Galerie in Düsseldorf.
- Hans Karl Rosenberg, * 27. November 1891 in Köln, † 17. April 1942 in Bad Godesberg, Professor, Mitbegründer der Düsseldorfer Volkshochschule
- Harry Piel, * 12. Juli 1892 in Benrath, † 27. März 1963 in München, Regisseur und Schauspieler
- Richard Schwarzkopf, * 31. Januar 1893 in Bonn, † 1963 in Düsseldorf, Graphiker
- Hermann Dörnemann, * 27. Mai 1893 in Essen-Altenessen, † 2. März 2005 in Düsseldorf, der älteste Mensch Deutschlands (seit dem 28. August 2004 bis zu seinem Tod, bis 2017 der älteste deutsche Mann aller Zeiten)
- Friedrich Karl Florian, 4. Februar 1894 in Essen, † 24. Oktober 1975 in Mettmann, Gauleiter der NSDAP und Endphasenverbrecher von Düsseldorf[1]
- Rudolf Nebel, * 21. März 1894 in Weißenburg in Bayern, † 18. September 1978 in Düsseldorf, Raketenpionier
- Albert Leo Schlageter, * 12. August in Schönau im Schwarzwald (Baden), † (hingerichtet) 26. Mai 1923 auf der Golzheimer Heide in Düsseldorf-Unterrath, Freikorpskämpfer, Terrorist, Märtyrerfigur in der Weimarer Republik und vor allem aus propagandistischen Gründen zu Beginn der nationalsozialistischen Diktatur ab 1933
- Heinrich Kamps, * 29. September 1896 in Krefeld, † 21. Dezember 1954 in Düsseldorf, Maler, Professor und Direktor der Kunstakademie Düsseldorf
- Heinz von Cleve, * 27. Juni 1897 in Schwedt/Oder, † 9. Oktober 1984 in Düsseldorf, Schauspieler
- Leo Statz, * 17. Juli 1898 in Köln, † 1. November 1943 in Brandenburg/Havel, hingerichtet nach Urteil des Roland Freisler u. a.; er war ein Düsseldorfer Kaufmann und Vorsitzender des Düsseldorfer Karnevalsausschusses
- Wilhelm Zangen, * 30. September 1898 in Duisburg, † 25. November 1971 in Düsseldorf, Manager bei der Mannesmann AG
- Hans Schwippert, * 25. Juni 1899 in Remscheid, † 18. Oktober 1973 in Düsseldorf, Architekt
- Peter Kuhlen, * 30. September 1899 in Mönchengladbach-Rheydt, † 17. November 1986 in Düsseldorf, Geistlicher und Mitbegründer der Apostolischen Gemeinschaft
- Arno Breker, * 19. Juli 1900 in Elberfeld (heute zu Wuppertal), † 13. Februar 1991 in Düsseldorf, Bildhauer
- Ralph Roese, * 27. Juli 1900 in Mettmann, † 8. Februar 1950 bei Neuwied-Dierdorf, Motorrad- und Automobilrennfahrer, Mitglied im DAMC 05

### Ab 1901

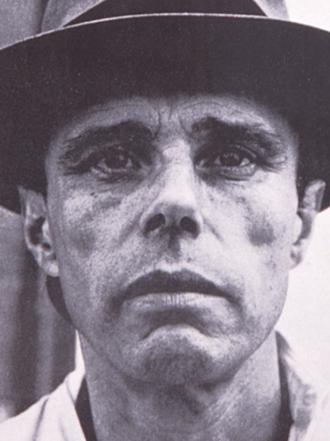
Joseph Beuys (1921–1986), Aktionskünstler, Bildhauer, Medailleur, Zeichner, Kunsttheoretiker und Professor an der Kunstakademie Düsseldorf

- Rose Ausländer, * 11. Mai 1901 in Czernowitz/Österreich-Ungarn; † 3. Januar 1988 in Düsseldorf, Lyrikerin
- Hanns Dustmann, * 25. Mai 1902 in Herford-Diebrock; † 26. April 1979 in Düsseldorf, Architekt
- Carl Klinkhammer, * 22. Januar 1903 in Aachen; † 18. Januar 1997 in Düsseldorf, katholischer Priester
- Lilo Milchsack, * 27. Mai 1905 in Frankfurt am Main; † 7. August 1992 in Düsseldorf, Gründerin der Deutsch-Britischen Gesellschaft
- Gerhard Günnewig, * 5. Mai 1905 in Bochum; † 27. Februar 1994 in Düsseldorf, Hotelier und Gastronom
- Helmut Hentrich, * 17. Juni 1905 in Krefeld; † 7. Februar 2001 in Düsseldorf, Architekt
- Heinz Auerswald, * 26. Juli 1908 in Berlin; † 5. Dezember 1970 in Düsseldorf, Jurist und während des Zweiten Weltkriegs deutscher Kommissar des Warschauer Ghettos; war nach Kriegsende als Rechtsanwalt in Düsseldorf tätig
- Hans-Jürgen Nierentz, * 15. September 1909 in Posen; † 16. Januar 1995 in Düsseldorf, Schriftsteller und Fernsehintendant in der Zeit des Nationalsozialismus
- Karlrobert Kreiten, * 26. Juni 1916 in Bonn; † 7. Sept. 1943 in Berlin-Plötzensee, Pianist und NS-Opfer
- Paul Mebus, * 9. Juni 1920 in Rheine; † 8. Dezember 1993 in Köln, Fußballspieler
- Lore Lorentz, geb. Schirmer, * 12. September 1920 in Mährisch-Ostrau; † 22. Februar 1994 in Düsseldorf, Gründerin des „Kom(m)ödchens“
- Joseph Beuys, * 12. Mai 1921 in Krefeld; † 23. Januar 1986 in Düsseldorf, Bildhauer, Aktionskünstler
- Paul Falk, * 21. Dezember 1921 in Dortmund; † 20. Mai 2017 in Queidersbach, Eiskunstläufer der DEG, Weltmeister und Olympiasieger
- Bernd Cibis, * 1. Mai 1922 in Ober Salzbrunn (Niederschlesien); † 3. Juni 1988 in Düsseldorf, Schriftsteller
- Ria Baran, * 2. November 1922 in Dortmund; † 12. November 1986, Eiskunstläuferin der DEG, Weltmeisterin und Olympiasiegerin;
- Alfons Höckmann, * 26. Mai 1923 in Dortmund; † 4. März 2014, Schauspieler, Regisseur und Theaterleiter (1968–2003 an der Komödie Düsseldorf)
- Günter Grass, * 16. Oktober 1927 in Danzig-Langfuhr; † 13. April 2015 in Lübeck, Autor und Student der Kunstakademie Düsseldorf
- Hans-Jürgen Niepel, * 6. Februar 1928 in Berlin; † 8. August 2007 in Düsseldorf, Galerist und Buchhändler
- Otto Piene, * 18. April 1928 in Laasphe; † 17. Juli 2014 in Berlin, Künstler und Gründer der Gruppe ZERO
- Hanns Friedrichs, * 4. Juni 1928 in Dresden; † 1. September 2012 in Düsseldorf, Couturier / Modeschöpfer
- Hanna Seiffert, * 1930 in Vokersdorf/Niederschlesien; † 18. Mai 2020 in Düsseldorf, Schauspielerin am Düsseldorfer Schauspielhaus
- Günther Uecker, * 13. März 1930 in Wendorf; † 10. Juni 2025 in Düsseldorf, Maler und Objektkünstler
- Gotthard Graubner, * 13. Juni 1930 in Erlbach im Vogtland; † 24. Mai 2013 in Neuss, Maler, Professor an der Staatlichen Kunstakademie Düsseldorf
- Bernd Becher, * 20. August 1931 in Siegen, † 22. Juni 2007 in Rostock, Fotokünstler
- Karl Ranz, * 5. Dezember 1931; † 8. April 2019, Politiker (SPD) und Oberstadtdirektor von Düsseldorf
- Ernest Martin, * 23. Februar 1932 in New York City, Theaterregisseur, Intendant und Schauspieler
- Charles Paul Wilp, * 15. September 1932 in Witten; † 2. Januar 2005 in Düsseldorf, Werbefotograf/Filmer und Künstler
- Detlev Rohwedder, * 16. Oktober 1932 in Gotha; † 1. April 1991 in Düsseldorf, Manager und Politiker
- Oskar Gottlieb Blarr, * 6. Mai 1934 in Sandlack bei Bartenstein, Komponist und 1961–1999 Kirchenmusiker der Neanderkirche
- Hilla Becher, * 2. September 1934 in Potsdam; † 10. Oktober 2015 in Düsseldorf, Fotokünstlerin
- Josef Überall * 10. Mai 1936 in Groß Kunzendorf; † 4. April 2008 in Schwäbisch Gmünd, Produktdesigner und Künstler; lebte und arbeitete von 1962 bis 1978 in Düsseldorf
- Reiner Ruthenbeck, * 30. Juni 1937 in Velbert; † 10. Dezember 2016 in Ratingen, Bildhauer und Konzeptkünstler
- Hansjürgen Bulkowski, * 26. April 1938 in Berlin-Schmargendorf; † 28. Dezember 2024 ebenda, Schriftsteller; lebte von 1970 bis 1979 in Düsseldorf
- René Block, * 15. März 1942 in Velbert, Galerist, Kunstverleger, Kunstsammler und Kurator
- Peter Handke, * 6. Dezember 1942 in Griffen (Österreich), österreichischer Schriftsteller
- Frieder Döring, * 24. Dezember 1942 in Dattenfeld; † 31. März 2025 in Gummersbach, Arzt und Schriftsteller
- Aleksandar Ristić, * 28. Juni 1944 in Sarajevo, Fußballspieler und -trainer
- Jörg Immendorff, * 14. Juni 1945 in Bleckede; † 28. Mai 2007 in Düsseldorf, Maler und Kunstprofessor
- Paul J. Kohtes, * 7. Juli 1945 in Meerbusch, PR-Berater, Buchautor und Sprecher; wohnt in Düsseldorf
- Mónica Lista, * 25. Oktober 1945 in Montevideo; † 29. August 2016 in Meerbusch, Malerin und Objektkünstlerin
- Ute-Henriette Ohoven, * 10. März 1946 in Tübingen, UNESCO-Botschafterin
- Rainer Popp, * 24. März 1946 in Staßfurt, Schriftsteller, Journalist, ehemaliger Direktor von Radio Luxemburg. Von 1975 bis 1979 Ressortleiter Zeitgeschehen in der Zentralredaktion der Düsseldorfer Nachrichten
- Mario Ohoven, * 18. Mai 1946 in Neuss; † 31. Oktober 2020 in Düsseldorf, Präsident des Bundesverbandes mittelständische Wirtschaft
- Hans-Joachim Körber, * 9. Juli 1946 in Braunschweig, ehemaliger Vorstandsvorsitzender der Metro AG
- Ralf Hütter, * 20. August 1946 in Krefeld, Musiker und Mitbegründer der Düsseldorfer Band Kraftwerk
- Joachim Vobbe, * 5. Januar 1947 in Bad Honnef; † 26. Juli 2017 in Königswinter, oberster Bischof der Altkatholischen Kirche in Deutschland
- Florian Schneider-Esleben, * 7. April 1947 in Öhningen-Kattenhorn; † 21. April 2020 in Düsseldorf, Musiker und Mitbegründer der Düsseldorfer Band Kraftwerk
- Jean-Claude Bourgueil, * 1. Mai 1947 in Sainte-Maure-de-Touraine, Frankreich, französischer Koch mit zwei Michelin-Sternen
- Horst Keining, * 9. Februar 1949 in Hattingen, Bildender Künstler; lebt und arbeitet in Düsseldorf
- Joachim Erwin, * 2. September 1949 in Stadtroda/Thüringen; † 20. Mai 2008 in Düsseldorf, Oberbürgermeister von Düsseldorf
- Axel Hütte, * 1951 in Essen, Fotograf
- Thomas Schütte, * 16. November 1954 in Oldenburg, Bildhauer und Zeichner
- Andreas Gursky, * 15. Januar 1955 in Leipzig, Fotograf
- Xaõ Seffcheque, * 5. Januar 1956 in Graz; † 26. Mai 2023 in Köln, Filmautor und Komponist
- Andrascz Jaromir Weigoni, * 18. Januar 1958 in Budapest; † 26. Januar 2021 in Düsseldorf, Schriftsteller
- Thomas Ruff, * 10. Februar 1958 in Zell am Harmersbach, Fotokünstler
- Christophe-Emmanuel Bouchet, * 28. Februar 1959 in Saint-Aignan-sur-Cher; † 1. Februar 2021 in Düsseldorf, französischer Maler
- Bertram Jesdinsky, * 15. März 1960 in Bonn; † 21. April 1992 in Wuppertal, Maler und Bildhauer
- Demir Hotić, * 9. Juli 1962 in Bosanski Novi, SFR Jugoslawien, Fußballspieler und -trainer; aufgewachsen in Düsseldorf
- Jörg Sasse, * 1962 in Bad Salzuflen, Fotograf und bildender Künstler; Vertreter der Düsseldorfer Fotoschule
- Michael W. Driesch, * 9. November 1963 in Duisburg, Filmregisseur und Unternehmer; lebt und arbeitet in Düsseldorf
- Hape Kerkeling, * 9. Dezember 1964 in Recklinghausen, Comedian und Fernsehmoderator
- Volker Bertelmann, * 1966 in Kreuztal, Komponist, Pianist und Oscarpreisträger
- Claudia Schiffer, * 25. August 1970 in Rheinberg, Model und Schauspielerin
- Tanja Fehm, * 23. April 1971 in Nürnberg, Medizinerin und Direktorin der Universitätsfrauenklinik Düsseldorf
- Mimoun Azizi, * 11. November 1972 in Hagen, Mediziner, Politikwissenschaftler und Philosoph; lebt in Düsseldorf
- Markus Kurth, * 30. Juli 1973 in Neuss, Fußballspieler und -trainer; aufgewachsen in Düsseldorf
- Robert Niestroj, * 2. Dezember 1974 in Oppeln (Polen), Fußballspieler; aufgewachsen in Düsseldorf
- Christian Odzuck, * 1978 in Halle/Saale, Bildhauer
- Yevgen Sokolovskiy, * 7. November 1978 in Odessa (Ukraine), Rennfahrer, Teammanager und Unternehmer; lebt und arbeitet in Düsseldorf
- Matthias Wollgast, * 1981 in Siegburg, Künstler und Fotograf; lebt und arbeitet in Düsseldorf
- Tice * 1985 in Ankara (Türkei), Rapperin; lebt und arbeitet in Düsseldorf
- Ihlas Bebou, * 23. April 1994 in Aledjo Kadara (Togo), Fußballspieler; aufgewachsen in Düsseldorf
- David Mamutović, * 5. Dezember 2000, Fußballspieler; aufgewachsen in Düsseldorf